# Navette spatiale américaine
La navette spatiale américaine (en anglais Space shuttle ou Space Transportation System, STS) est un type de véhicule spatial conçu et utilisé par l'agence spatiale américaine (NASA) dans le cadre du programme de la navette spatiale américaine, dont le vol inaugural remonte au 12 avril 1981 et qui est retiré du service en juillet 2011, après avoir effectué un total de 135 vols.
Elle est composée de trois sous-ensembles : l'orbiteur — qui est le seul composant à se placer en orbite et transporte le fret et les astronautes —, le réservoir externe et deux propulseurs d'appoint. Le terme « navette spatiale » s'applique uniquement à l'orbiteur, qui revient se poser comme un planeur sur une piste d'atterrissage et peut être réutilisé pour un nouveau vol. Les propulseurs d'appoint sont également conçus pour être réutilisables. L'orbiteur, qui constitue l'élément le plus complexe, a été construit à six exemplaires, dont deux, Challenger et Columbia, ont été détruits aux cours d'accidents entraînant la perte de leurs équipages et une, Enterprise OV-101, n'a jamais vu l'espace.
L'ensemble composé de la navette spatiale, du réservoir et des propulseurs, qui pèse plus de 2 000 tonnes au total, décolle verticalement comme une fusée. Au cours de son ascension, il se sépare successivement de ses propulseurs d'appoint, puis de son réservoir externe. À l'issue de la mission, l'orbiteur revient seul sur Terre. Il effectue une rentrée atmosphérique au cours de laquelle il ralentit fortement en dissipant une grande quantité de chaleur, puis entame une phase de vol non propulsé à la manière d'un planeur, avant d'atterrir sur une  piste de grande longueur. L'orbiteur ainsi que les propulseurs d'appoint sont remis en état puis réutilisés, alors que le réservoir est détruit après avoir été séparé de l'orbiteur. La navette spatiale peut placer en orbite basse 24,5 tonnes de charge utile et huit astronautes (ce qui constitue le record actuel, réalisé à deux reprises) et peut en prendre en charge jusqu'à onze pour une mission d'urgence. L'orbiteur est un engin spatial d'une polyvalence inégalée : il dispose d'une grande soute, d'un bras permettant le maniement de lourdes charges dans l'espace et d'un sas utilisé pour les sorties extravéhiculaires ou l'amarrage à une station spatiale. Son autonomie en mission est d'environ deux semaines.
En concevant au début des années 1970 un engin spatial réutilisable, la NASA espère pouvoir abaisser fortement les coûts du lancement spatial, qui a jusque-là recours à des fusées perdues après usage. Mais les compromis techniques retenus à la conception pour des raisons financières, et surtout la complexité inhérente au concept, induisent des coûts de développement et d'exploitation (450 millions de dollars par lancement) très élevés. Lorsque sa carrière opérationnelle débute en 1982, tous les lancements de satellites américains sont pris en charge par la flotte des quatre navettes spatiales. Grâce à un dumping important sur les prix, la navette occupe même une place dominante sur le marché des lancements commerciaux. Mais il apparaît rapidement que la navette ne sera jamais un moyen de lancement concurrentiel par rapport aux fusées, car la cadence des lancements espérée ne peut être tenue. Après la destruction de la navette spatiale Challenger début 1986, qui entraîne la perte de son équipage, l'utilisation de la navette est limitée au lancement des satellites non commerciaux et aux expériences scientifiques en orbite. À compter de la fin des années 1990, sa mission principale est la desserte de la station spatiale Mir, puis de la Station spatiale internationale. Un deuxième accident en 2003, accompagné une fois de plus de la perte de l'équipage, accélère la décision de mettre à la retraite la flotte des navettes, dont le dernier vol a lieu le 21 juillet 2011. Soyouz devient alors le seul vaisseau capable d'assurer la relève de l'équipage permanent de la Station spatiale internationale jusqu'au premier décollage habité du vaisseau Crew Dragon de la firme SPACE X du milliardaire Elon Musk, le 30 mai 2020, dans le cadre du programme Commercial Crew Development.

## Historique

### Premières études

#### DuSilbervogelau X-15
La première évocation d'une fusée ailée capable de quitter la basse atmosphère est le fait de l'ingénieur austro-allemand Eugen Sänger en 1933. Celui-ci développe son concept à la fin de la Seconde Guerre mondiale et décrit une fusée ailée, le Silbervogel (l'oiseau d'argent, en allemand), capable d'aller bombarder les États-Unis à l'issue d'un vol suborbital après avoir rebondi plusieurs fois sur les couches les plus denses de l'atmosphère, grâce à un rapport portance/traînée élevé. Après-guerre, l'Armée de l'Air américaine fait travailler North American Aviation sur un projet de missile ailé, le Navaho. Celui-ci effectue quelques vols mais est abandonné en 1957 au profit des missiles balistiques (sans aile) Atlas, Titan et Thor, qui relèvent d'une solution technique beaucoup plus efficace.
À l'époque, le centre de recherches aéronautiques américain, le NACA — qui deviendra plus tard la NASA —, s'implique fortement dans les recherches sur les avions propulsés par fusée. Le Bell X-1 franchit le mur du son en 1947. En étudiant la conception d'engins beaucoup plus rapides et volant à haute altitude, les ingénieurs identifient rapidement les deux principales difficultés auxquelles un tel avion va être confronté : l'instabilité en vol atmosphérique et la dissipation de la chaleur au cours de la rentrée atmosphérique. Ce dernier point les conduit à imaginer différents types de boucliers thermiques. La construction de l'avion-fusée X-15 est lancée en 1954 pour permettre de tester ces solutions. L'engin expérimental permet d'atteindre au cours des années 1960 un nouveau record de vitesse (Mach 6,8) et d'altitude (108 km). Le X-15 permet d'explorer les domaines physiques d'une grande partie des phases de vol effectuées par la navette spatiale, en particulier la rentrée atmosphérique, avec la transition entre l'utilisation des moteurs-fusées et celle des gouvernes aérodynamiques.

#### Les corps portants (1957-1970)

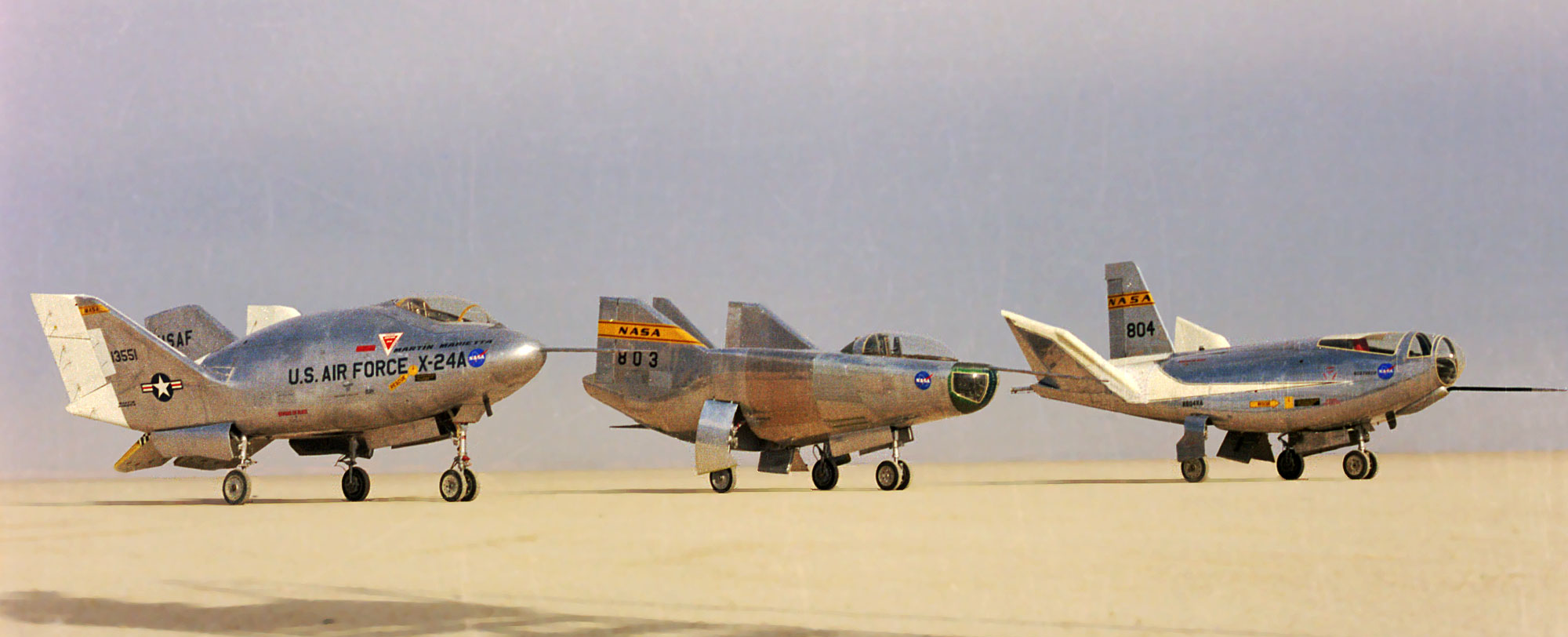
Les corps portants, et.

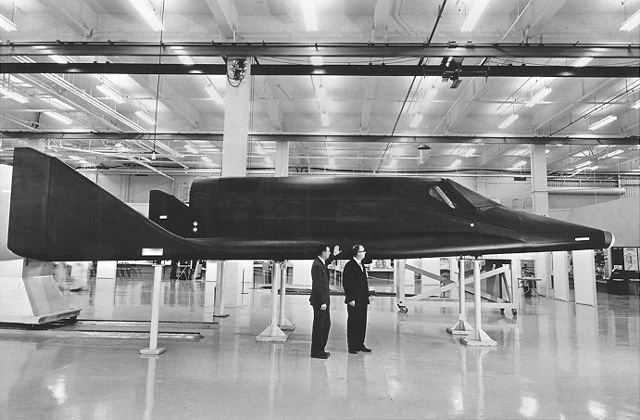
Prototype du Dyna-Soar.

Pour réduire les contraintes thermiques et mécaniques subies par un avion volant à très grande vitesse, une des solutions est de supprimer les ailes et de produire la portance à l'aide du corps de l'engin, qui est élargi et profilé à cet effet. Les avions de ce type, désigné par le terme de corps portants (ou « fuselages porteurs », en anglais : lifting body), sont étudiés à compter de 1957 par la NASA. Plusieurs démonstrateurs (M1, M2) vont prouver leur capacité à effectuer une rentrée atmosphérique, s'écarter de leur trajectoire grâce à leur portance et à planer ; par la suite d'autres engins (M2-F1, M2-F2, M2-F3, HL-10, X-24), parfois motorisés, sont chargés de valider jusqu'en 1970 leur capacité à se poser avec un pilote à bord. Les formes très lourdes du corps portant, qui lui valent le qualificatif de brique ou de baignoire volante (en anglais : « Flying Bathtub »), rendent toutefois cet exercice difficile et périlleux pour les pilotes. À la même époque, l'Armée de l'Air américaine commande en 1957 un prototype d'avion spatial, le Dyna-Soar, monoplace s'apparentant à un corps portant doté d'embryons d'aile delta. Lancé par une fusée, le Dyna-Soar devait être capable de se poser comme un avion. Le projet, bien avancé, est arrêté pour des raisons budgétaires en 1963 car l'Armée de l'Air n'a pu le justifier par une mission clairement identifiée.

#### Le projet de navette en phase exploratoire (1968-1979)

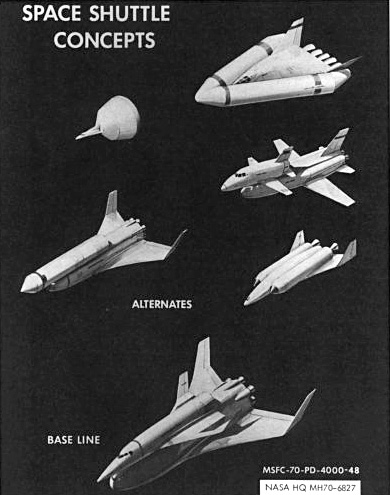
Les premières esquisses de la navette spatiale.

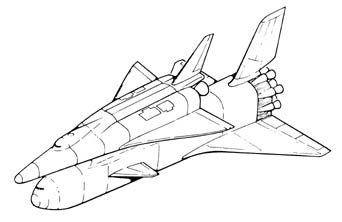
Navette entièrement réutilisable dessinée en 1969 par North American.

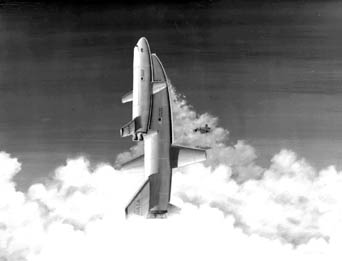
Conception de la navette selon Maxime Faget : ailes droites et orbiteur de petite taille.

Alors que la NASA réfléchit à la suite à donner au programme Apollo, dont la phase de développement est achevée, l'agence spatiale lance le 30 octobre 1968 une consultation exploratoire (phase A) pour le développement d'un système de lancement capable de revenir sur Terre (Integral launch and reentry vehicle, ILRV) : celui-ci doit pouvoir placer en orbite basse une charge utile comprise entre 2,3 et 23 tonnes, ramener sur Terre au moins une tonne de fret, avoir une capacité de déport latéral de 833 km et la soute doit avoir un volume de 85 m3. En février 1969, sur la base de leurs premiers travaux, quatre sociétés — North American Rockwell, Lockheed, General Dynamics et McDonnell Douglas — sont sélectionnées pour répondre à cette pré-étude. Deux motoristes, Rocketdyne et Pratt & Whitney, sont de leur côté sélectionnés pour concevoir les moteurs de 270 tonnes de poussée (dans le vide), qui doivent être communs aux deux étages de la navette. Ces moteurs ont une poussée modulable entre 73 et 100 % et utilisent une tuyère déployable avec un ratio de détente de 58 à basse altitude et de 120 dans le vide.
Les différents centres de recherche de la NASA ont des avis divergents sur la manière de concevoir la navette. Maxime Faget, représentant le centre de vol spatial Marshall est en faveur d'une navette de petite taille dotée d'ailes droites, disposant de peu de capacité de déport mais théoriquement plus légère et meilleur planeur aux vitesses subsoniques : c'est le Shuttle DC-3, dont une maquette au 1/10e sera larguée d'avion en mai 1970 pour valider l'aérodynamisme à basse vitesse. Les centres de Langley et de Dryden appuient la solution du corps portant et plus particulièrement du HL-10, qu'ils ont contribué à développer. Une navette de ce type dispose d'une capacité de déport intermédiaire entre l'aile droite et l'aile delta, tout en étant théoriquement moins lourde que cette dernière. L'armée de l'Air et les laboratoires Draper sont en faveur d'une aile delta, qui fournit une capacité de déport maximale. Les travaux issus de la phase A, achevés en juin 1970, permettent à la NASA d'éliminer le concept du corps portant, dont la forme n'est pas compatible avec l'emport des réservoirs et des équipements, et le recours à une voilure à géométrie variable également étudiée, qui aboutit à une navette trop lourde. Dans les esquisses produites par les quatre sociétés, la navette comporte deux composants distincts, tous deux réutilisables. Le premier étage, piloté, revient se poser en utilisant des turboréacteurs classiques. Le deuxième étage continue de se propulser pour se placer en orbite, puis effectue une rentrée atmosphérique une fois la mission accomplie, avec un angle de cabrage très élevé avant de se poser comme un avion.

### Le lancement du projet (1969-1972)
Peu avant la décennie 1970, le programme Apollo est sur le point d'aboutir, avec le premier atterrissage sur la Lune. Les ingénieurs et beaucoup de décideurs de la NASA sont persuadés que le succès de leur projet phare va convaincre les responsables politiques de pérenniser la part de budget consacrée à l'Espace, et plus particulièrement au vol habité. Après avoir réalisé en quelques années des progrès qui auraient semblé inespérés en 1960, ils considèrent que le vol humain vers Mars et l'installation de colonies sur la Lune sont désormais à portée de l'agence spatiale. Mais les décideurs politiques n'ont plus ni les moyens ni la volonté de financer un programme ambitieux. La navette spatiale, telle qu'elle sera conçue et construite, sera le résultat d'un compromis, entre le désir de la NASA de disposer d'un engin innovant et les ressources limitées que les dirigeants politiques du pays vont accepter de lui accorder.

#### Quelle suite donner au programme Apollo? (1969)
Début 1969, la NASA étudie la suite à donner au programme Apollo. Plusieurs propositions sont élaborées en interne, dans l'euphorie de la réussite du programme lunaire : station spatiale, base lunaire, expédition vers Mars, navette spatiale. Le comité « Space Task Group » est créé en février 1969, à la demande du président américain Richard Nixon, pour élaborer les futurs programmes spatiaux habités de la NASA. À l'issue de ses réflexions, le groupe de travail, présidé par le vice-président Spiro Agnew, propose trois scénarios dont le budget annuel s'échelonne entre 5 et 10 milliards de dollars, soit un montant égal ou supérieur au budget annuel du programme Apollo à son plus haut. La proposition la moins ambitieuse prévoit le développement simultané d'une navette spatiale et d'une station spatiale. Le président Nixon ne retient aucun des scénarios proposés, qu'il juge tous trop coûteux.
La NASA décide alors de concentrer ses demandes budgétaires sur le projet de navette spatiale, car la disponibilité de celle-ci est un prérequis pour l'exploitation d'une station spatiale. Les dirigeants de la NASA estiment également que la navette peut permettre de  remplacer les dix types de lanceurs américains alors existants — en comptant ceux mis en œuvre par l'Armée — pour placer en orbite ses satellites.
Mais la fin de la guerre froide et l'effondrement du programme spatial soviétique ont privé le programme spatial habité américain, aux yeux des dirigeants politiques américains, d'une grande partie de ses justifications. Le président Nixon, qui est confronté à une situation budgétaire très tendue, ne désire pas lancer de projet de prestige de l'envergure du programme Apollo car cette fois aucune retombée politique n'est attendue. Le président place donc le projet de la NASA sous le contrôle du Budget fédéral (BoB, qui deviendra l'OMB, Office of Management and Budget à partir de 1970), qui va exiger de l'agence spatiale des justifications précises. Une fois la configuration de la navette spatiale figée, l'OMB impose ses conditions à la NASA jusqu'au feu vert budgétaire en 1972, exigeant éléments financiers, justifications et comparaisons avec des solutions techniques alternatives. James C. Fletcher, directeur de la NASA, dira « qu'il n'en voulait pas au responsable de l'OMB de maintenir le budget au minimum, ce qui était une partie de son travail, mais qu'il lui reprochait d'essayer de concevoir la navette à sa place »,. Pour combattre le scepticisme de l'OMB vis-à-vis des éléments fournis par la NASA, celle-ci commande en juin 1970 un rapport à une société indépendante, Mathematica. Les conclusions de celle-ci sont très favorables au projet parce qu'elles font l'hypothèse de cadences de lancement de la navette élevées : le coût du kilogramme placé en orbite est ainsi abaissé à un tarif compétitif par rapport à celui d'un tir par un lanceur classique. Le rapport sera utilisé par la NASA, notamment auprès du Sénat américain, pour défendre la rentabilité de son projet.

#### La phase B de la conception (1970-1971)
À l'issue de la phase A, la NASA rédige en juin 1970 un nouveau cahier des charges pour une phase de conception plus approfondie, dite « phase B ». Celui-ci spécifie que la navette doit comporter deux étages, qui décollent verticalement et atterrissent à l'horizontale. L'engin doit pouvoir placer sur une orbite de 500 km une charge utile de 6,8 tonnes au départ de la base de lancement de Cap Canaveral pour une inclinaison de 55°. La charge utile est portée à 11,5 tonnes quelques mois plus tard pour se rapprocher des demandes de l'armée, qui veut pouvoir placer 30 tonnes en orbite basse. On demande aux compétiteurs de concevoir deux engins différents : l'un avec une capacité de déport de 370 km, correspondant aux besoins de la NASA, l'autre avec une capacité de déport de 2 784 km, plus proche des attentes de l'Armée de l'Air. La deuxième version devra, d'après les calculs, dissiper cinq à sept fois plus d'énergie thermique que l'autre version. Les navettes doivent pouvoir effectuer une deuxième tentative d'atterrissage en cas d'approche ratée, ce qui impose la présence de turboréacteurs. Elles doivent pouvoir être remises en état en deux semaines entre deux vols et permettre une fréquence comprise entre 25 et 70 vols par an. Chaque navette emporte un équipage de deux astronautes. Deux équipes sont retenues pour la phase B, qui est lancée en juillet 1970 : McDonnell Douglas, associé à Martin Marietta, et North American Rockwell, associé à General Dynamics. Une version préliminaire de l'étude est fournie par les compétiteurs début décembre 1970 à la NASA, qui effectue ses premières remarques ; le dossier final est rendu par les constructeurs en mars 1971. Les orbiteurs des deux propositions ont des caractéristiques très proches car la NASA a fourni un cahier des charges très contraignant. Par contre, il y a de grandes divergences dans la conception du premier étage. Un des points communs est le recours à l'aluminium pour la réalisation de la structure, car l'Armée de l'Air a exclu l'utilisation du titane, plus performant mais dont l'approvisionnement est jugé trop incertain.

#### L'abandon du projet de navette complètement réutilisable (1971)
James C. Fletcher prend en avril 1971 la tête de la NASA et décide de promouvoir auprès du Sénat le dossier de la navette spatiale, qui est bloqué. Il constate que le seul moyen d'obtenir un accord sur le sujet est d'intégrer dans le cahier des charges de la navette les besoins très spécifiques des militaires, afin d'obtenir l'appui de ceux-ci. Des tentatives de coopération internationale sont également lancées avec des succès modestes : l'Europe (surtout l'Allemagne de l'Ouest) s'engage à construire le laboratoire spatial Spacelab, qui sera embarqué dans la soute de l'orbiteur, et le Canada à construire le bras Canadarm utilisé pour manipuler les charges en orbite. En mai 1971, le Bureau du Budget (OMB) annonce que la NASA devra se contenter pour les années à venir d'un budget total annuel de 3,2 milliards de dollars, ce qui, compte tenu des autres projets spatiaux en cours, réduit à un milliard de dollars par an l'enveloppe qui peut être consacrée à la navette. Avec cette contrainte financière, la NASA est obligée de renoncer à son projet de navette entièrement réutilisable, dont le coût de développement annuel culminerait à deux milliards de dollars. En automne, une configuration dotée d'une aile delta est retenue pour prendre en compte les exigences des militaires.
La NASA avait commandé en décembre 1970 aux sociétés Boeing et Grumman une étude pour comparer des navettes ayant recours à un réservoir d'hydrogène externe et interne : les conclusions sont très favorables au réservoir externe, moins coûteux et plus sûr. Pour tenir compte des nouvelles contraintes financières, la NASA décide en juin 1971 d'opter pour un réservoir externe non réutilisable. Elle demande en septembre 1971 aux sociétés à l'origine du rapport, ainsi qu'à celles qui avaient participé à la phase B, d'étudier une navette incluant cette spécification,.
Pour réduire encore les coûts, la NASA lance début novembre 1971 une dernière étude portant cette fois sur le premier étage, à laquelle concourent Grumman/Boeing, Lockheed, McDonnell-Douglas/Martin Marrietta, et North American Rockwell. Les industriels doivent étudier trois possibilités : l'utilisation d'un étage de Saturn I-C, le recours à un étage propulsé par un nouveau moteur-fusée à ergols liquides ou l'utilisation de propulseurs d'appoint à propergol solide. À l'issue de cette étude, la NASA choisit d'utiliser des propulseurs d'appoint à propergol solide, qui permettent d'économiser 500 millions de dollars sur le coût de développement par rapport à des propulseurs à ergols liquides, mais qui augmentent le coût d'exploitation qui est presque le double de la solution alternative : 500 dollars par kilogramme de charge utile contre 275 dollars par kilogramme. Fin 1971, la NASA impose un dernier changement : les moteurs du premier et du deuxième étage (les moteurs de l'orbiteur) devront être allumés au sol.

#### La décision du lancement (1972)
Le président Richard Nixon ne veut pas être celui qui a arrêté les missions habitées américaines, auxquelles se rattache encore malgré tout une part de prestige. Par ailleurs, si l'opinion publique et la communauté scientifique s'accordent sur la nécessité de réduire le budget spatial consacré aux vols habités, le président n'est pas insensible au lobbying de l'industrie et aux considérations électorales. Le retrait des États-Unis du Vietnam qui entraîne un effondrement des commandes militaires, la basse conjoncture cyclique que traverse l'industrie aéronautique civile et la décrue du programme Apollo se conjuguent pour entraîner une récession comme le secteur aérospatial américain n'en avait jamais connu : la moitié des ingénieurs et des salariés travaillant dans le domaine sont licenciés. Or, la Californie, qui concentre une grande partie des emplois de l'astronautique avec 370 000 personnes en 1970, est un enjeu important pour les élections à venir.
| Scénario                               | 1           | 2            | 2A           | 3            | 4            |
| -------------------------------------- | ----------- | ------------ | ------------ | ------------ | ------------ |
| Diamètre et longueur de la soute       | 3,1 × 9,1 m | 3,7 × 12,2 m | 4,3 × 13,7 m | 4,3 × 15,2 m | 4,6 × 18,3 m |
| Masse charge utile maximum             | 13,6 t      | 13,6 t       | 20,4 t       | 29,5 t       | 29,5 t       |
| Coût de développement (Milliards de $) | 4,7         | 4,9          | 5            | 5,2          | 5,5          |
| Coût d'une mission (Millions de $)     | 6,6         | 7            | 7,5          | 7,6          | 7,7          |
| Coût du lancement de 1 kg ( $)         | 485         | 492          | 368          | 254          | 260          |

La NASA défend son projet de navette spatiale en mettant en avant la réduction du prix du kilogramme de charge utile placé en orbite, par rapport aux lanceurs non réutilisables. Fin 1971, l'agence spatiale transmet à la présidence l'évaluation des coûts de développement et d'exploitation de la navette pour des capacités allant de 14 à 30 tonnes ; la préférence de l'agence va à la version la plus lourde qui est, selon elle, la seule à répondre aux besoins de l'Armée de l'Air et à permettre l'assemblage d'une station spatiale. Finalement, le président Nixon donne son feu vert pour la version la plus ambitieuse de la navette le 5 janvier 1972. Mais le développement de celle-ci devra s'inscrire par la suite dans un cadre budgétaire spatial civil en décroissance constante : les sommes allouées à la NASA passent progressivement de 1,7 % du budget total de l'état fédéral, en 1970, à 0,7 % en 1986, son point le plus bas,. Pour parvenir à financer le développement de la navette, la NASA doit renoncer au lancement d'une deuxième station Skylab qui avait été projeté. Les missions habitées américaines sont interrompues jusqu'au premier vol de la navette, qui n'interviendra qu'en 1981.

#### La sélection des constructeurs
Un appel d'offres est lancé en mars 1972 par la NASA pour la conception et la construction de l'orbiteur. Les deux propositions qui arrivent en tête sont, d'une part, celle de North American Rockwell, constructeur du module de commande et de service Apollo implanté en Californie, d'autre part, celle de Grumman constructeur du module lunaire Apollo implanté dans l'État de New York. Pour le comité de sélection de la NASA, la proposition du premier se distingue par son coût plus faible, le poids réduit de l'orbiteur et un bon dispositif de gestion de projet, tandis que celle de Grumman est la plus pertinente et détaillée sur le plan technique. North American Rockwell — renommé Rockwell en 1973 — est finalement retenu le 26 juillet 1972, pour un montant de 2,6 milliards de dollars : pour ce prix, la société doit construire deux orbiteurs opérationnels et un modèle de test, ainsi que jouer le rôle d'intégrateur pour l'ensemble de la navette. Deux orbiteurs supplémentaires sont commandés par la suite. L'orbiteur retenu peut placer 29,5 tonnes en orbite basse, dispose d'une soute de 18,3 × 4,57 mètres, et peut se poser à 2 350 km de part et d'autre de sa trajectoire orbitale. Il doit être construit à Palmdale, en Californie. En 1973, la société Thiokol est retenue pour la construction des propulseurs d'appoint et Martin Marietta pour celle du réservoir externe, qui doit être construit dans l'usine de Michoud détenue par la NASA. Rocketdyne est choisi fin mars 1972 pour la construction des moteurs principaux (SSME) de l'orbiteur,.

### Développement (1972-1981)
Durant les deux premières années qui suivent la signature du contrat, de nombreux changements sont apportés aux caractéristiques de la navette, essentiellement pour réduire les coûts de développement. L'aile en double delta est introduite à ce stade car elle améliore les capacités de vol à basse vitesse ; de plus elle permet, par des interventions limitées sur le dessin de sa partie avant, de compenser des problèmes de position de centre de gravité qui pourraient apparaître à un stade avancé du développement.
L'une des modifications les plus importantes est l'abandon des turboréacteurs qui devaient propulser l'orbiteur avant l'atterrissage. Pour pouvoir déplacer la navette — désormais non motorisée — entre deux sites, la NASA fait l'acquisition en 1974 d'un Boeing 747 d'occasion, qui est aménagé pour pouvoir transporter sur son dos le véhicule spatial. Le premier test du moteur de l'orbiteur, le SSME, a lieu le 17 octobre 1975. Le réservoir externe est progressivement allégé au fur et à mesure de son développement, ce qui permet un gain de poids de 4,5 tonnes.
La construction de la première navette, Enterprise, est achevée en mars 1976, mais celle-ci ne sera pas utilisée en phase d'exploitation car trop lourde. Le premier vol captif sur le dos d'un Boeing 747 aménagé a lieu le 18 février 1977. D'autres vols captifs, sans, puis avec équipage, ont lieu en 1977. Le premier vol non propulsé de la navette a lieu le 12 août 1977 : la navette est larguée du dos du 747 et effectue un vol plané de cinq minutes avant de se poser sur une piste de la base Edwards. Progressivement, la durée des vols s'allonge pour permettre de tester complètement la phase d'approche et d'atterrissage. La livraison des SSME opérationnels est repoussée de deux ans (1981 au lieu de 1979) à la suite de différents incidents qui nécessitent de modifier la conception des moteurs. En février 1980, le septième et dernier test de qualification des propulseurs d'appoint est effectué,.

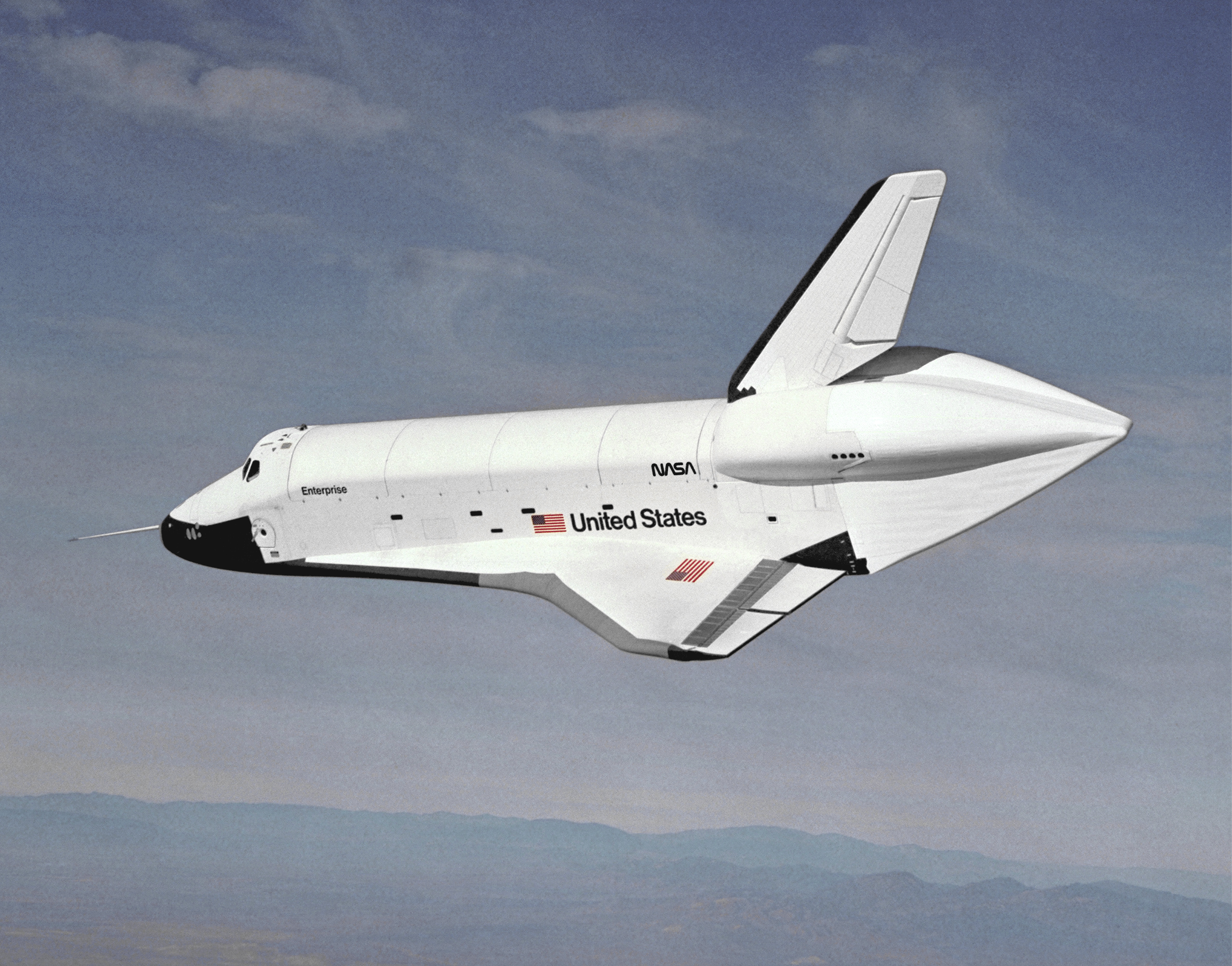
Deuxième vol libre d'Enterprise.

Enterprise quitte son Boeing porteur pour son quatrième vol libre.

Le premier vol de la navette spatiale a lieu le 12 avril 1981 : la navette Columbia, affectée à la mission STS-1, est pilotée par John W. Young, qui tient lieu de commandant de bord, et Robert L. Crippen qui officie comme pilote. La navette boucle 37 orbites en un peu plus de deux jours avant de se poser sans encombre. Le vol se déroule de manière optimale, malgré la perte de 16 tuiles du bouclier thermique. Trois autres vols, destinés à tester tous les composants de la navette et son comportement en vol, ont lieu en 1981 et 1982 avant le premier vol opérationnel. Le coût de développement de la navette, chiffré initialement en 1971 à 5,15 milliards de dollars, est finalement de 6,744 milliards de dollars (de 1971), soit un dépassement relativement faible pour ce type de projet. Cette somme représente un quart du coût du programme Apollo.
Au début des vols de la navette spatiale, la liaison montante des messages tels que les procédures et les mises à jour du calendrier était effectuée à l'aide d'un téléscripteur,.

### La navette en phase opérationnelle

#### La navette à la conquête du marché des lancements commerciaux (1982-1985)
Le 11 novembre 1982, la navette Columbia entame la phase opérationnelle du programme avec la mission STS-5. Celle-ci place en orbite deux satellites de télécommunications privés. À l'époque, la navette dispose par décret d'un monopole sur le marché américain des lancements des satellites publics, civils et militaires, ainsi que des satellites privés. La NASA espère pouvoir atteindre une cadence d'un lancement par semaine. Pour attirer des clients à l'international, les prix des lancements sont largement sous-évalués dans l'espoir de créer une clientèle captive. La NASA pratique également des rabais pour les lancements des satellites militaires américains. Neuf opérateurs de télécommunications internationaux acceptent d'emblée l'offre de la NASA. Au cours des trois premières années d'exploitation, 24 satellites commerciaux sont ainsi lancés. Le nombre maximum de satellites de télécommunications placés en orbite au cours d'une seule mission est limité à trois, bien que l'orbiteur puisse théoriquement en emporter cinq ; mais la NASA, ne maîtrisant pas parfaitement les conséquences d'une telle charge en cas d'atterrissage d'urgence, préfère limiter le nombre de satellites embarqués. La navette place également en orbite le premier satellite de télécommunications de la série TDRS, qui doit remplacer les stations au sol de la NASA. Deux sondes spatiales sont également lancées durant ces premières années d'exploitation, le laboratoire spatial Spacelab est amené en orbite à quatre reprises et deux satellites militaires sont placés en orbite.
Le public suit avec intérêt les premiers vols de cet engin spatial aux caractéristiques nouvelles. Sur le plan commercial, la navette remporte également un grand succès apparent, puisque durant cette période la moitié des satellites sont lancés pour le compte d'autres pays. Mais les rabais consentis masquent une réalité financière particulièrement noire. Dès 1985, il devient clair que la NASA aura du mal à effectuer plus d'un lancement par mois : c'est cinq fois moins que la cadence espérée qui conditionnait le prix de chaque lancement. De plus, le coût opérationnel va en s'accroissant, car les opérations d'entretien s'avèrent beaucoup plus lourdes que prévu (en particulier l'inspection et la remise en état du bouclier thermique à chaque retour sur Terre). La NASA n'a pas la possibilité de répercuter ces surcoûts sur les tarifs pratiqués, car ceux-ci sont figés contractuellement jusqu'en 1988.

#### L'accident de la navette Challenger et ses conséquences (1986)

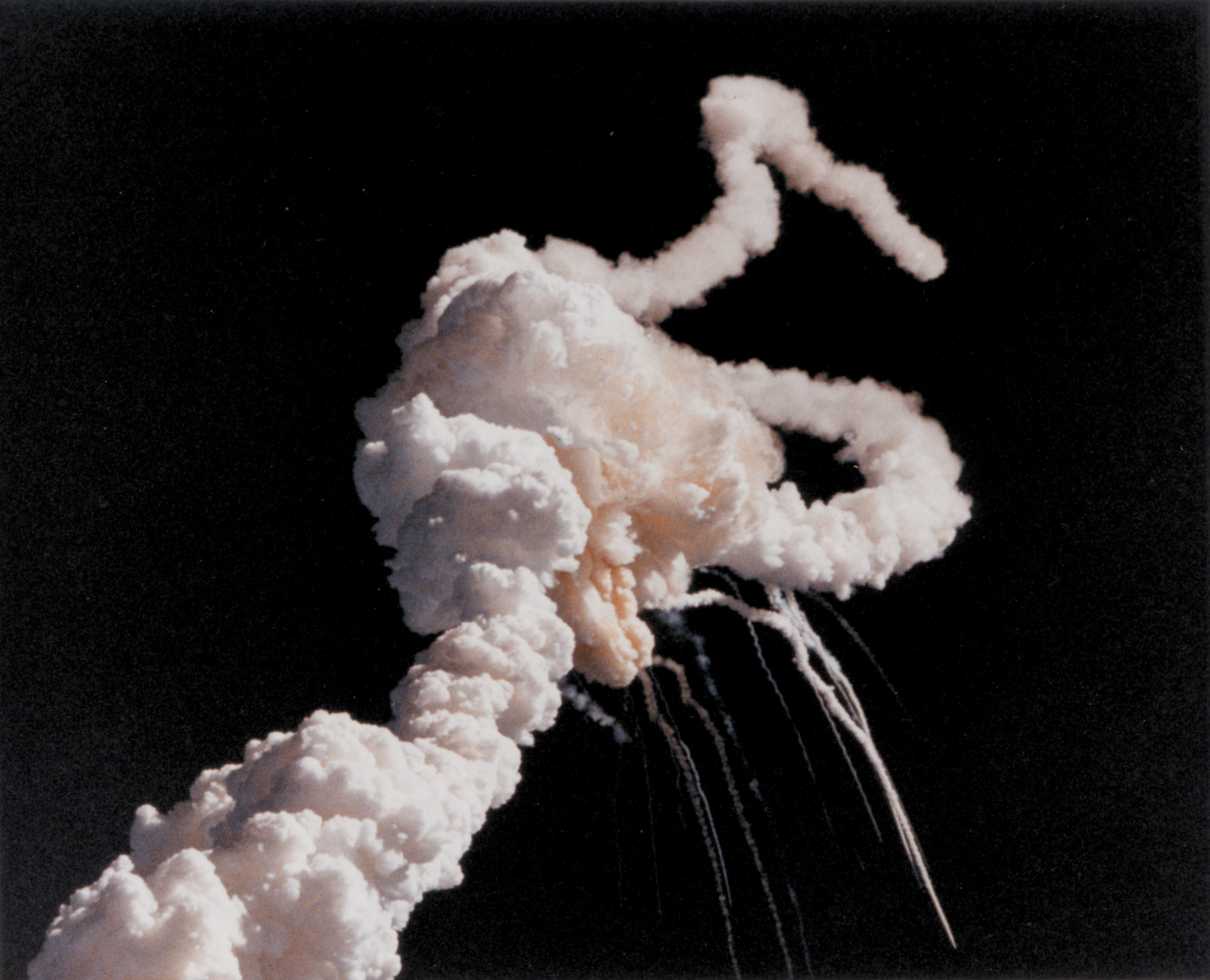
Désintégration de l'orbiteur Challenger et de son réservoir externe.

Le 28 janvier 1986, la navette Challenger est détruite en tuant son équipage 73 secondes après son décollage, à la suite de la rupture du joint torique entre deux segments d'un des deux propulseurs d'appoint à poudre (boosters). C'est la vingt cinquième mission du programme et la dixième de l'orbiteur Challenger. L'enquête de la Commission Rogers met en cause la mauvaise gestion du programme par la NASA : le problème à l'origine de l'accident était récurrent et identifié mais avait été sous-estimé, faute de dialogue et par aveuglement du management. Le rapport révèle également que le risque couru par les équipages est beaucoup plus important que prévu au décollage et dans la phase de retour à Terre. D'importants travaux sont entrepris, en particulier sur les boosters, mais également sur les moteurs de l'orbiteur pour réduire celui-ci.
Le calendrier de lancement, très optimiste, est également critiqué par la Commission Rogers comme un facteur ayant pu contribuer à l'accident. La NASA a tenté par la suite d'adopter un rythme plus réaliste pour la fréquence de ses vols. Une nouvelle navette, Endeavour, est commandée pour remplacer Challenger. La loi qui imposait le lancement par la navette de tous les satellites américains est radicalement modifiée : désormais, seuls seront confiés à la navette les engins nécessitant la présence d'un équipage ou utilisant les capacités spécifiques de la navette. La commission préconise que les États-Unis disposent d'une alternative à la navette, mais les lanceurs classiques américains, dont la production a été arrêtée du fait du monopole de la navette, ne sont pas prêts à prendre en charge les satellites commerciaux et la situation va contribuer au succès du lanceur européen Ariane. L'accident de la navette met fin à la carrière de lanceur commercial de la navette spatiale.

#### La carrière de la navette après Challenger (1988-2003)
Après trente-deux mois d'interruption, la première mission depuis l'accident, la mission STS-26 est lancée le 29 septembre 1988. À la suite de l'accident de Challenger, le département de la Défense a renoncé à l'utilisation de la navette spatiale, mais six satellites dont le lancement était déjà programmé vont être lancés par celle-ci. Une base de lancement de la navette destinée aux besoins militaires construite à grand frais (2 milliards de dollars) à Vandenberg était sur le point d'être inaugurée au moment de l'accident de Challenger : elle ne sera jamais utilisée. Malgré la nouvelle doctrine d'emploi de la navette, plusieurs satellites (TDRS, satellite de télécommunications) et sondes (Galileo et Ulysses) sont lancés par celle-ci, car leur conception ne leur permet pas une mise en orbite par des lanceurs classiques. Dans le cas des sondes spatiales, le lancement est particulièrement complexe : en effet, celles-ci, après avoir été larguées par la navette, devaient être propulsées par un étage cryogénique Centaur modifié pour pouvoir être transporté par la navette. Mais dans le nouveau contexte qui suit l'accident de Challenger, il n'est plus question de transporter un étage de fusée contenant des ergols cryogéniques dans la soute de la navette. Des expédients complexes doivent être trouvés pour permettre malgré tout de lancer les sondes.

#### L'accident de la navette Columbia et la décision de retrait des navettes spatiales (2003-2010)

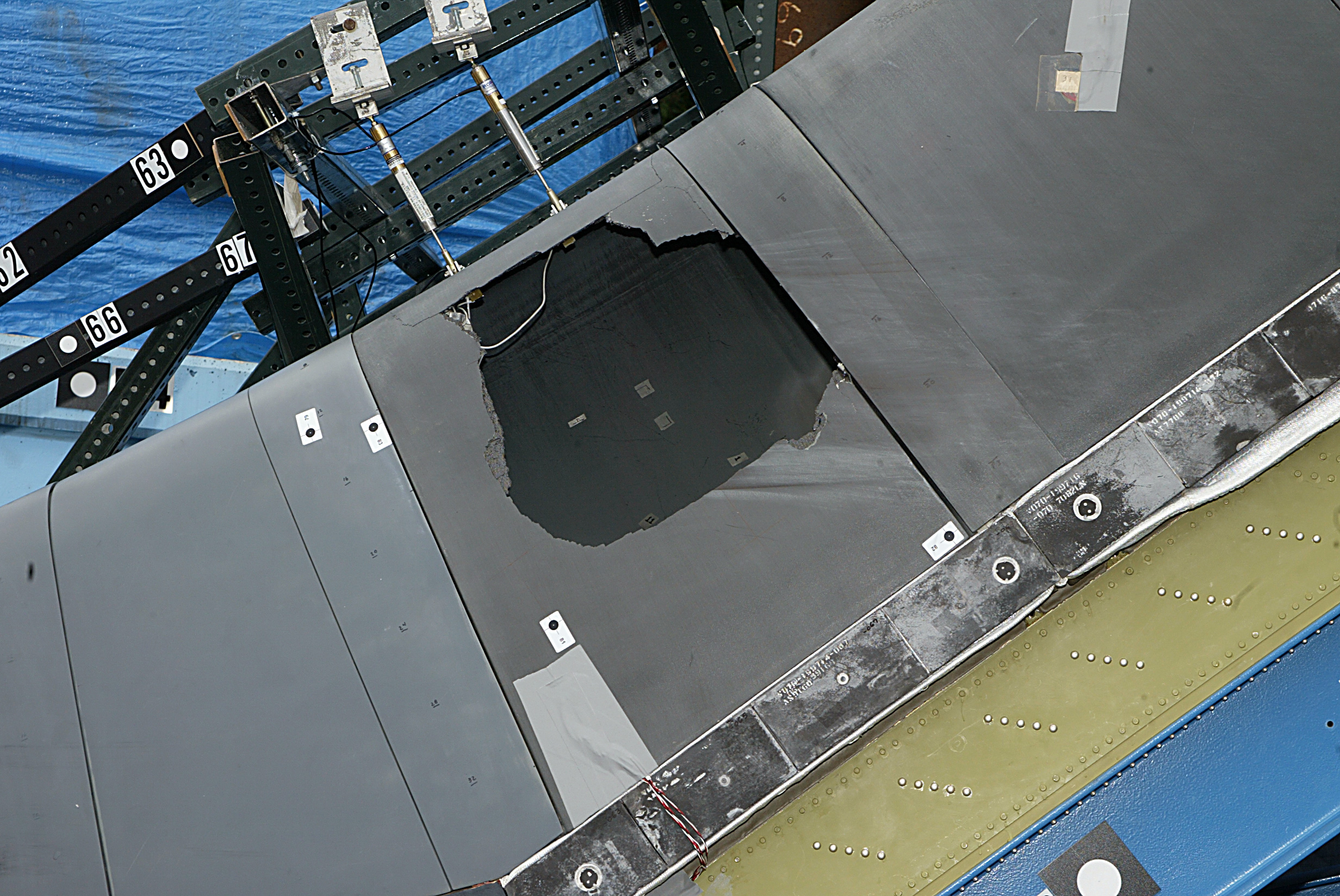
Résultat d'un test simulant l'impact d'un morceau de mousse isolante sur une tuile du bouclier thermique.

Le 1er février 2003, l'orbiteur Columbia, dont le bouclier thermique a été endommagé par le choc à grande vitesse durant le décollage d'un morceau de mousse de protection thermique du réservoir externe, est détruit durant la rentrée atmosphérique, entraînant la perte de son équipage. Une enquête est menée par un comité d'experts créé pour découvrir les causes de l'accident, le Columbia Accident Investigation Board (CAIB),. Une fois de plus, la gestion des missions par la NASA est remise en cause : l'anomalie qui a conduit à la catastrophe est connue et n'a jamais été traitée sur le fond. De plus, le calendrier très serré de l'assemblage de la station spatiale internationale, qui résulte de la réduction de budget imposé à la NASA depuis 2001, a conduit à une pression très forte sur l'ensemble du personnel de la NASA, poussant à sous-estimer les risques encourus. Lorsque les vols reprennent en juillet 2005, après dix-huit mois d'interruption, plusieurs mesures ont été décidées pour limiter le risque. À chaque mission, une inspection détaillée du bouclier thermique est effectuée par l'équipage de l'orbiteur et de la station spatiale lorsqu'il est en orbite. Pour chaque mission, une deuxième navette est prête à être lancée, pour effectuer une mission de secours consistant à ramener l'équipage en orbite au cas où serait découverte une brèche dans le bouclier thermique.
Le 15 janvier 2004, le président des États-Unis George W. Bush rend publics les objectifs à long terme assignés au programme spatial américain dans le domaine de l'exploration du système solaire et des missions habitées : ceux-ci sont formalisés dans le programme Vision for Space Exploration. La définition de cette stratégie est dictée par deux motivations :
- la NASA doit remplacer la flotte des navettes spatiales, vieilles de près de trois décennies, qui ont, à deux reprises, explosé en vol en tuant leur équipage et dont le coût d'exploitation ponctionne le budget de l'agence. Mais la station spatiale internationale doit être desservie en hommes et en matériel dans la phase actuelle de construction et lorsqu'elle sera pleinement opérationnelle ;
- le président veut renouer avec le succès du programme Apollo, en fixant des objectifs ambitieux à long terme et en engageant immédiatement les moyens de les atteindre. Il souhaite remettre l'exploration spatiale par l'homme au premier plan.

### Les dernières missions
Reprenant la démarche du président Kennedy, le président Bush demande à la NASA d'élaborer un programme qui permette de réaliser des séjours de longue durée sur la Lune d'ici 2020. Ce sera le programme Constellation. Par ailleurs, les vols des navettes spatiales doivent s'arrêter en 2011, date à laquelle l'assemblage de la station spatiale internationale doit être achevé. Le budget économisé par l'arrêt de la navette doit permettre de financer le nouveau projet. Le transport du fret et des astronautes est confié à des lanceurs classiques. Malgré le retard pris par la mise au point des moyens de remplacement et l'annulation du programme Constellation, cette décision est confirmée en 2010 par le président Barack Obama, nouvellement élu. La navette Atlantis a accompli le dernier vol de la flotte en juillet 2011 pour ravitailler la station spatiale internationale (mission STS-135).
Les trois navettes spatiales encore en opération, désormais sans emploi, ont été cédées gratuitement par la NASA à différents musées situés aux États-Unis. Discovery, qui effectue sa dernière mission STS-133 en atterrissant au Centre spatial Kennedy le 9 mars 2011, doit ensuite être exposée au Centre Steven F. Udvar-Hazy, annexe du National Air and Space Museum de Washington. En avril 2011, le responsable de la NASA Charles Bolden annonce que la navette Atlantis sera exposée au Kennedy Space Center Visitor Complex, qui jouxte le centre spatial d'où se sont envolées toutes les navettes et où sont déjà présentés les principaux lanceurs américains. La navette Endeavour (dernier vol dans le cadre de la mission STS-134, en mai 2011) est cédée au California Science Center de Los Angeles. Le prototype Enterprise est exposé à l'Intrepid Sea-Air-Space Museum de New York,,.

## Caractéristiques générales
La navette spatiale comporte trois composants distincts :
- l'orbiteur, doté d'ailes et d'un empennage qui lui permet de revenir au sol comme un planeur et est recouvert d'un bouclier thermique lui permettant de résister aux températures rencontrées durant la rentrée atmosphérique. Son rôle est de transporter l'équipage et la charge utile en orbite, puis de revenir sur le sol avec son équipage et éventuellement avec un fret au retour. C'est l'élément central de la navette spatiale et on y trouve les trois moteurs SSME permettant de placer la navette en orbite ;
- le réservoir externe contient l'oxygène et l'hydrogène, stockés sous forme liquide, consommés par les moteurs SSME de l'orbiteur. Il n'est pas récupérable et est perdu après chaque mission ;
- les deux propulseurs d'appoint à propergol solide fournissent l'essentiel de la poussée durant les deux premières minutes du vol avant d'être largués. Ils sont récupérables et réutilisables.

## L'orbiteur
Spécifications de l'orbiteur (pour Endeavour, OV-105) :
- longueur : 37,24 m
- envergure : 23,79 m
- hauteur : 17,25 m
- masse à vide : 68 586,6 kg
- masse totale au décollage : 109 000 kg
- masse maximum à l'atterrissage : 104 000 kg
- moteurs-fusées principaux : trois Rocketdyne Block 2 A SSME, exerçant chacun une poussée au niveau de la mer de 1,75 MN
- moteurs-fusées de manœuvre orbitale (Orbital Maneuvering System, ou OMS) : deux Aerojet AJ10-190, délivrant chacun une poussée de 26,7 kN au niveau de la mer.
- charge utile maximum : 25 000 kg (~ 30 t pour d'autres navettes)
- habitacle pressurisé : 71 m3
- dimensions de la soute : 4,6 m par 18,3 m, pour un volume de 300 m3
- bouclier thermique : quelque 24 000 tuiles isolantes en carbone composite ou en silice
- altitude opérationnelle : 185 à 1 000 km
- vitesse typique : 7 800 m/s, 28 000 km/h (vitesse de satellisation)
- portée transversale (déport latéral possible de part et d'autre de sa trajectoire de rentrée pour aller se poser) : 2 000 km
- équipage : huit (commandant, pilote, trois spécialistes de mission, et trois spécialistes de la charge utile), deux au minimum. Possibilité de monter à onze personnes pour une mission d'urgence.

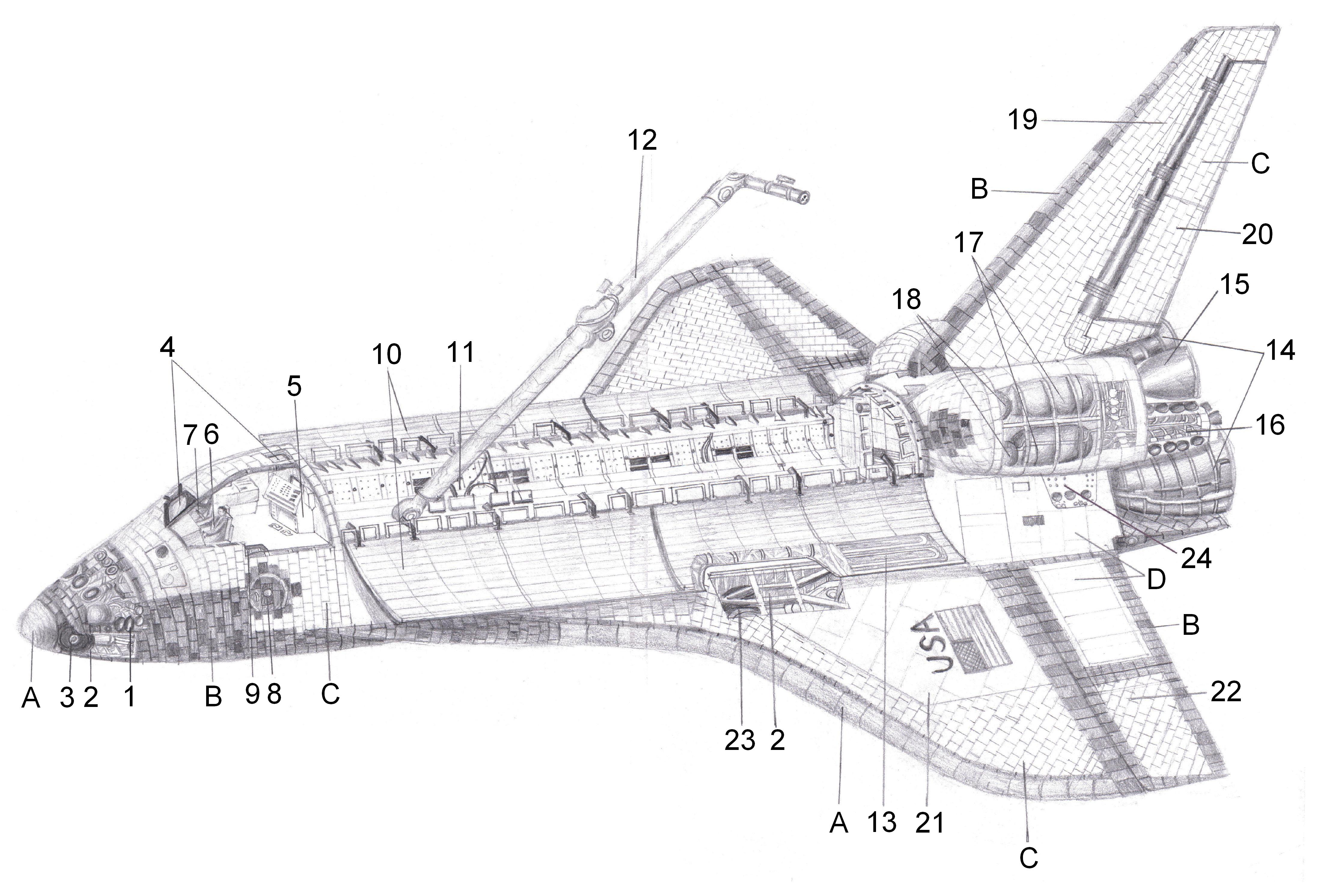
1 et 16 moteurs de commande d'orientation (RCS) -
2 Portes du train d'atterrissage avant -
3 Train d'atterrissage avant -
4 Hublots -
5 Poste de travail -
6 Commandant -
7 Pilote -
8 Écoutille d'accès -
9 Trappe d'accès au compartiment intermédiaire -
10 Portes de la soute -
11 Soute -
12 Télémanipulateur -
13 Radiateurs -
14 Moteurs principaux (SSME) -
15 Moteurs de manœuvre orbitale (OMS) -
17 Réservoirs d'hydrogène et d'oxygène liquide -
18 Réservoirs d'hélium -
19 Dérive -
20 Gouverne de direction -
21 Ailes -
22 Élevon -
23 Train d'atterrissage principal -
24 Connecteurs liaisons au sol

### Superstructure
L'orbiteur est construit selon les mêmes principes qu'un avion, à partir de tôles d'alliage d'aluminium rivetées sur une superstructure constituée de longerons. La structure de poussée des moteurs est réalisée en alliage de titane principalement pour supporter les fortes contraintes et la chaleur produite au lancement. Sur les orbiteurs plus récents (Discovery, Atlantis et Endeavour), pour certains éléments, le graphite-époxy remplace l'aluminium afin d'alléger la masse. Les vitrages étaient faits en verre aluminosilicate et en silice fondue et comprenaient trois couches différentes :
- un volet de pression interne, qui permettait aux vitres de supporter la pression interne de la navette, bien plus élevée que celle du vide spatial (qui est nulle par définition) ;
- une épaisseur optique de 33 mm d'épaisseur ;
- une couche de protection thermique externe, afin de supporter les échauffements pendant les décollages et les phases de rentrée atmosphérique[30].

Le fuselage comporte quatre sous-ensembles : le fuselage avant, la soute, les ailes et le fuselage arrière. La partie avant du fuselage reprend les formes d'un avion. La pointe contient le train d'atterrissage avant, une partie des moteurs d'orientation utilisés en orbite et des instruments utilisés pour le guidage lorsque la navette est dans l'espace. Le poste de pilotage dans laquelle séjournent les astronautes est une structure pressurisée indépendante, qui est accrochée à la superstructure de l'orbiteur en seulement quatre points, afin de limiter les échanges thermiques. Le fuselage intermédiaire contient la soute et relie la partie avant de l'orbiteur, la partie arrière et les ailes. C'est une structure en U, ouverte à chaque extrémité, longue de 18 mètres, large de 5,2 mètres et haute de 4 mètres pesant 13,5 tonnes. Sur ses flancs viennent se loger les deux trains d'atterrissage centraux. Deux portes, réalisées en graphite-epoxy plus léger que l'aluminium, viennent fermer la soute et servent de support au système de radiateurs qui évacue la chaleur excédentaire de la navette lorsque celle-ci est en orbite. Les portes sont de construction tellement légères qu'au sol elles ne supportent pas leur propre poids. Leur fermeture est essentielle avant la rentrée atmosphérique, car dans cette position elles contribuent à la rigidité de la navette.

### Ensembles de propulsion

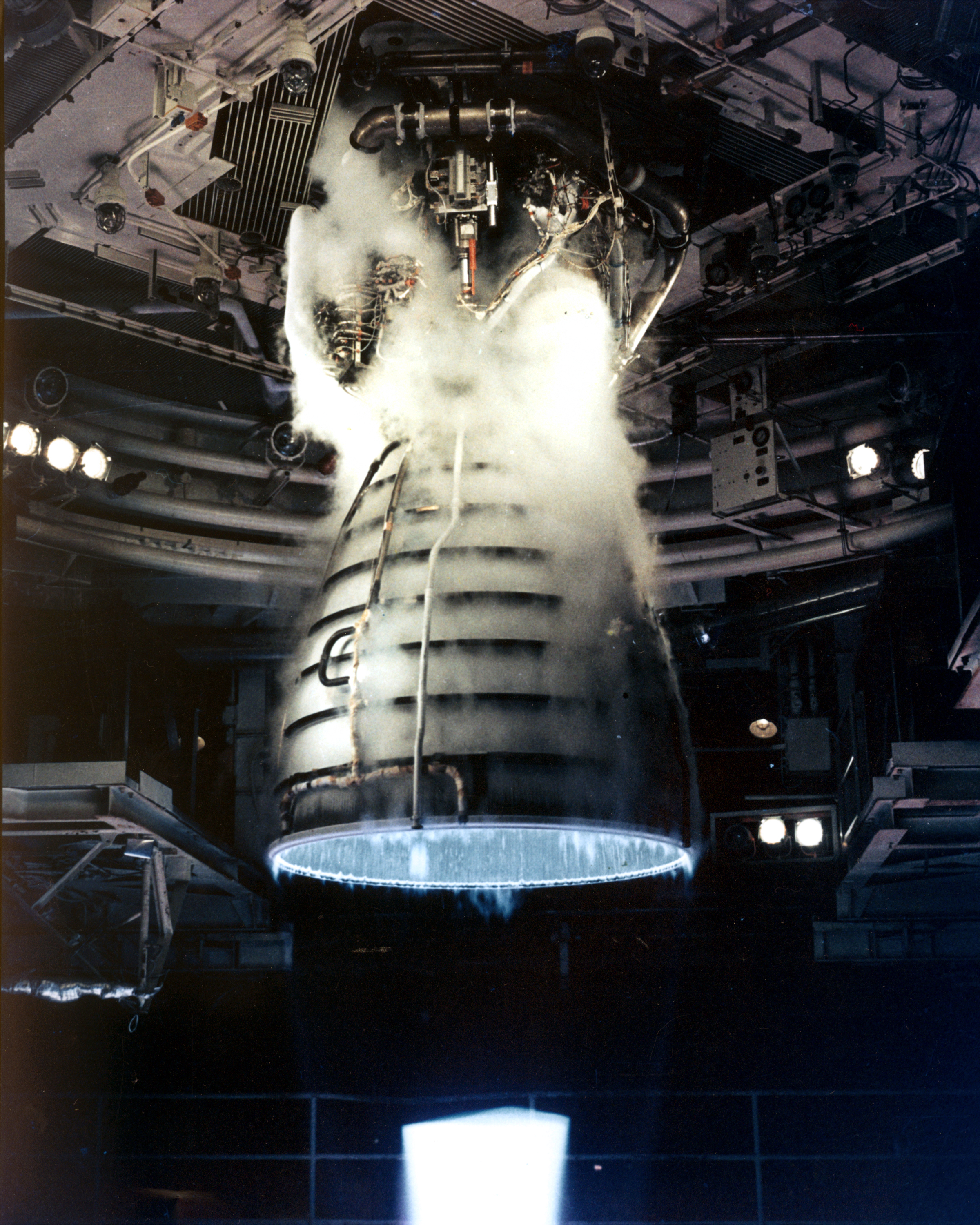
Une caméra télécommandée capture la mise à feu d'un SSME (Space Shuttle Main Engine) pour tests, dans le John C. Stennis Space Center, Mississippi.

L'orbiteur comprend trois ensembles de propulsion distincts. La propulsion principale est constituée de trois moteurs-fusées cryotechniques SSME (Space Shuttle Main Engine), qui sont utilisés uniquement pour placer la navette en orbite et puisent leur carburant dans le réservoir externe, contrairement aux autres ensembles de propulsion. Les deux moteurs du système de manœuvre orbitale (OMS) complètent l'action des SSME après l'extinction de ceux-ci, puis sont utilisés pour les changements d'orbite au cours de la mission, puis pour déclencher la rentrée atmosphérique. Les petits moteurs de contrôle d'orientation (RCS) permettent d'orienter la navette dans l'espace et d'effectuer des corrections orbitales de faible amplitude.

#### La propulsion principale: les SSME
Les trois moteurs-fusées dits SSME (Space Shuttle Main Engines), situés à l'arrière de l'orbiteur, sont chargés avec les propulseurs d'appoint à poudre de produire la poussée qui permet de placer la navette en orbite. Ces moteurs-fusées à ergols liquides et combustion étagée sont non seulement réutilisables mais ont des performances qui dépassent toutes les productions équivalentes passées et actuelles : pour obtenir une impulsion spécifique très élevée, les ergols sont introduits dans la chambre de combustion avec une pression de 423 bars. Chaque moteur produit ainsi 179 tonnes de poussée au niveau de la mer et 221 tonnes dans le vide lorsque le moteur est à 104 % de sa puissance nominale. La poussée est modulable entre 67 et 104 % de la poussée nominale. Le moteur est monté sur cardan et l'axe de la poussée peut être orienté de ±10.5° en tangage et de ±8.5° en lacet. Chaque moteur brûle environ 423 kg d'oxygène liquide (LOX) et 70 kg d'hydrogène liquide (LH2) par seconde lorsque le moteur est à pleine puissance. L'impulsion spécifique est de 453 secondes dans le vide et de 363 secondes au niveau de la mer (vitesses d'éjection de 4 440 m/s et de 3 560 m/s respectivement). La tuyère, qui a un rapport de détente fixe de 69, est refroidie par de l'hydrogène gazeux qui circule dans 1 080 conduits de refroidissement. Chaque moteur est long de 4,24 mètres, a un diamètre maximal de 2,38 m ; le moteur pèse à vide 3,4 tonnes et un peu moins de 5 tonnes en incluant les systèmes auxiliaires et la tuyauterie. Pour répondre à une situation exceptionnelle, le moteur peut être poussé à 109 % de sa puissance nominale.
Les SSME sont conçus pour pouvoir cumuler un temps de fonctionnement de 27 000 secondes, équivalent à 55 lancements avec à chaque fois huit minutes de fonctionnement continu, mais on estime que leur durée de vie opérationnelle est plutôt de 15 000 secondes de fonctionnement et 30 lancements. Ces moteurs puisent leur carburant dans le réservoir externe et ne jouent plus aucun rôle dans la suite de la mission, une fois le réservoir externe largué à la fin de la phase ascensionnelle. Si la poussée cumulée a été insuffisante pour placer l'orbiteur en orbite, les deux moteurs du système de manœuvre orbitale peuvent éventuellement prendre le relais.
Particulièrement fiables, les SSME n'ont connu qu'une seule défaillance au cours de la carrière de la navette spatiale, lors de la mission STS-51-F.

#### Le système de manœuvre orbitale (OMS)

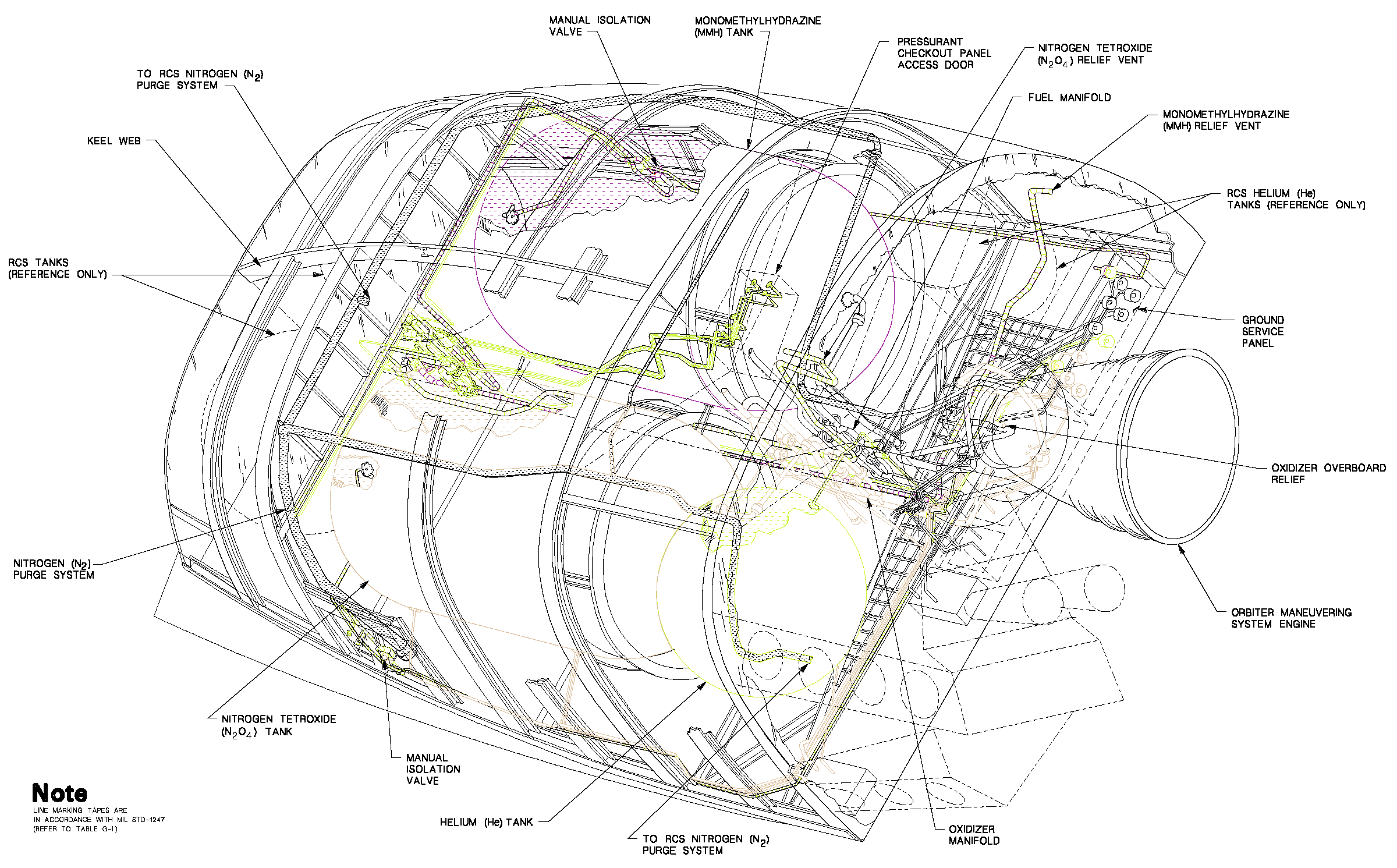
Schéma des nacelles OMS.

Les deux moteurs Aerojet AJ10-190 du système de manœuvre orbitale (Orbital Maneuvering System, OMS) sont utilisés, d'une part pour placer la navette sur l'orbite visée à l'issue de la phase ascensionnelle et d'autre part, en fin de mission, pour amorcer la rentrée atmosphérique en réduisant la vitesse de l'orbiteur. Durant le séjour dans l'espace, ils permettent également d'effectuer de petites corrections d'orbite. Dérivés du moteur SPS du module de service Apollo, ils délivrent chacun une poussée de 26,7 kN au niveau de la mer, qui peut être orientée de ±8° en tangage et de ±7° en lacet. Avec une impulsion spécifique dans le vide de 313 secondes, ils sont nettement moins performants que les SSME (453 secondes) mais bien adaptés à leur rôle, qui nécessite qu'ils soient allumés puis éteints à de nombreuses reprises, éventuellement pour des durées très courtes (deux secondes) au cours d'une même mission.
Les moteurs sont placés chacun dans une nacelle amovible, située à l'arrière de l'orbiteur, de part et d'autre de la dérive et au-dessus des SSME. Elles contiennent chacune deux réservoirs contenant les ergols utilisés par les moteurs, deux réservoirs d'hélium pour les mettre sous pression, ainsi qu'une partie des moteurs de contrôle d'orientation de l'orbiteur (RCS). Chaque nacelle contient 8 174 kg de monométhylhydrazine (MMH) et 13 486 kg de peroxyde d'azote (N2O4). Ces ergols ont l'avantage de pouvoir être stockés facilement aux températures rencontrées et d'être hypergoliques, c'est-à-dire de pouvoir s'enflammer spontanément lorsqu'ils sont mis en contact l'un avec l'autre. Le système de pressurisation, qui utilise de l'hélium sous pression, est simple et donc fiable, ce qui est essentiel pour garantir un retour de l'orbiteur sur Terre.
Avec environ 10,4 tonnes d'ergols dans chaque nacelle et une charge utile de 29 500 kg, les deux moteurs peuvent fournir à la navette un delta-v total d'environ 300 m/s, dont environ la moitié est utilisée pour placer la navette en orbite. Chaque moteur pouvait être utilisé pour 100 missions et pouvait effectuer 1 000 allumages et 15 heures de combustions cumulées.

#### Les moteurs de contrôle d'orientation (RCS)

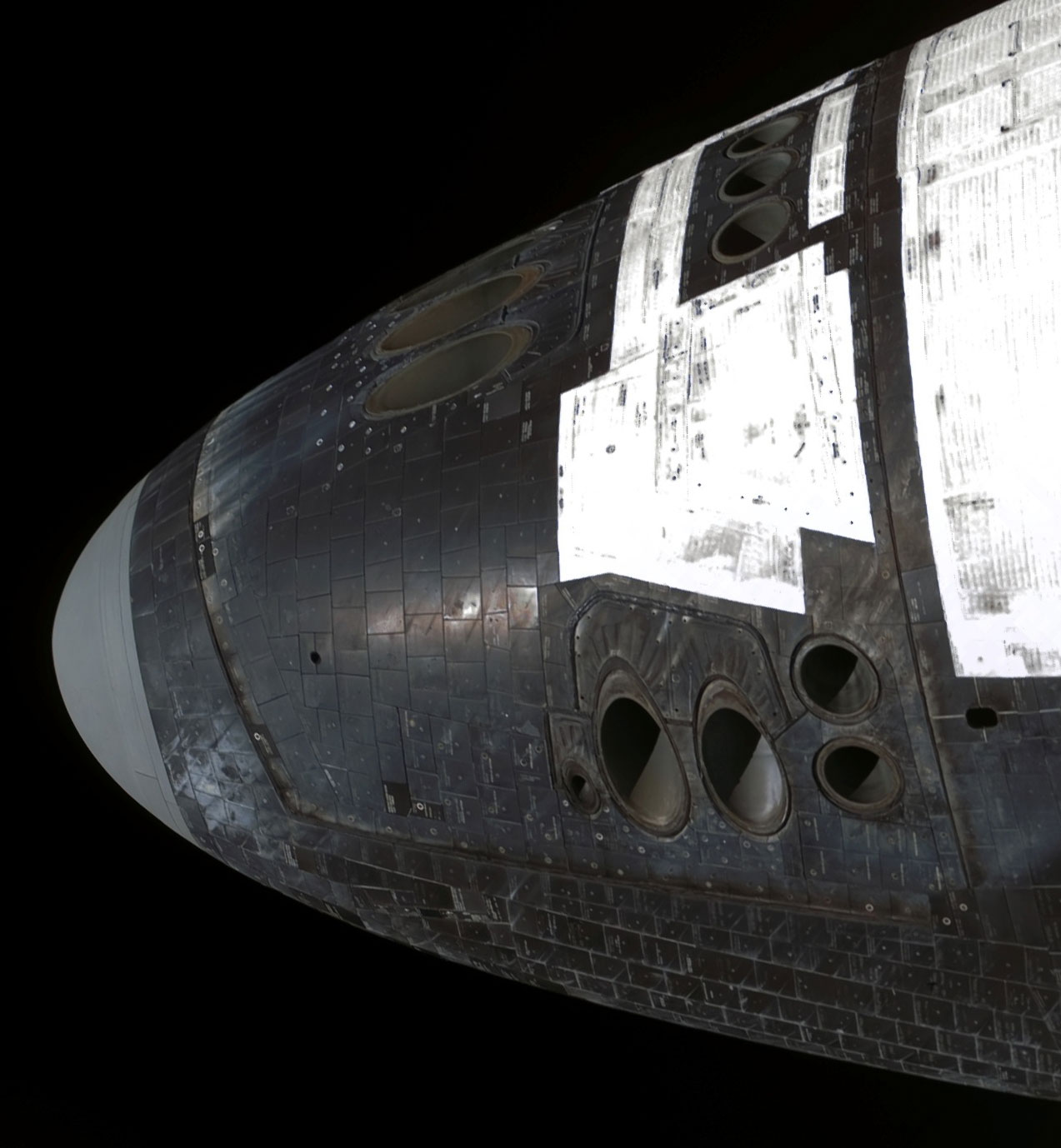
Tuyères des moteurs de contrôle d'orientation avant.

Les moteurs de contrôle d'orientation ou d'attitude (Reaction Control System, RCS) sont utilisés pour modifier l'orientation de la navette lorsque l'atmosphère est trop ténue pour que les empennages de l'orbiteur puissent être efficaces. On a également recours à eux en orbite lorsque la vitesse de l'orbiteur doit être corrigée d'une valeur inférieure à 2 m/s. Contrôlés par un système numérique très évolué assez semblable aux systèmes de commandes de vol électriques des avions de chasse actuels, les moteurs sont répartis entre les deux nacelles OMS et l'avant de l'orbiteur. Il existe deux types de moteurs. Les plus puissants (PRCS, ou Primary RCS) ont une poussée de 3,87 kN, avec une impulsion spécifique de 289 secondes. Les moteurs verniers (VRCS, ou Vernier RCS), avec une impulsion spécifique de 228 secondes, sont utilisés pour les corrections très fines : d'une poussée de 107,87 N, ils peuvent fournir une impulsion d'une durée comprise entre 0,08 et 125 secondes. Sur l'avant de l'orbiteur se trouvent deux moteurs-vernier et 14 moteurs plus puissants, tandis que dans chaque nacelle OMS on trouve deux moteurs-verniers et 12 moteurs de 3,87 kN de poussée. Tous ces moteurs utilisent les mêmes ergols que les moteurs de manœuvre orbitale, mais avec des réservoirs qui leur sont propres, répartis entre les trois emplacements.
Initialement, il avait été prévu que les propulseurs RCS situés à l'avant de l'orbiteur soient installés à l'abri de petites portes rétractables, qui se seraient ouvertes une fois la navette ayant atteint l'espace. Ils ont finalement été montés affleurants, car les concepteurs avaient eu peur que les portes les abritant restent coincées ouvertes pendant la rentrée atmosphérique, et que cela mette en danger les astronautes pendant leur retour sur Terre.

### La protection thermique

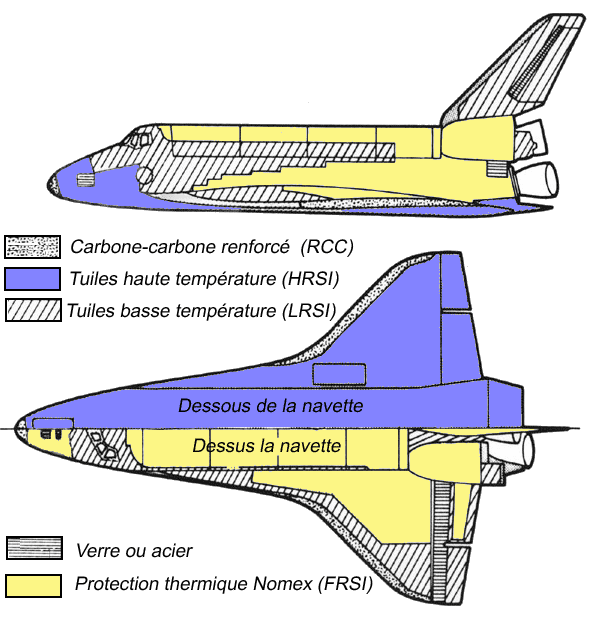
Répartition des différents types de tuiles.

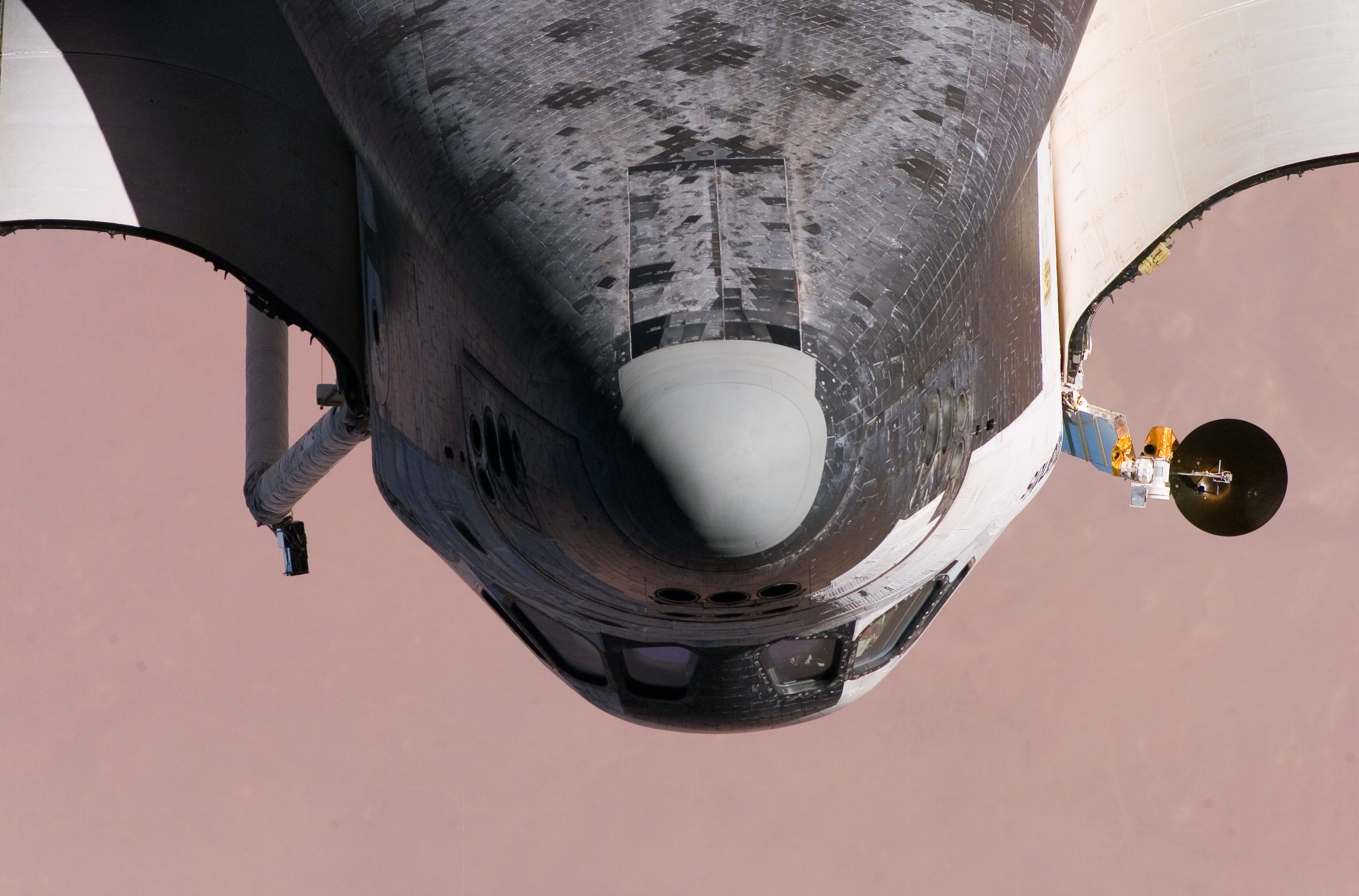
Tuiles de type HRSI et pièce en carbone-carbone peuvent être distinguées sous la pointe avant de la navette Discovery.

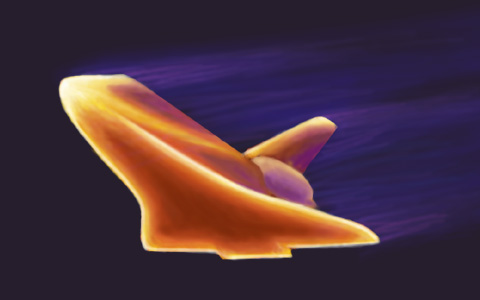
Simulation des contraintes thermiques subies par la navette durant la rentrée atmosphérique : les parties les plus brillantes sont les plus chaudes.

La navette, qui se déplace à plus de 7 km/s, est, durant la rentrée atmosphérique, ralentie progressivement par les couches de plus en plus denses de l'atmosphère qu'elle traverse. L'onde de compression à l'avant de la navette, ainsi que plus tard les forces de friction, portent pendant cette phase du vol les parties extérieures de la navette à des températures atteignant jusqu'à 1 650 °C au niveau des parties les plus exposées, c'est-à-dire la pointe avant et les bords d'attaque des ailes. Pour ne pas endommager la structure en aluminium, qui doit être maintenue en dessous de 180 °C, une protection thermique recouvre complètement la navette. Sur les vaisseaux spatiaux comme les capsules Soyouz ou Apollo, cette protection thermique est constituée d'un matériau ablatif, qui élimine la chaleur en se décomposant couche après couche. Pour un engin réutilisable, cette solution ne peut être retenue. Le choix s'est porté sur un matériau au fort pouvoir isolant, qui renvoie vers l'extérieur la majeure partie de la chaleur qu'il absorbe.
Le bouclier thermique de la navette est en grande partie constitué de tuiles en céramique collées sur la structure en aluminium. Le matériau utilisé, mis au point au cours des années 1960 par la société Lockheed, a été retenu car il est à la fois un excellent isolant thermique et est d'une grande légèreté (densité de 0,144 pour les tuiles HRSI-9), car constitué à 90 % d'air. Mais le coefficient de dilatation thermique de ce revêtement est très faible par rapport à celui de l'aluminium : pour que le revêtement ne se brise pas lorsque la superstructure en aluminium se contracte ou se dilate, il a fallu le diviser en tuiles carrées, d'une taille moyenne de 15 cm de côté, séparées par des interstices de 0,3 mm qui donnent suffisamment de jeu. Les tuiles sont un matériau relativement rigide mais fragile, qui peut facilement casser sous l'effet des déformations subies par la structure de la navette durant la traversée des couches denses de l'atmosphère : pour éviter une rupture, une couche de feutre est interposée entre chaque tuile et la coque en aluminium.
Selon l'emplacement, la température et les contraintes mécaniques subies sont très différentes. La taille, l'épaisseur et la densité des tuiles peut varier pour s'adapter à la forme de la coque et à la contrainte thermique locale. Chaque tuile est unique et porte un numéro indélébile qui la situe sur la coque. Différents types de matériaux sont utilisés en fonction de la température à laquelle ils sont exposés, certains datant de l'époque de la construction des navettes, et d'autres ayant été mis au point après et qui sont utilisés ponctuellement lorsque les tuiles d'origine doivent être remplacées :
- les parties de la navette qui subissent des températures inférieures à 370 °C sont couvertes de FRSI (Felt Reusable Surface Insulation), un revêtement en fibres à base de Nomex. Les pièces en FRSI ont en général une taille de 0,8 × 1,2 mètre et une épaisseur comprise entre 0,4 et 1 cm ;
- une partie des parois de l'habitacle, ainsi que la surface supérieure des ailes situées juste après le bord d'attaque, et qui subissent des températures comprises entre 370 °C et 650 °C, sont protégés à l'origine par des tuiles en céramique blanches de type LRSI (Low Temperature Reusable Surface Isolation). Leur épaisseur est comprise entre 1,3 et 7 cm et leur densité est de 0,144. De conception plus récente, les tuiles AFRSI (Advanced Flexible Reusable Surface Insulation), de couleur blanche, remplacent les tuiles LRSI : elles sont moins coûteuses à produire, moins lourdes et sont plus faciles à mettre en place ;
- le dessous de la navette et le bord d'attaque de la dérive, qui subissent des températures comprises entre 650 °C et 1 260 °C, sont protégés à l'origine par des tuiles en céramique noires de type HRSI (High Temperature Reusable Surface Isolation). Leur épaisseur est comprise entre 1,3 et 13 cm et leur densité peut être égale à 0,144 ou 0,35. Deux autres types de tuiles comparables ont été mis au point ultérieurement : les tuiles de type FRCI (Fibrous Refractory Composite Insulation), utilisées pour remplacer les tuiles HRSI lorsqu'elles sont endommagées car elles sont plus résistantes, et qui ont une densité de 0,19 et une épaisseur comprise entre 2,5 et 13 cm ; et les tuiles de type TUFI (Toughened uni-piece fibrous insulation), qui sont utilisées à la place des tuiles HRSI là où leur résistance aux dommages présente un avantage, en particulier près des moteurs SSME ;
- le nez de la navette et le bord d'attaque des ailes sont les parties les plus exposées : elles subissent des températures supérieures à 1 260 °C. Elles ne sont pas recouvertes d'un matériau isolant mais de pièces en RCC (Reinforced carbon carbon ; carbone carbone renforcé), qui supportent ces températures extrêmes. L'utilisation de ce matériau n'a pu être généralisée car il est beaucoup plus lourd que les tuiles en céramique. Contrairement à celles-ci, les pièces en RCC jouent un rôle structurel et doivent être séparées de la structure par une couche d'isolant, car le carbone est un bon conducteur thermique. L'épaisseur des pièces en RCC est comprise entre 0,64 et 1,27 cm. Le nez est recouvert par une pièce d'un seul tenant, tandis que les bords d'attaque sont recouverts par plusieurs tuiles. L'origine de l'accident de la navette spatiale Columbia est liée à la perforation d'une de ces tuiles par un morceau de mousse isolante détachée du réservoir externe lors du lancement, et qui a provoqué la destruction de la navette durant la rentrée atmosphérique.

Chaque navette, du fait de sa date d'entrée en service ainsi que des opérations d'entretien effectuées, a une protection thermique qui diffère légèrement. En 1999, la protection thermique de la navette Atlantis était constituée de 501 tuiles de type HRSI-22 (densité de 22 pouces par pied carré soit 0,35), 19 725 de type HRSI-9 , 2 945 de type FRCI-12, 322 de type TUFI-8, 77 de type LRSI-12, 725 de type LRSI-9, 2 277 de type revêtement AFRSI et 977 de type revêtement FRSI. Environ 20 tuiles sont endommagées à chaque vol et 70 doivent être remplacées pour différentes raisons. Cet entretien est d'ailleurs l'une des principales causes de l'impossibilité par la NASA de tenir le calendrier initialement prévu d'un lancement par semaine. Ces opérations prennent beaucoup de temps, et leur coût en main d'œuvre explique aussi en partie pourquoi chaque vol de la navette était excessivement cher.

### Le train d'atterrissage
L'orbiteur est doté d'un train d'atterrissage tricycle classique dont les trois jambes se replient dans des logements masqués par des trappes mobiles faisant partie intégrante du bouclier thermique. Le train d'atterrissage avant est installé dans le nez de la navette, tandis que les deux trains d'atterrissage principaux sont logés à l'arrière des ailes, de part et d'autre du fuselage. Chaque jambe comporte deux roues et un amortisseur oléopneumatique conventionnel (azote + huile) et est réalisé en acier hautement résistant aux contraintes mécaniques et à la corrosion, en alliages d'aluminium et en acier inoxydable. L'amortisseur du train avant a un débattement de seulement 56 cm et peut absorber une vitesse verticale de 3,4 m/s. Les amortisseurs des trains arrière ont un débattement de 41 cm.
Les pneumatiques du train avant mesurent 81 × 22 cm et sont remplis d'azote à 20,68 bars et leur charge maximale admissible est de 18 000 kg par roue à la vitesse de 464 km/h. Les pneumatiques du train principal mesurent 113 × 40 × 53 cm contiennent également de l'azote, sous une pression de 21,72 bars. Leur charge maximale admissible est de 49 200 kg à 464 km/h. Les pneus de la navette, bien que n'étant pas plus larges que ceux d'un camion, peuvent supporter des contraintes trois fois supérieures à ceux d'un Boeing 747. Afin de s'assurer qu'ils supporteront le poids de la navette à 450 km/h, ils subissent des tests intensifs chez le fabricant, avant d'être inspectés aux rayons X et de subir d'autres tests complets à la NASA.
Initialement, chaque train d'atterrissage principal disposait de freins comportant quatre disques avec une âme en béryllium recouverte de carbone et capables d'absorber 75 millions de joules en freinage d'urgence. À la suite de plusieurs atterrissages ayant entraîné des dommages importants au système de freinage et imposant le recours à la seule piste de la base d'Edwards, le système de freinage est modifié. Cinq disques en carbone, capables de monter à des températures plus élevées (1 149 °C au lieu de 954 °C), sont utilisés : ils permettent de dissiper jusqu'à 135 millions de joules et le freinage peut désormais s'effectuer à une vitesse de 418 km/h (contre 330 km/h), permettant d'accroître la marge en cas d'atterrissage d'urgence.
Le premier vol utilisant les nouveaux freins est la mission STS-31. Les pneus sont fournis par la firme américaine Goodrich depuis les premiers vols en 1981 jusqu'en 1989, date à laquelle la firme française Michelin rachète Goodrich et fournit ainsi les pneus des orbiteurs.
Le train d'atterrissage est déployé à environ 90 m du sol, à une vitesse ne devant pas excéder 580 km/h. Les roues sortent en descendant vers l'arrière. Afin d'économiser un maximum de poids, aucun dispositif ne permet de rentrer le train d'atterrissage une fois celui-ci déployé. Pour éviter tout déploiement prématuré qui aurait des conséquences catastrophiques (par exemple, l'ouverture des portes durant la phase de rentrée atmosphérique créerait une brèche dans le bouclier thermique, entraînant la destruction de la navette), celui-ci est obligatoirement déclenché manuellement par l'équipage.
Comme la navette atterrit à haute vitesse et n'a droit qu'à une seule tentative, les roues doivent être déployées au bon moment du premier coup. Les trains sont déverrouillés et déployés par un système hydraulique à triple redondance, les portes étant reliées mécaniquement aux jambes de force de chacune des roues. Si le système hydraulique est défaillant, dans la seconde suivant le lancement de la commande de déploiement, des charges pyrotechniques déclenchent l'ouverture des trappes et un jeu de ressorts déploie en force le train d'atterrissage.
À chaque atterrissage, un système pyrotechnique est déclenché pour assister le déploiement du train d'atterrissage avant, qui doit faire face à la pression aérodynamique du vent relatif. Les pistons hydrauliques exercent une force d'environ une tonne pour ouvrir les trappes avant, tandis que cette force est de 2,5 tonnes pour les cinq premiers centimètres d'ouverture de chacune des deux portes arrière. Dans des conditions normales, le train met environ dix secondes à se déployer, aidé par son poids et le vent relatif qui lui permettent de se verrouiller en position basse.

### Les postes de l'équipage
La navette spatiale peut accueillir jusqu'à huit astronautes répartis sur deux ponts : l'habitacle (flight deck) et le compartiment intermédiaire (mid-deck). À ces deux niveaux s'ajoutent une soute (lower-deck). 72 m3 sont ainsi disponibles, contre 8,5 m3 sur un vaisseau russe Soyouz, capable de transporter trois cosmonautes.

#### L'habitacle

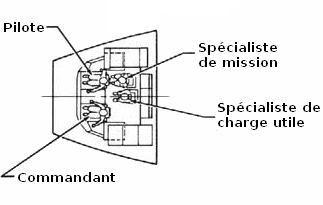
Disposition des postes en configuration de lancement.

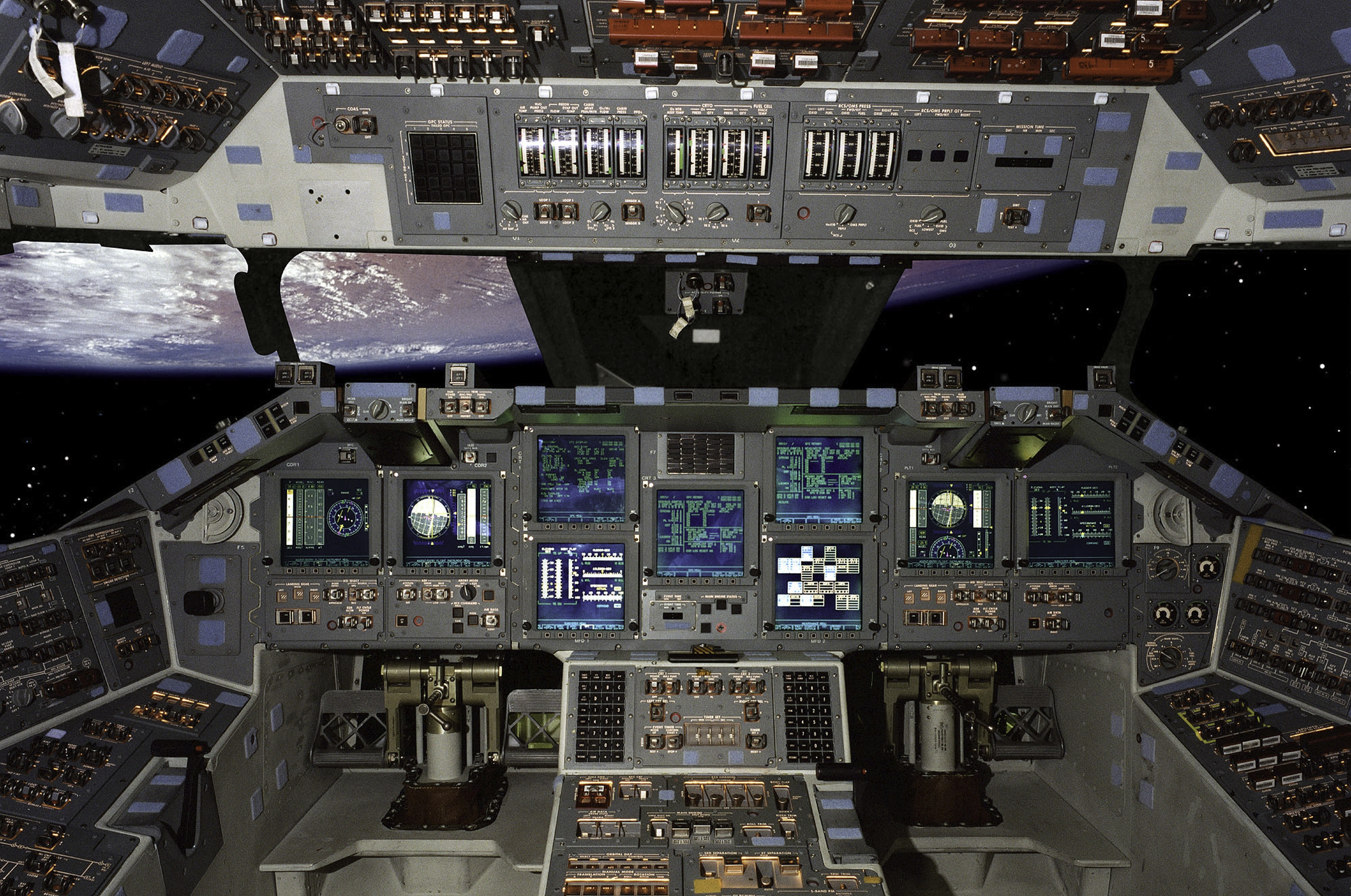
Vue sur l'avant du cockpit.

L'habitacle peut accueillir quatre personnes. En configuration de lancement, le commandant et le pilote s'installent en face du tableau de bord respectivement à gauche et à droite. Derrière le pilote s'installent deux spécialistes de mission. En orbite, les sièges sont démontés ; seul le commandant garde sa place. À l'arrière de l'habitacle se trouve un poste de travail, équipé de cale-pieds au plancher, permettant à l'astronaute de se maintenir en position fixe tout en travaillant ; ce poste est utilisé pour commander les mouvements du télémanipulateur de la navette, qui manipule les charges utiles situées dans la soute de la navette. L'opérateur dispose de plusieurs hublots donnant sur la soute. Sur le côté, deux postes latéraux sont destinés au contrôle des charges utiles et de la navette.
À l'avant, la zone située au-dessus du pare-brise regroupe les différents moyens de propulsion ; il permet de sélectionner les ordinateurs GPC (General Purpose Computer). À gauche, le commandant a accès aux systèmes de contrôle thermique, de pressurisation et de conditionnement de l'air, de détection d'incendie et d'allumage des extincteurs. Face au pilote et au commandant sont placés deux indicateurs, l'ADI (Altitude Direction Indicator : indicateur de direction et d'altitude) et le HSI (Horizontal Situation Indicator : indication de situation horizontale), qui donnent des informations sur le pilotage, la vitesse, l'accélération et la position dans l'espace, mais également des commandes relatives au train d'atterrissage, entre autres. Sur sa droite, le commandant contrôle les circuits hydrauliques et l'alimentation électrique.
Au centre, plusieurs écrans fournissent aux pilotes des informations sur le remplissage du réservoir externe et le temps écoulé depuis le décollage. Entre les deux sièges, le « pylône central » comprend un clavier et des chronomètres, la sélection des antennes et des liaisons radio, ainsi que des indicateurs sur le fonctionnement du contrôle d'attitude (RCS). Face aux pilotes, un manche RHC (Rotation Hand Controler) permet d'utiliser les moteurs pour mettre en rotation la navette sur trois axes. Un second manche, le THC (Translator Hand Controler), situé sur la gauche du RHC, permet les mouvements de translation.
Au plafond, les astronautes disposent d'un large panneau avec de nombreux interrupteurs coupe-circuits. Au sol, des pédales de palonnier permettent aux pilotes, comme dans un avion, de braquer la gouverne de direction de queue et de freiner la navette à l'atterrissage.

#### Le pont intermédiaire

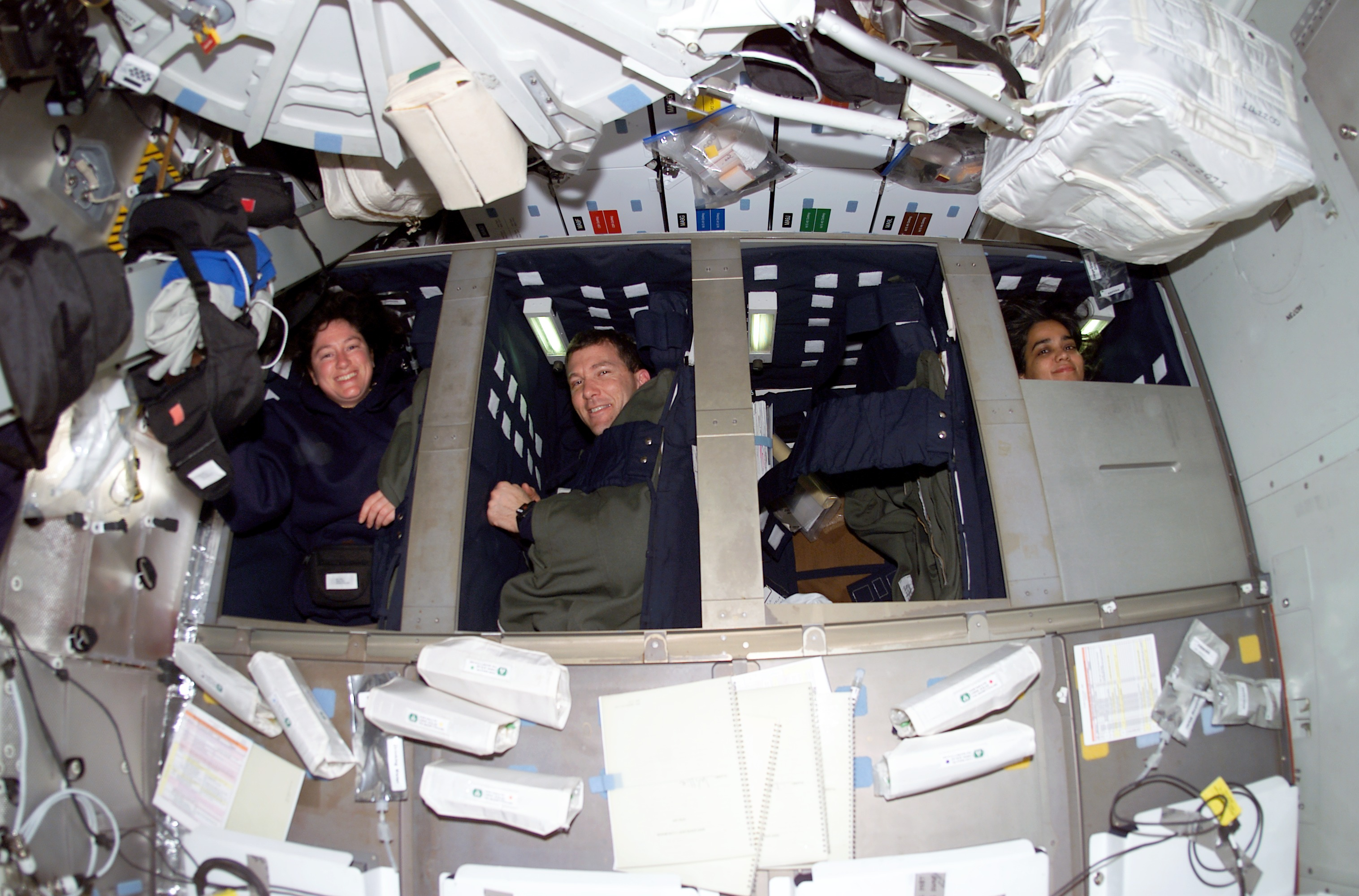
Les compartiments de repos peuvent se refermer comme des placards.

Le compartiment intermédiaire, sous l'habitacle, constitue le lieu de vie de l'équipage. Trois sièges y sont installés lors du décollage et de l'atterrissage pour les spécialistes de charge utile. On y accède soit par une écoutille latérale donnant sur l'extérieur, soit par les deux trappes situées au plafond et communiquant avec le niveau supérieur.
À droite de l'écoutille se trouvent les toilettes ; sur la gauche, un coin cuisine permet à l'équipage de préparer ses repas. En face sont installés à l'horizontale des compartiments de repos individuels pouvant être refermés ou ouverts comme des placards, sur lesquels les astronautes ont l'habitude d'accrocher le fanion de leur université. L'équipage dispose d'un tapis roulant, afin de maintenir sa condition physique en impesanteur.

#### Le sas
L'orbiteur dispose d'un sas, qui permet à des membres de l'équipage d'intervenir à l'extérieur lorsque la navette est en orbite. Lorsque les orbiteurs ont été construits, le sas empiétait sur le pont intermédiaire afin de laisser la soute entièrement libre pour une charge utile. Le sas comportait à l'époque deux écoutilles, d'un diamètre de 91 cm, dont l'une donnait dans la partie pressurisée de l'orbiteur et l'autre sur la soute, pour permettre aux astronautes d'intervenir sur les charges utiles au cours de sorties extra-véhiculaires. À la suite de la décision des États-Unis de participer au programme de la station spatiale russe Mir et d'envoyer les navettes afin d'assurer la relève des équipages, le sas a été modifié pour permettre à l'orbiteur de s'amarrer à la station spatiale. Il est désormais placé dans la soute. Le sas se présente sous la forme d'un cylindre vertical en sandwich d'aluminium. À l'intérieur la hauteur totale est de 2,11 mètres et le diamètre de 1,6 mètre, soit un volume un peu supérieur à 5 m3, qui permet à deux astronautes équipés d'une combinaison spatiale d'effectuer une sortie. Les deux écoutilles d'origines sont conservées mais une troisième écoutille est ajoutée au sommet du cylindre ; celui-ci est par ailleurs coiffé d'un système d'amarrage périphérique androgyne (APAS), mis au point par les ingénieurs russes pour permettre à l'orbiteur de s'amarrer à la station spatiale, ce qui offre la possibilité aux astronautes de passer en bras de chemise dans la station. Cette méthode d'amarrage est également celle utilisée pour la Station spatiale internationale. Atlantis est le premier orbiteur équipé, à compter de 1992 ; les autres orbiteurs reçoivent à partir de 1998 une version légèrement différente, sauf Columbia qui conservera son installation d'origine jusqu'à sa destruction en 2003.
Le système médical des navettes spatiales (SOMS, Shuttle Orbiter Medical System) permet aux astronautes de se soigner en cas de maladie ou de petites blessures. Il est composé d'une boîte bleue (MBK, Medication and Bandage Kit) contenant des médicaments (suppositoires, aspirines), des pansements ainsi qu'une boîte bleue à bandes rouges (EMK, Emergency Medical Kit) contenant un kit de premiers secours et des instruments médicaux ; ces deux boîtes sont stockées sur le mid-deck (le niveau intermédiaire). Les informations collectées par le SOMS sont envoyées au centre de contrôle de mission à Houston, où des médecins peuvent conseiller les astronautes, ou demander l'annulation de la mission.

### L'informatique embarquée
L'informatique des navettes spatiales est composée de 1 753 boîtes noires 200 calculateurs assignés à chaque système. Les calculateurs sont reliés à 5 ordinateurs IBM AP-101, programmés par Rockwell et IBM en Fortran. D'une mémoire de 3 833 856 bits (soit 468 Ko), ils peuvent interroger une base de données contenant le programme de vol (environ 15 Mbit), stockée sur une bande magnétique de 34 Mbit. L'espace mémoire restant contient des programmes de réserve et d'autres données. Ce programme de vol est actualisé au fur et à mesure de l'avancement de la mission en 9 groupes : par exemple le premier correspond à la phase de vol propulsé. Tant que la navette est sur son pas de tir, elle est en partie contrôlée par le Launch Processing System (LPS).
Pendant les phases « critiques » (lancement, atterrissage), 4 des 5 ordinateurs fonctionnent en parallèle en effectuant les mêmes calculs : ils reçoivent les mêmes informations et sont synchronisés 440 fois par seconde. Ils sont chacun programmés d'une manière différente par des équipes différentes, afin qu'une erreur qui pourrait en faire diverger un n'affecte théoriquement pas les autres. Pour pallier les erreurs de logiciel, les décisions sont prises à la majorité lorsqu'il y a divergence dans les résultats obtenus. Le 5e ordinateur est là pour veiller à ce que tout se passe bien entre les 4 autres : S'ils sont tous mis en défaut, il peut assurer le fonctionnement de la navette à lui-seul. Pour les phases plus « calmes », comme les périodes en orbite, un seul ordinateur veille sur la navette, les autres étant désactivés. Pour leur époque de conception, ces ordinateurs étaient très rapides et très flexibles, étant capables de réaliser une opération en moins de 3 microsecondes et pouvant répondre directement à un millier de questions venant de l'équipage. Les réponses étaient affichées sur les multiples écrans du tableau de bord, combinant des données alphanumériques, des graphiques ou un mélange des deux possibilités.

### L'alimentation électrique

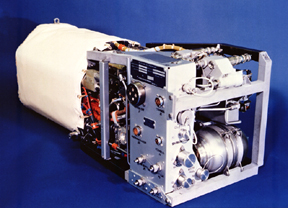
Une pile à combustible utilisée sur les navettes spatiales.

Les navettes spatiales sont alimentées en énergie électrique par trois piles à combustible Hydrox, fabriquées par Power System. Elles fournissent l'énergie électrique à la totalité de la navette spatiale (incluant aussi les boosters et le réservoir externe), de 3 min 30 s avant le lancement jusqu'à la fin de la mission. 2 832 kg d'oxygène sont répartis dans huit réservoirs de 95,3 cm de diamètre et 1 584 kg d'hydrogène dans quatre réservoirs de 115,6 cm de diamètre. Ils sont répartis par paires dans le milieu du fuselage, sous le plancher de la soute, et des réservoirs supplémentaires peuvent être installés en fonction de la mission prévue (jusqu'à cinq de plus). Ces trois piles fournissent une tension de 28 V pour une intensité variant entre 61 A et 436 A. Il faut près d'un quart d'heure pour allumer une pile, aussi, deux sont toujours actives pour éviter une coupure ; elles alimentent continuellement un convertisseur produisant de l'électricité en 115 V / 400 Hz triphasé pour les appareils utilisant du courant alternatif. Les trois piles produisent en continu un maximum de 21 kW, avec la possibilité de supporter un pic de puissance de 36 kW pendant un quart d'heure. L'orbiteur consommant en moyenne 14 kW de courant, cela laisse environ 7 kW de disponibles pour la charge utile.
Les piles à combustible produisent de l'eau qui, une fois filtrée, peut être consommée par les astronautes. Elles sont un élément à la fois sensible et critique de l'orbiteur. À plusieurs reprises une mission a dû être abrégée à la suite d'une défaillance de l'un de ces éléments.

### Les systèmes hydrauliques
Le système hydraulique des navettes spatiales est utilisé pour orienter les tuyères des moteurs SSME et déployer le train d'atterrissage. L'énergie est fournie par des groupes auxiliaires de puissance (APU, Auxiliary Power Units), au nombre de trois et positionnés à l'arrière de l'orbiteur. Ils pèsent près de 39 kg chacun et fournissent une puissance de 138 ch, grâce à une turbine alimentée par les gaz libérés lors de la décomposition catalytique de l'hydrazine à 930 °C ; cette turbine entraîne une pompe d'un débit de quatre litres par seconde. Un réservoir de 134 kg contient l'hydrazine, pressurisée à 27 bars par de l'hélium.

## Le réservoir externe

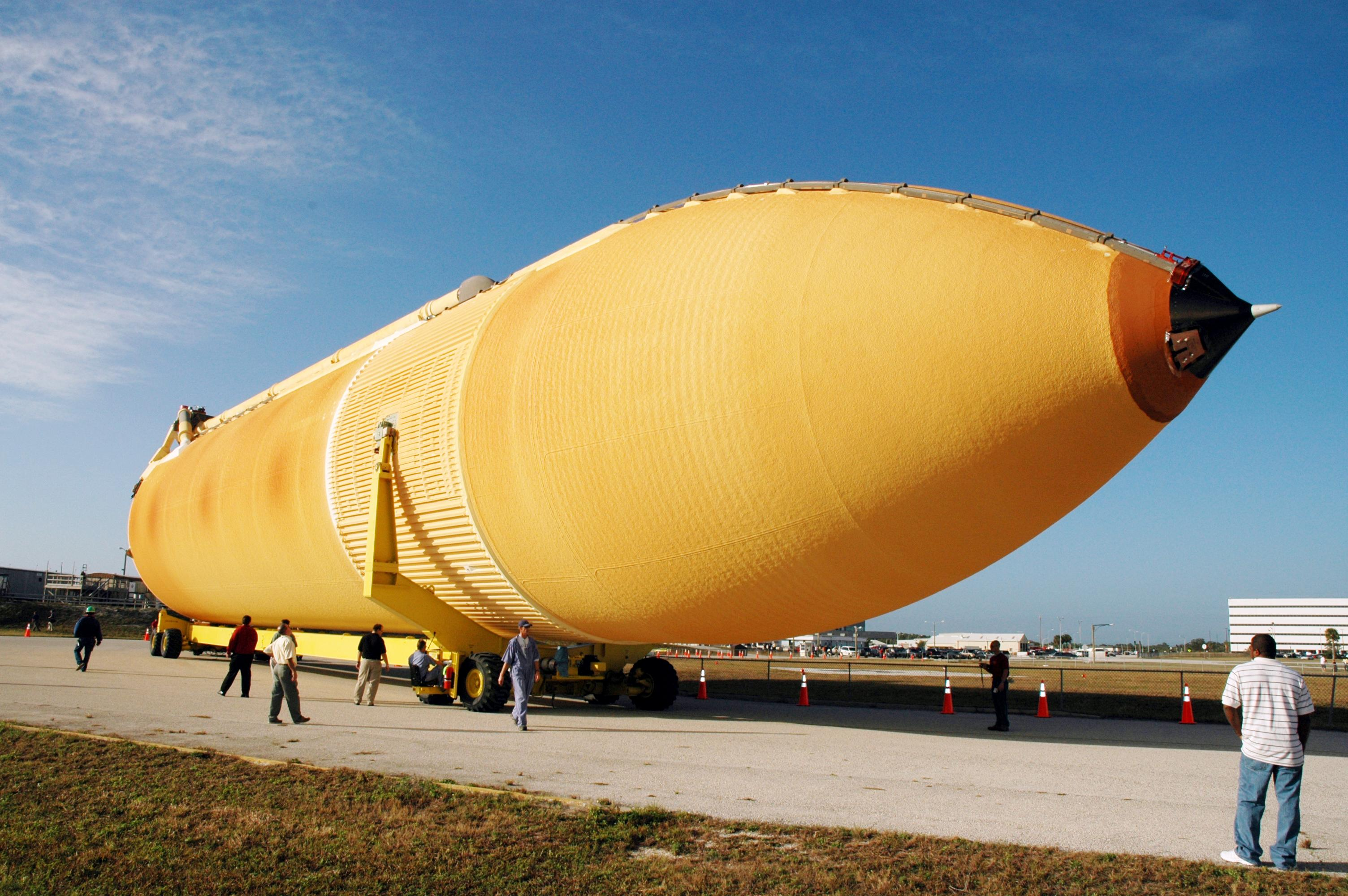
Réservoir externe de la navette spatiale américaine.

Le réservoir externe (en anglais : External Tank, abrégé en ET) contient l'hydrogène et l'oxygène stockés sous forme liquide utilisés par les moteurs SSME de l'orbiteur. Le réservoir a la forme d'un cylindre long de 46,9 mètres et d'un diamètre de 8,4 mètres, qui se termine par une pointe conique pour des raisons aérodynamiques. Il contient 543 000 litres (environ 631 t) d'oxygène liquide et 1,465 million de litres (environ 108 t) d'hydrogène liquide. Le réservoir, qui est construit par Lockheed dans l'usine de Michoud en Louisiane, est réalisé en alliage lithium-aluminium, qui combine résistance et légèreté. Le réservoir d'hydrogène occupe les deux tiers inférieurs du cylindre, tandis que le réservoir d'oxygène est situé au sommet. Le réservoir d'oxygène, qui pèse 5,4 tonnes à vide, comporte des anti-ballotants et des dispositifs anti-tourbillons destinés à limiter les mouvements du liquide et à prévenir l'arrêt des moteurs avant l'épuisement total de l'ergol. Un évent situé au sommet du réservoir permet de libérer l'oxygène gazeux en cas de surpression. Entre les deux réservoirs se trouve une zone de liaison, car les fonds des deux réservoirs, qui sont de forme hémisphérique, ne sont pas jointifs. Le réservoir d'hydrogène ne comporte que des dispositifs anti-tourbillons car les mouvements de l'hydrogène liquide, très peu dense, ont peu d'influence sur le comportement de la navette. Il dispose, comme le réservoir d'oxygène, d'un évent pour réduire si nécessaire la pression engendrée par l'évaporation constante de l'hydrogène.
Le réservoir externe est attaché à la navette par trois points : l'un est situé au sommet du réservoir d'hydrogène, les deux autres sont situés au bas de ce réservoir au même niveau. Les propulseurs d'appoint sont attachés par deux fixations au réservoir externe, l'une située au niveau de la zone de liaison entre les réservoirs, l'autre située sur le réservoir d'hydrogène. Une canalisation de 43 cm de diamètre transporte l'oxygène liquide sous pression avec un débit de 1,3 tonne par seconde (pour un SSME à 104 % de puissance) et court à l'extérieur du réservoir d'hydrogène pour alimenter les moteurs de la navette. L'hydrogène est transféré par une canalisation de même diamètre avec un débit de 211 kilogrammes par seconde. Le réservoir est recouvert d'une épaisse couche d'isolant qui limite le réchauffement des ergols qui doivent être maintenus à des températures très basses (−253 °C pour l'hydrogène). Le matériau utilisé a été modifié à plusieurs reprises pour réduire la masse du revêtement ou satisfaire des contraintes environnementales. Des problèmes d'adhérence récurrents sont à l'origine du deuxième accident de la navette.
Le réservoir externe a subi depuis la sortie des premiers exemplaires plusieurs modifications : sa masse à vide initiale de 35 tonnes a été abaissée une première fois à 30 tonnes pour la mission STS-6, essentiellement en amincissant la structure. En 1998, l'aluminium-lithium a remplacé l'aluminium, ce qui permet d'atteindre une masse à vide de 26 tonnes. Avec le plein d'ergols, il pèse 760 tonnes.

## Les propulseurs d'appoint (boosters)

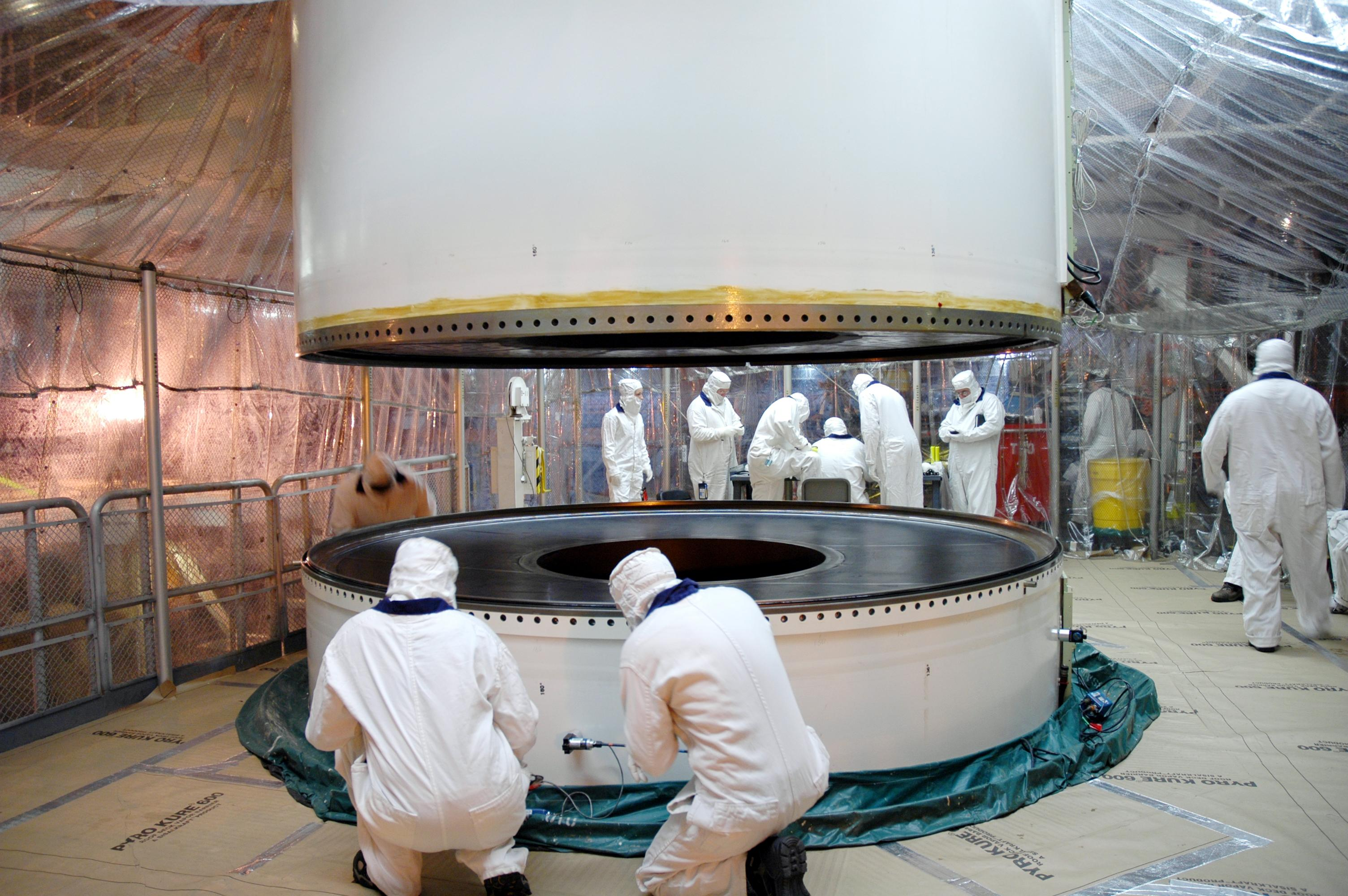
Deux segments en cours d'assemblage.

Les deux propulseurs d'appoint (Solid Rocket Booster ou SRB) de la navette fournissent plus de 71,4 % de la poussée totale des moteurs de la navette durant les deux premières minutes du vol avant d'être largués lorsque celle-ci a atteint une altitude de 46 km. Par ailleurs avant le décollage, les 2 000 tonnes de l'ensemble composé par la navette, le réservoir et les propulseurs reposent entièrement sur les propulseurs.
Chaque propulseur à poudre est composé principalement d'une enveloppe cylindrique en acier longue de 45,6 mètres (avec la tuyère) et d'un diamètre de 3,71 mètres, d'un cône avant dans lequel se trouvent les parachutes et d'une tuyère orientable. Le propergol, moulé dans l'enveloppe, se présente sous la forme d'un bloc de poudre de 469 tonnes qui contient, intimement mélangés, le comburant (du perchlorate d'ammonium), le carburant (de la poudre d'aluminium) ainsi que d'autres composants sous forme de trace. Le bloc est percé d'un canal longitudinal qui sert de chambre de combustion. Lorsque le propulseur est allumé, la surface interne du bloc de poudre côté canal se met à brûler et produit des gaz chauds qui sont expulsés à grand vitesse par la tuyère en générant une poussée de 1 246 tonnes. Pour pouvoir couler le propergol, le cylindre est divisé en 5 segments qui sont solidarisés une fois qu'ils ont reçu leur charge. La géométrie du canal au centre du bloc est définie pour fournir une poussée maximale au décollage qui tombe à 70 % 55 secondes plus tard puis reste par la suite à peu près constante. À cet effet, la section du canal du segment avant (haut) a la forme d'une étoile à 11 branches, tandis que le canal des quatre autres segments a la forme d'un double cône tronqué. Une fois allumé, le propulseur à poudre fonctionne jusqu'à épuisement du propergol et ne peut être éteint contrairement aux moteurs de l'orbiteur. La masse à vide est de 63 tonnes.
Les segments s'emboîtent entre eux et sont solidarisés par 177 chevilles répartis sur la circonférence. Pour pouvoir résister aux très fortes pressions et températures, trois joints assurent l'étanchéité entre les segments. En 1986, la défaillance de ces joints créa une ouverture à travers laquelle une flamme vint perforer le réservoir externe entraînant la destruction de la navette Challenger et la mort de son équipage. Depuis, les joints et la manière dont les segments sont solidarisés ont été revus. La tuyère peut être inclinée de 7° par rapport à l'axe du propulseur pour orienter la poussée et corriger la trajectoire de la navette. La force motrice utilisée pour orienter les tuyères est fournie par deux systèmes hydrauliques redondants dont la source d'énergie est un moteur consommant de l'hydrazine. L'extrémité supérieure du propulseur, en forme de cône, contient un parachute extracteur et trois parachutes principaux de 40 mètres de diamètre qui sont déployés après le largage des propulseurs pour permettre leur récupération par bateau. Huit petits propulseurs à poudre répartis en deux groupes de 4 sont utilisés pour écarter le propulseur d'appoint de la navette après la séparation.

## Le déroulement d'une mission

### Préparation

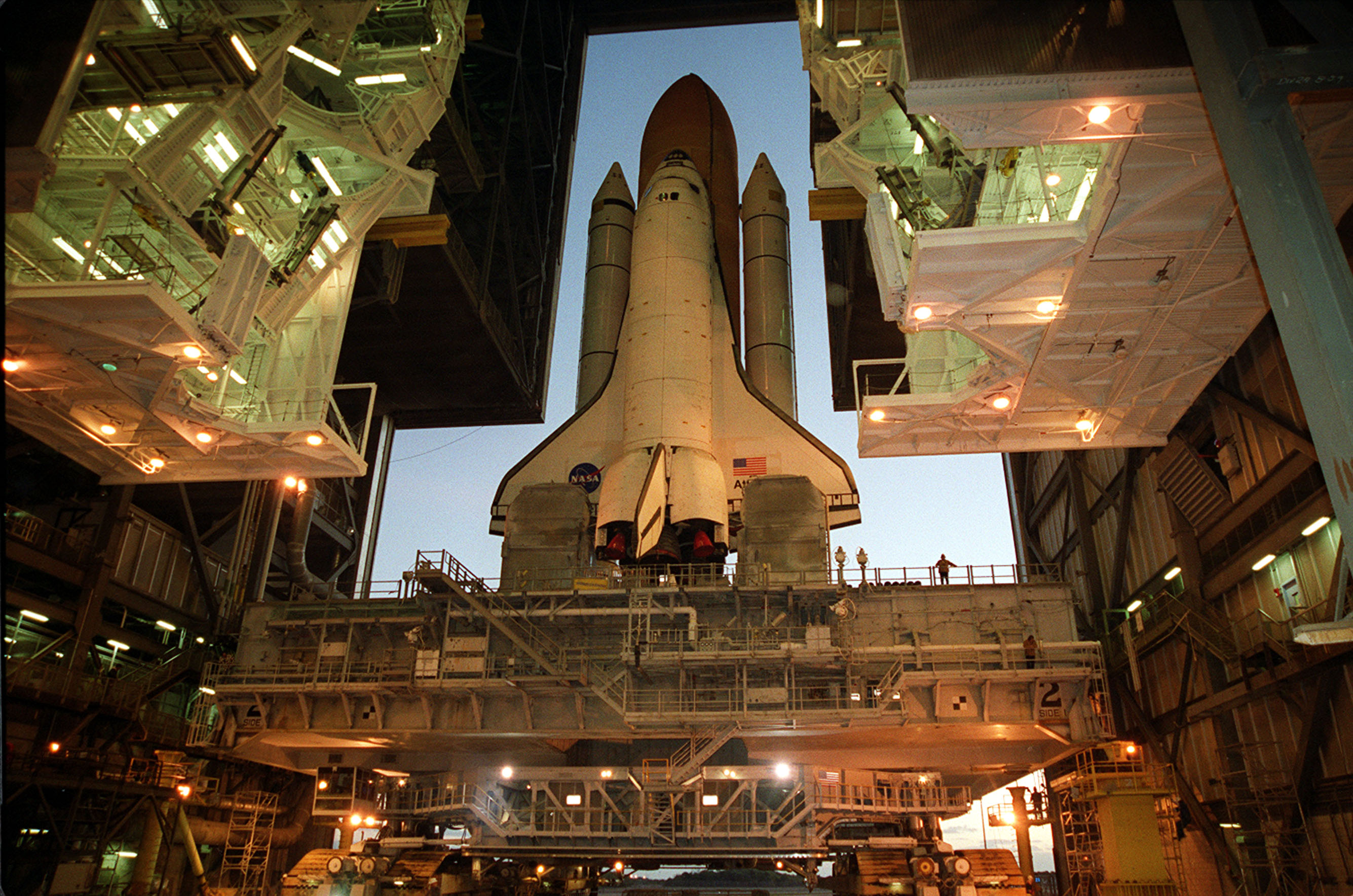
La navette Atlantis dans le VAB.

L'orbiteur, après avoir subi une révision dans le hall de préparation (les Orbiter Processing Facility OPF) au Centre spatial Kennedy en Floride, y reçoit une partie de la charge utile de la mission à venir ; les consommables sont également chargés. L'orbiteur est pesé et son centre de gravité est déterminé pour une prise en compte dans les paramètres de vol. L'orbiteur est ensuite déplacé jusqu'à l'immense bâtiment d'assemblage construit pour les fusées Saturn V du programme Apollo et dont deux baies sont destinées à la préparation en parallèle des navettes. Deux autres baies sont utilisées pour garer les orbiteurs et stocker du matériel. Le réservoir externe et les deux propulseurs d'appoint sont installés en position verticale sur la table de lancement mobile (Mobile launcher platform ou MLP) qui va être utilisée pour déplacer la navette jusqu'à l'aire de lancement et servira de support au moment du tir. L'orbiteur est hissé à la verticale à près de 100 mètres de hauteur à l'aide de deux ponts roulants de 200 tonnes puis abaissé pour être boulonné au réservoir externe. Des plateformes mobiles sont alors mises en place pour permettre de travailler sur la navette. Les liaisons mécaniques et électriques entre les trois composants de la navette sont vérifiées et testées. Les liaisons avec les installations au sol sont également contrôlées. L'ensemble de ces vérifications prend théoriquement 6 jours.

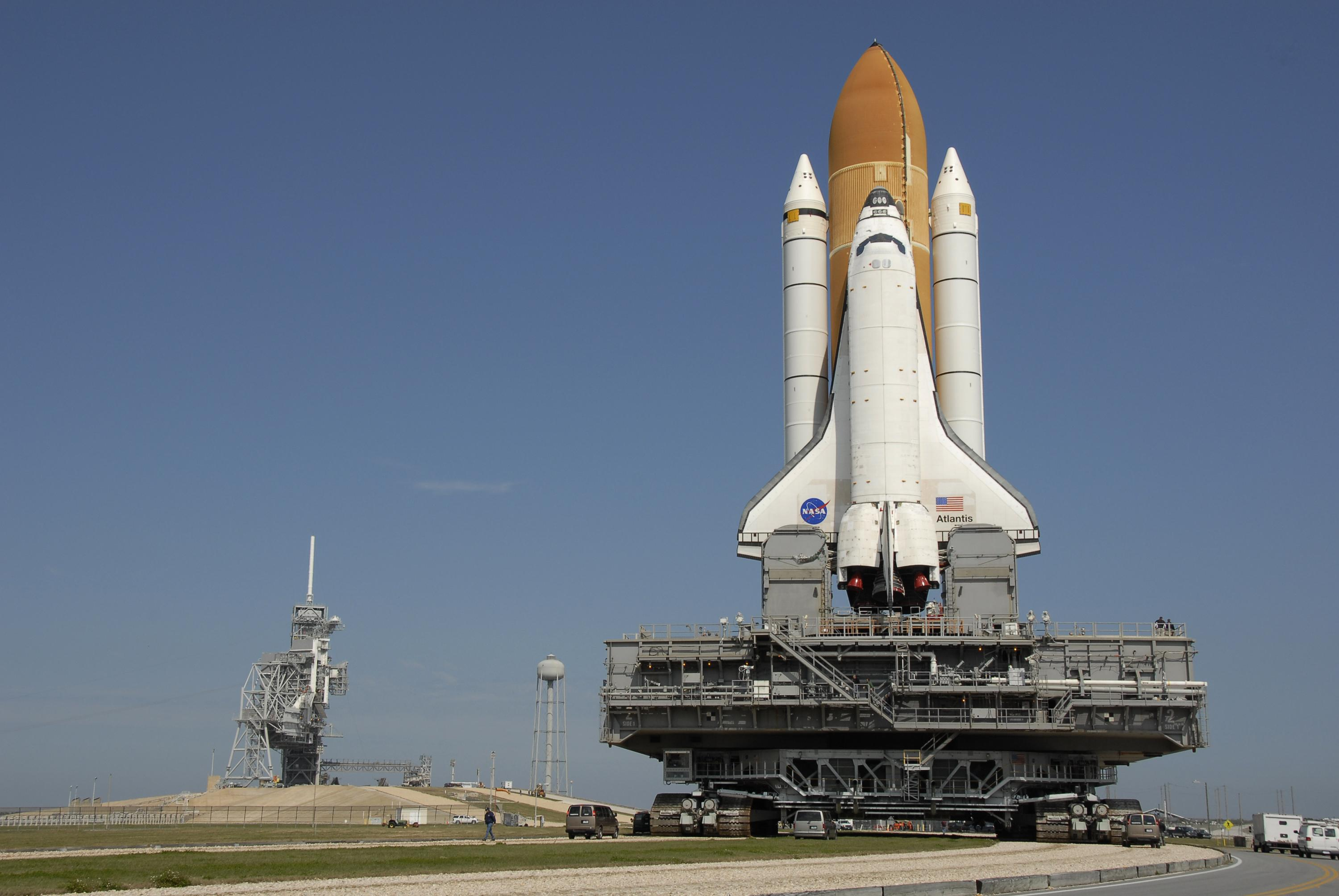
La navette Atlantis est transportée sur le véhicule à chenilles jusqu'au pas de tir.

Le véhicule sur chenilles chargé de transporter la navette jusqu'au lieu du lancement est alors glissé sous la plateforme de lancement mobile puis l'ensemble franchit les portes du VAB et se met en route à petite vitesse (moins de 2 km h−1) jusqu'à l'un des deux pas de tir aménagés pour la navette. Le véhicule, qui est également un héritage du programme Apollo, est équipé d'un système de vérins qui maintient la navette à la verticale lorsque l'ensemble doit gravir la rampe de 5 % qui mène au pas de tir. La destination est atteinte au bout de 6 heures ; la plateforme mobile est alors abaissée sur des trépieds et le véhicule sur chenilles est retiré. Chacun des deux pas de tir (39A et 39B) comporte une structure qui permet d'achever la préparation de la navette : celle-ci est composée d'une tour métallique fixe (Fixed service structure ou FSS) et d'une partie mobile (Rotating service structure) qui y est attachée et pivote de 120° pour venir se plaquer contre la soute de l'orbiteur. La partie fixe comporte des lignes d'alimentation en ergols et fluides divers ainsi qu'une passerelle qui permet à l'équipage de pénétrer dans la navette. La partie mobile comporte 5 niveaux de plateforme qui permettent de travailler sur la soute dans un environnement contrôlé. Elle permet également d'accéder aux nacelles des moteurs.
La charge utile d'une navette comprend souvent un grand nombre de composants, dont certains sont destinés à rester en orbite comme les composants de la station spatiale internationale ou le ravitaillement de son équipage permanent, et d'autres qui reviennent à Terre comme les conteneurs ou structures destinées à transporter le fret. Tous les éléments de la charge utile sont vérifiés, conditionnés et installés au centre spatial Kennedy. Une partie est installée lorsque l'orbiteur est à l'horizontale dans l'OPF, le reste l'est sur le pas de tir. Le chargement des carburants est préparé. Les portes de la soute sont refermées. La dernière tâche est une répétition du lancement qui est effectuée avec les astronautes installés dans l'orbiteur et équipés de leur combinaison spatiale. Le compte à rebours commence 47 heures avant le lancement par une vérification générale des systèmes et des logiciels de vol par les opérateurs installés dans l'une des salles de lancement. À T-11 heures (T = instant du décollage) la structure mobile (RSS) est écartée, l'aire de lancement est évacuée et le chargement de l'hydrogène et de l'oxygène liquide dans le réservoir externe commence.

### Lancement

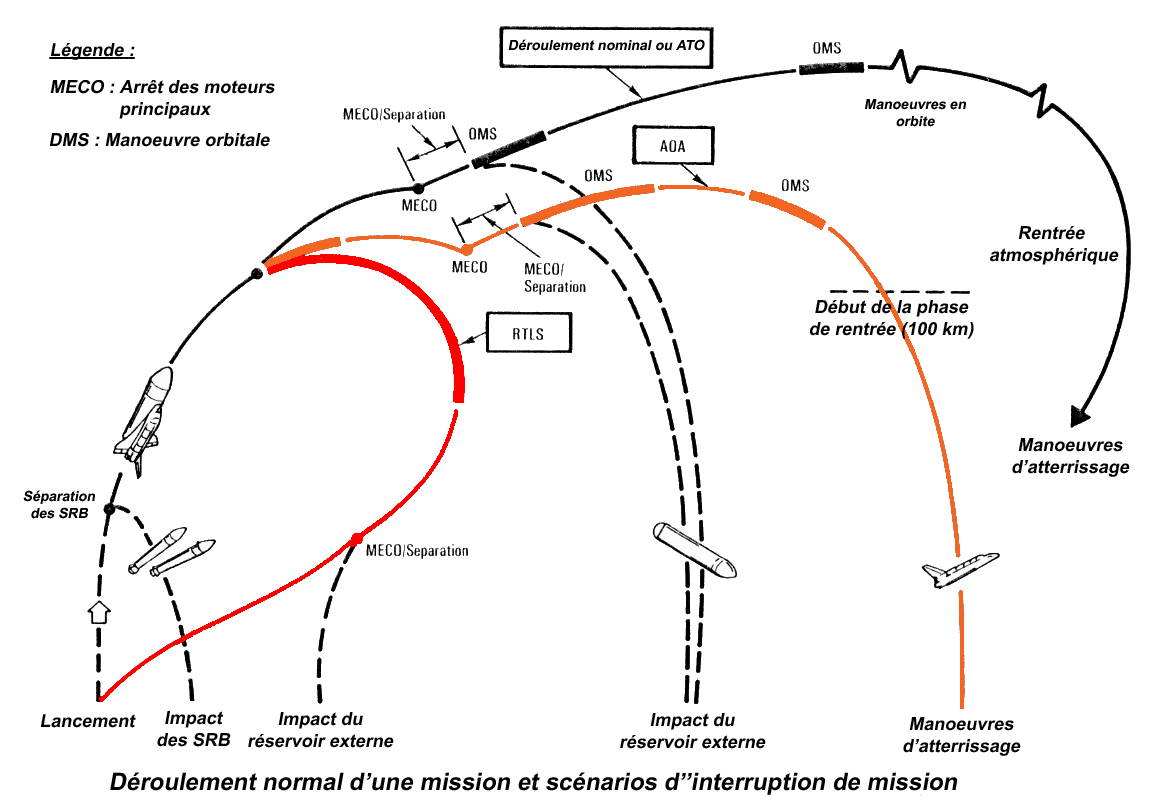
Déroulement normal d'un vol de navette spatiale et scénarios d'interruption.

Trois heures avant le lancement les astronautes s'installent dans la navette spatiale. Entre T-3 minutes et T-2 minutes (T = instant du décollage) les réservoirs d'hydrogène et d'oxygène sont mis sous pression puis les SSME sont mis à la température des ergols. Si aucun problème n'est détecté durant le compte à rebours, les SSME sont allumés à T-3 secondes. Sous la poussée des moteurs, les boosters qui solidarisent la navette avec la plateforme ploient légèrement et la navette s'incline de 2 mètres au niveau du poste de pilotage avant de revenir à la verticale. Si après allumage l'un des moteurs SSME n'a pas atteint 90 % de sa puissance nominale, le lancement est interrompu. Lorsque le fonctionnement des moteurs-fusées est normal les propulseurs à poudre sont allumés au moment précis où la navette est revenue à la verticale (instant T). La navette spatiale s'élève en prenant rapidement de la vitesse (accélération d'1,5 g) car le rapport poussée / masse totale (3 000 tonnes pour 2 000 tonnes) est d'1.5, contrairement par exemple à la fusée Saturn V. Dès que la vitesse a dépassé 39 m s−1, au bout d'environ 7 secondes, la navette prend une orientation correspondant au plan orbital visé (57° par exemple pour une mission vers la station spatiale internationale). La navette effectue un tonneau pour présenter le ventre de l'orbiteur vers le ciel : dans cette position les moteurs peuvent maintenir une incidence négative en limitant la pression aérodynamique sur les ailes de l'orbiteur. La poussée des SSME est réduite jusqu'à 67 % au fur et à mesure que la pression aérodynamique s'accroît. La pression aérodynamique maximale Max Q, est atteinte 60 secondes après le décollage. À T+65 secondes, la poussée des SSME est progressivement augmentée jusqu'à atteindre 104 % de la poussée nominale,.
Environ 120 secondes après le décollage, les deux propulseurs d'appoint sont largués : les liaisons sont coupées par des charges pyrotechniques et huit petits moteurs-fusées écartent les boosters du réservoir externe. L'équipage qui était jusque-là soumis à de fortes vibrations de basse fréquence et d'amplitude de l'ordre de 1 à 2 cm, est dans un silence total tandis que l'accélération retombe à 1 g. Chaque propulseur d'appoint continue à monter durant 75 secondes sur sa lancée jusqu'à atteindre son apogée puis retombe, refaisant remonter l'accélération à 3 g puisque la poussée reste constante mais la masse diminue ; parvenu à une altitude de 48 km, 225 secondes après la séparation, la pointe supérieure est éjectée puis un parachute pilote se déploie pour stabiliser le propulseur et enfin trois parachutes principaux s'ouvrent réduisant la vitesse à 25 mètres par seconde au moment de l'amerrissage. Celui-ci se produit dans l'Océan Atlantique à environ 261 km de la base de lancement. Les propulseurs sont récupérés par deux navires de la NASA et remis en condition pour un vol suivant. L'orbiteur continue à prendre de la vitesse en utilisant uniquement les SSME. Désormais l'orbiteur a traversé la partie la plus dense de l'atmosphère. Il effectue un nouveau tonneau environ 6 minutes après le décollage pour présenter ses antennes de télécommunications vers le zénith ce qui permet à l'équipage de communiquer avec le centre de contrôle par l'intermédiaire des satellites TDRS en orbite géostationnaire. Sa vitesse est alors de 3,7 km s−1.

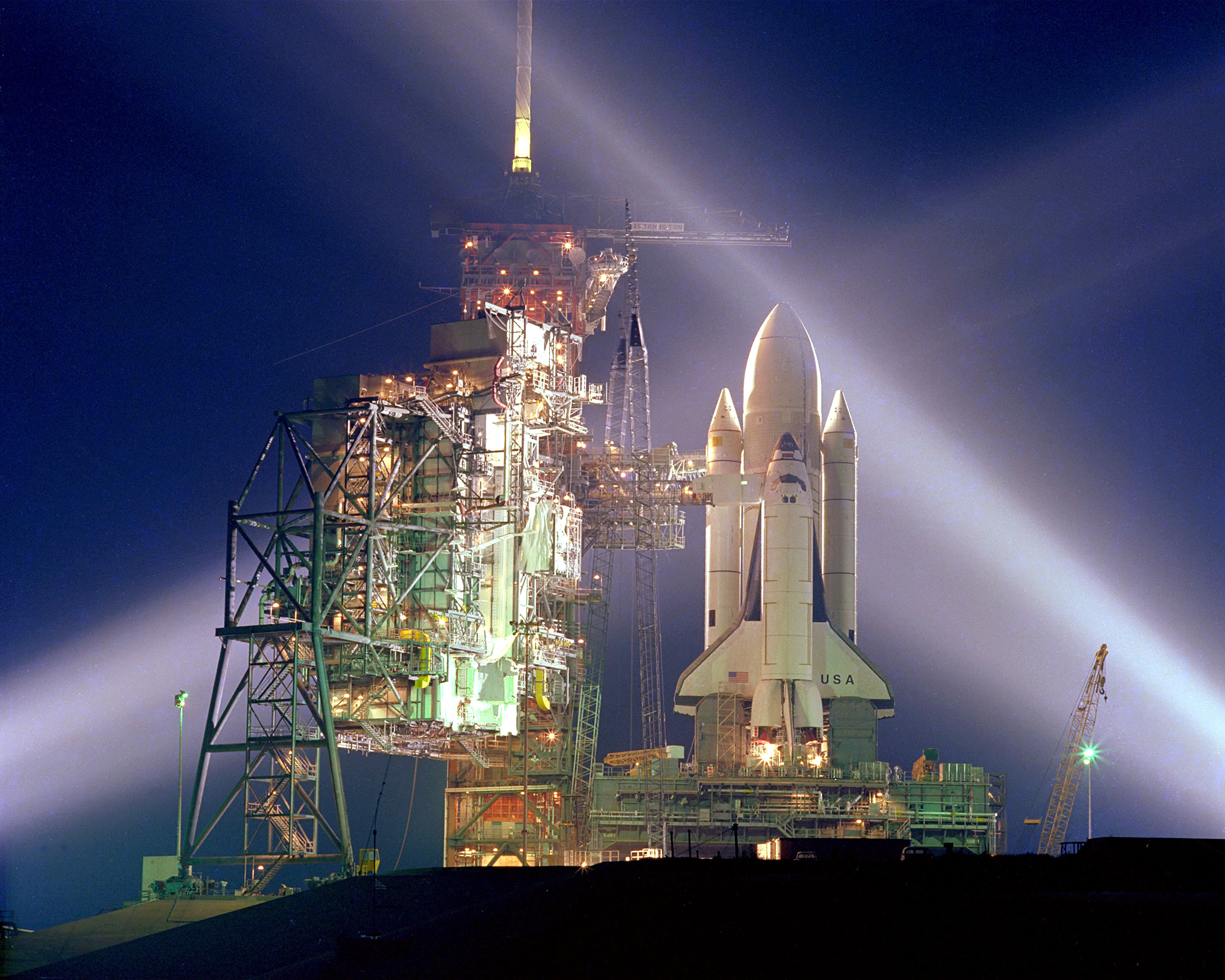
Les installations fixes sur le pas de tir.

Sept minutes après le décollage, la poussée des SSME est réduite pour ne pas dépasser 3 g d'accélération. Huit minutes et 20 secondes après le décollage les SSME sont arrêtés (MECO : Main engine Cutoff) : l'arrêt est normalement déclenché par l'arrivée à un point préfixé de la trajectoire mais ce point peut ne pas avoir été atteint auquel cas c'est l'épuisement des ergols qui déclenche l'arrêt des moteurs. Le réservoir externe est largué : les moteurs de correction orbitale sont utilisés pour écarter la navette de la trajectoire du réservoir.
La navette a alors une vitesse de 7,6 km s−1 mais sa vitesse est encore trop faible par rapport à sa basse altitude pour lui permettre de rester en orbite. Le réservoir d'ailleurs suit une trajectoire balistique et effectue bientôt une rentrée atmosphérique durant laquelle il est détruit. Ses débris tombent dans le sud de l'océan Pacifique lorsque la navette effectue une mission à destination de la station spatiale internationale (inclinaison de 57°). La navette utilise ses moteurs de correction orbitale (OMS) pour ne pas subir le même sort et se placer sur l'orbite visée. Celle-ci est comprise, selon les missions, entre 250 et 650 km. La navette peut effectuer une ou deux corrections selon sa mission pour se placer en orbite : la première effectuée typiquement 2 minutes après l'extinction des moteurs principaux, permet à la navette de gagner son apogée cible, la seconde circularise l'orbite. Si la deuxième manœuvre n'est pas effectuée, la trajectoire est dite avec « insertion directe ».

#### Scénarios d'interruption de la mission durant le lancement

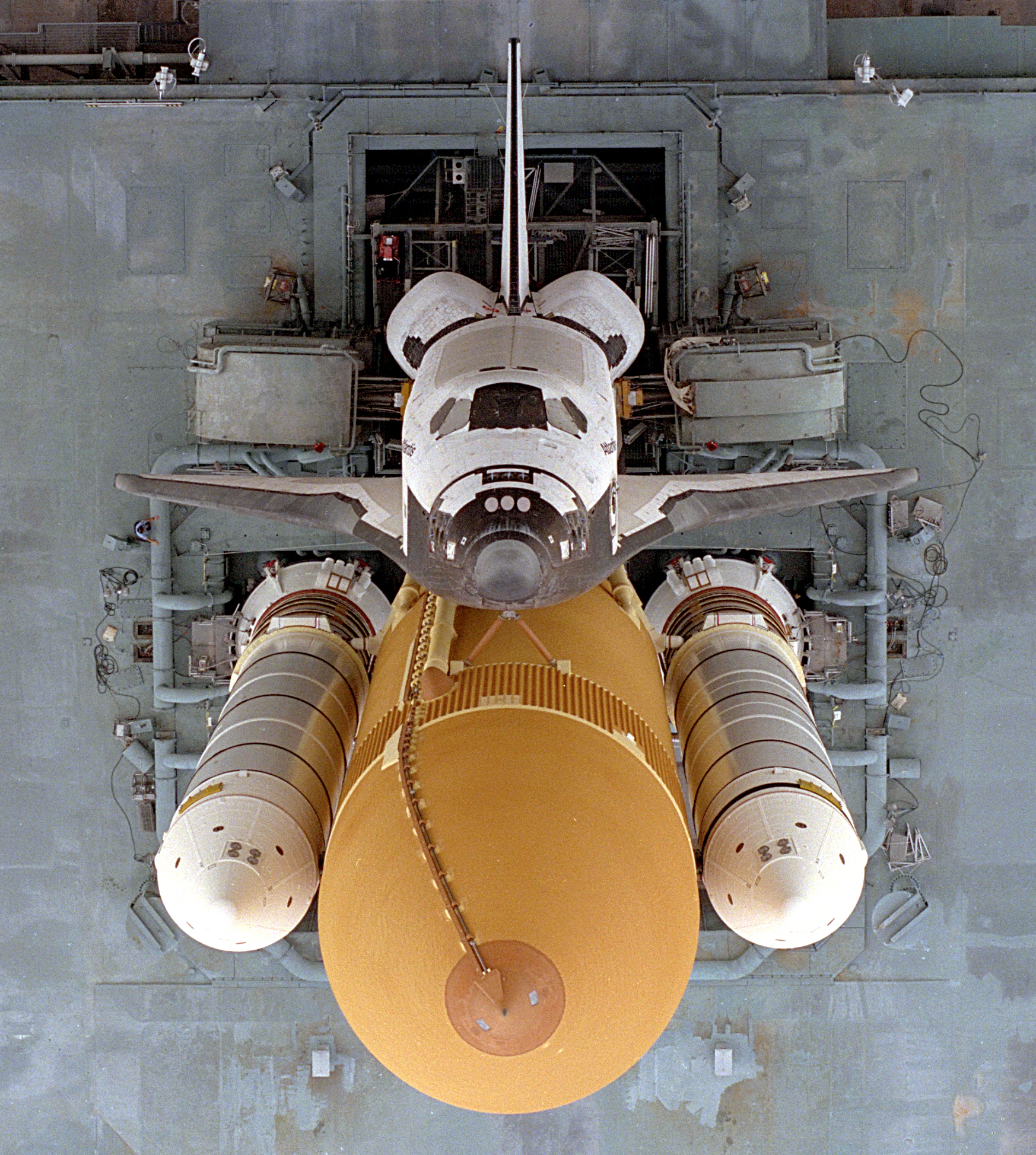
La navette en position de lancement.

Lorsque la navette est au sol, le lancement peut être interrompu tant que les propulseurs d'appoint n'ont pas été mis à feu. Si les SSME sont allumés puis éteints après la détection d'une défaillance, le problème le plus grave est la présence potentielle d'hydrogène gazeux à l'extérieur des tuyères des moteurs, qui peut brûler sans que la flamme soit visible. Des caméras spéciales permettent de détecter ce type de situation. Il existe quatre procédures différentes d'évacuation des astronautes pour couvrir tous les cas de figure. Les astronautes sont entraînés à évacuer la navette et à descendre rapidement à l'aide d'une nacelle jusqu'à un blockhaus situé à proximité.
Une fois les propulseurs d'appoint allumés, le décollage ne peut plus être interrompu. Si à la suite d'un dysfonctionnement, la trajectoire de la navette sort de l'enveloppe de vol normale et menace une zone d'habitation, des charges explosives placées dans les propulseurs d'appoint et le réservoir externe dont le déclenchement est confié à l'armée de l'Air américaine permettent de faire exploser ceux-ci avant qu'ils ne touchent le sol. Dans tous les cas, la séparation de l'orbiteur sera tentée avant d'enclencher les explosifs.
À partir du moment où les propulseurs d'appoint ont été largués (T+120 secondes T=lancement), il existe plusieurs scénarios d'interruption de mission :
Retour au site de lancement (Return to launch site ou RTLS) :
En cas de perte partielle de propulsion entre le moment où les propulseurs d'appoint sont largués et T+260 secondes, le scénario d'abandon consiste à regagner la piste d'atterrissage du centre de lancement Kennedy. La navette poursuit sa trajectoire initiale avec les moteurs qui sont encore opérationnels puis réalise un demi-tour et effectue un vol propulsé avec une assiette négative de manière à se rapprocher du terrain d'atterrissage. L'objectif est de vider le réservoir extérieur et d'être positionné au point idéal permettant d'atteindre la piste en vol plané.
Interruption avec vol transatlantique (Transoceanic Abort Landing TAL) :
Ce scénario s'applique au-delà de T+260 secondes et si le carburant restant ne permet pas d'atteindre une orbite minimale. Il ne reste pas assez de carburant pour effectuer un demi-tour et revenir au point de départ. Dans ce cas de figure la navette effectue un vol suborbital, qui permet à l'orbiteur d'aller se poser sur une piste située de l'autre côté de l'Atlantique environ 45 minutes après son lancement. Pour une mission avec une inclinaison de 57° à destination de la station spatiale internationale deux aéroports situés en Europe ont été sélectionnés : la base aérienne américaine de Moron près de Séville en Espagne et la base aérienne d'Istres dans le sud de la France. Sur ces deux bases, des équipements destinés à guider la navette à son atterrissage sont installés en permanence et des équipes de la NASA sont prépositionnées environ 8 jours avant chaque lancement
Interruption avec une orbite bouclée (Abort Once Around AOA) :

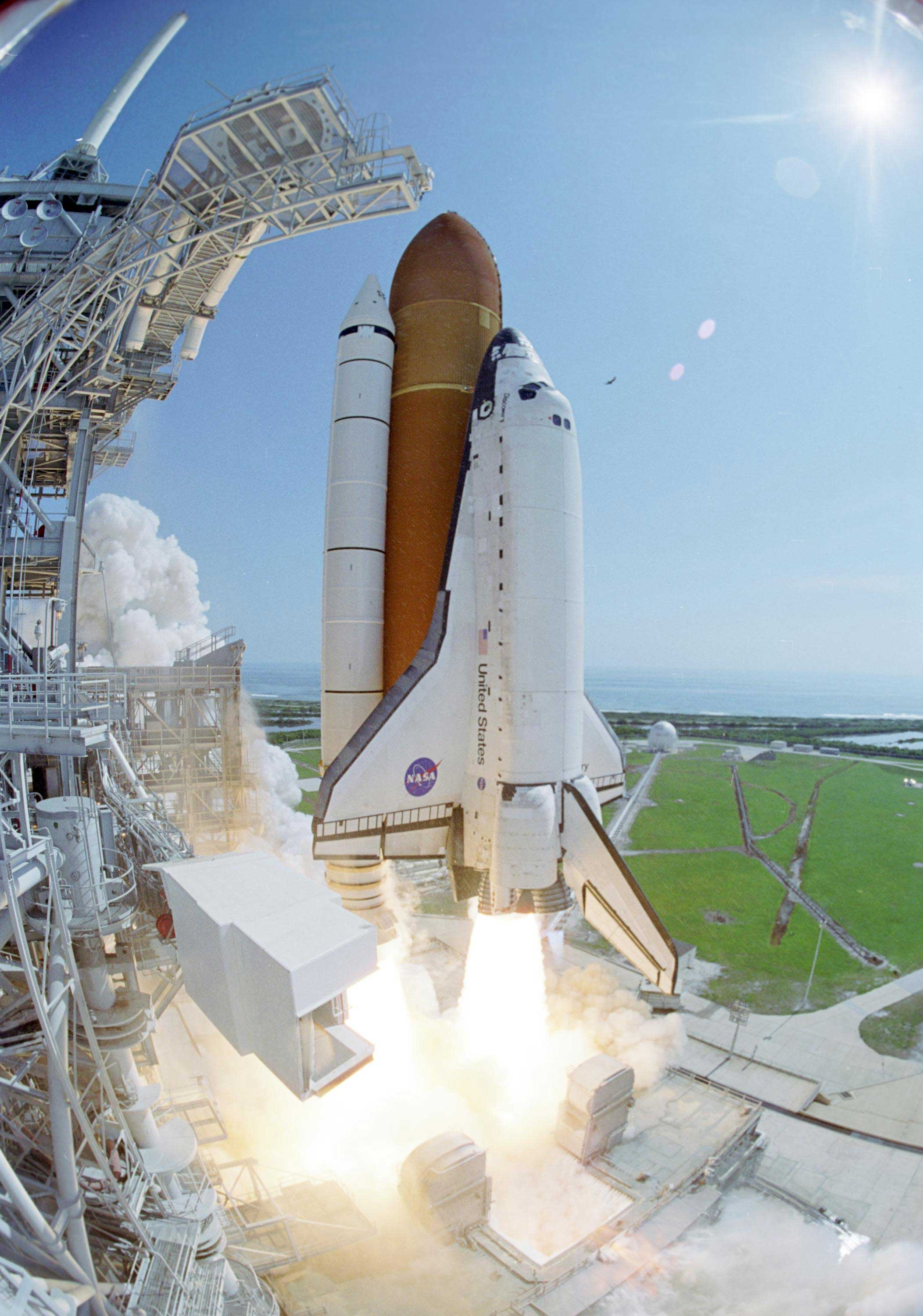
Décollage (STS-114) – vue en fish-eye.

Ce scénario s'applique lorsque l'orbiteur est capable d'atteindre une orbite mais ne pourra s'y maintenir par la suite, car celle-ci est trop basse. Dans ce cas de figure, la navette boucle une orbite complète puis entame la rentrée atmosphérique en appliquant la procédure normale.
Interruption avec mise en orbite (Abort to Orbit ATO) :
Ce scénario s'applique au cas où l'orbiteur perd une partie de sa propulsion mais qu'il a suffisamment de vitesse pour se mettre sur une orbite viable, mais qui n'est pas celle visée. L'orbiteur peut toutefois utiliser ses moteurs de correction d'orbite pour atteindre la bonne orbite. Selon le cas de figure la mission est poursuivie ou du fait de marges d'ergols insuffisantes, elle est interrompue et la rentrée atmosphérique est déclenchée normalement au cours d'une orbite suivante.
Abandon de l'orbiteur (Contingency abort CA) :
Si plus d'un SSME est en panne ou qu'un autre composant jouant un rôle essentiel a une défaillance, la navette ne peut choisir une nouvelle trajectoire lui permettant de se poser sur une piste, ni se mettre en orbite : un plan de secours (Emergency abort) est mis en œuvre et l'équipage doit évacuer l'orbiteur. Pour les quatre premières missions de la navette, les deux pilotes disposaient d'un siège éjectable utilisable en dessous de Mach 2,7 et de 24 km, mais ceux-ci ont été retirés par la suite, et de toute façon les autres membres de l'équipage n'auraient pu disposer du même équipement. La décision d'évacuer doit être prise alors que l'orbiteur est à 20 km d'altitude. Le pilote automatique est branché et un programme de navigation dédié est activé. L'évacuation se fait par l'écoutille d'entrée située au niveau du pont intermédiaire. L'évacuation n'est possible que si la vitesse de l'orbiteur est inférieure à 426 km/h et l'altitude inférieure à 10 km. Un système pyrotechnique est mis à feu pour faire sauter l'écoutille et une perche télescopique de 3 mètres de long s'incurvant fortement vers le bas est déployée. Chaque membre de l'équipage, équipé de son parachute, accroche à son équipement une ligne qui coulisse sur la perche terminée par un mousqueton avant de sauter dans le vide. La perche doit le guider au début de son saut et lui permettre d'éviter d'être happé par l'aile de l'orbiteur. Il a été calculé qu'un équipage de 8 personnes pouvait être évacué en 90 secondes à raison de 12 secondes par astronaute, l'orbiteur se trouvant à 3 km d'altitude à la fin de l'évacuation,,.
À cinq reprises (STS-41-D, STS-51-F, STS-55, STS-51, STS-68), le lancement d'une mission a dû être interrompu à la suite de la détection d'une défaillance d'un moteur quelques secondes avant le décollage, alors que les moteurs de la navette avaient été allumés. La seule procédure d'abandon en vol durant toute la carrière de la navette a été déclenchée par la mission STS-51-F à la suite de l'arrêt du moteur central de l'orbiteur après 5 minutes 45 s de vol : la navette a suivi la procédure relativement bénigne d'interruption avec mise en orbite (Abort to Orbit) et la mission put finalement être accomplie.

### Le retour sur Terre

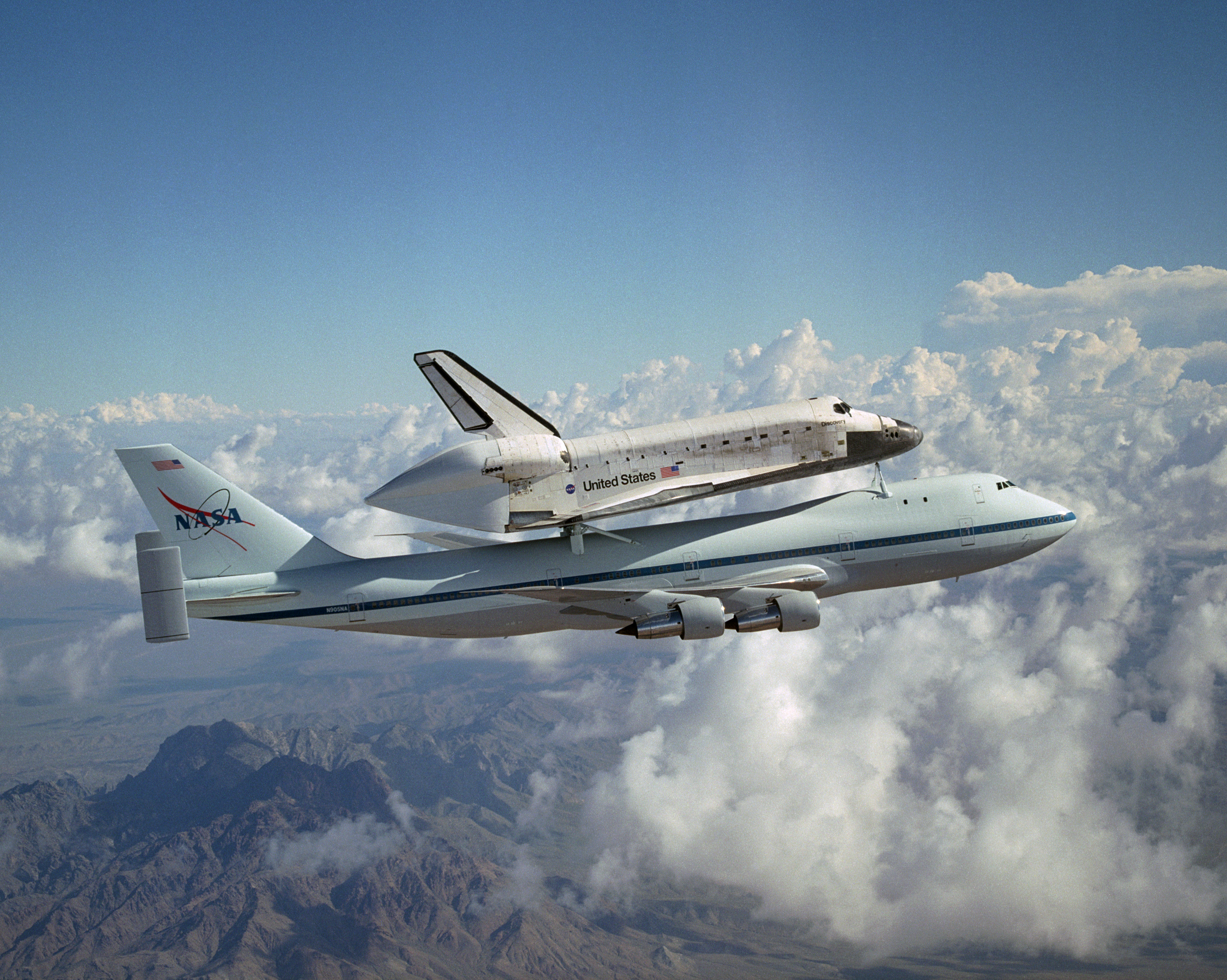
La navette spatiale Discovery transportée par un Boeing 747 Shuttle Carrier Aircraft.

Pour son retour sur la terre, l'équipage de l'orbiteur privilégie un atterrissage au centre spatial Kennedy où se trouvent la base de lancement et les installations d'entretien. Pour pouvoir se poser un certain nombre de conditions météorologiques doivent être réunies : la couverture nuageuse sous 2 500 mètres doit être inférieure à 50 %, la visibilité doit être supérieure à 8 km, les vents traversiers sur une des deux pistes doivent être inférieurs à 28 km h−1 si l'orbiteur atterrit de jour et 14 km h−1 si l'atterrissage a lieu de nuit. Il ne doit pas y avoir d'orage ou de pluie dans un rayon de 50 km autour du lieu d'atterrissage. Si ces conditions ne sont pas réunies le séjour en orbite peut être prolongé, selon la mission, de un à quelques jours. Si les conditions météorologiques défavorables persistent, l'atterrissage a lieu à la base aérienne d'Edwards en Californie où la météorologie est souvent plus clémente et le nombre de pistes de grande taille fournissent plus d'options. Mais cette solution nécessite de rapatrier ensuite l'orbiteur à l'aide d'un des deux Boeing 747 porteurs de la NASA ce qui engendre un certain risque, un surcoût important et de plus accroît le délai de remise en condition de l'orbiteur. Les premiers atterrissages s'effectuaient à Edwards. Le premier atterrissage à Kennedy, qui a été effectué dans le cadre de la mission STS-41B en 1984, s'est traduit par un pneu éclaté et des freins endommagés. Les atterrissages n'ont repris à Kennedy  qu'en 1991 après des travaux d'aménagement de la piste (allongement, reprise du revêtement) et des modifications au niveau du train d'atterrissage, des pneus et des freins des orbiteurs. Un parachute destiné à réduire la distance d'arrêt a été installé dans la queue des navettes. Depuis les atterrissages au centre spatial Kennedy sont la règle.
Pour déclencher le retour sur Terre, la navette doit réduire sa vitesse en utilisant ses moteurs-fusées : cette réduction entraîne à son tour la diminution de son altitude jusqu'à ce que la navette pénètre les couches plus denses de l'atmosphère qui vont à leur tour freiner la navette et lui faire entamer la rentrée atmosphérique. L'énorme quantité d'énergie cinétique  accumulée par l'orbiteur durant sa mise en orbite est dissipée sous forme de chaleur pendant cette phase. Le moment du déclenchement est fixé de manière que la trajectoire amène la navette avec la bonne vitesse jusqu'à la piste d'atterrissage choisie.

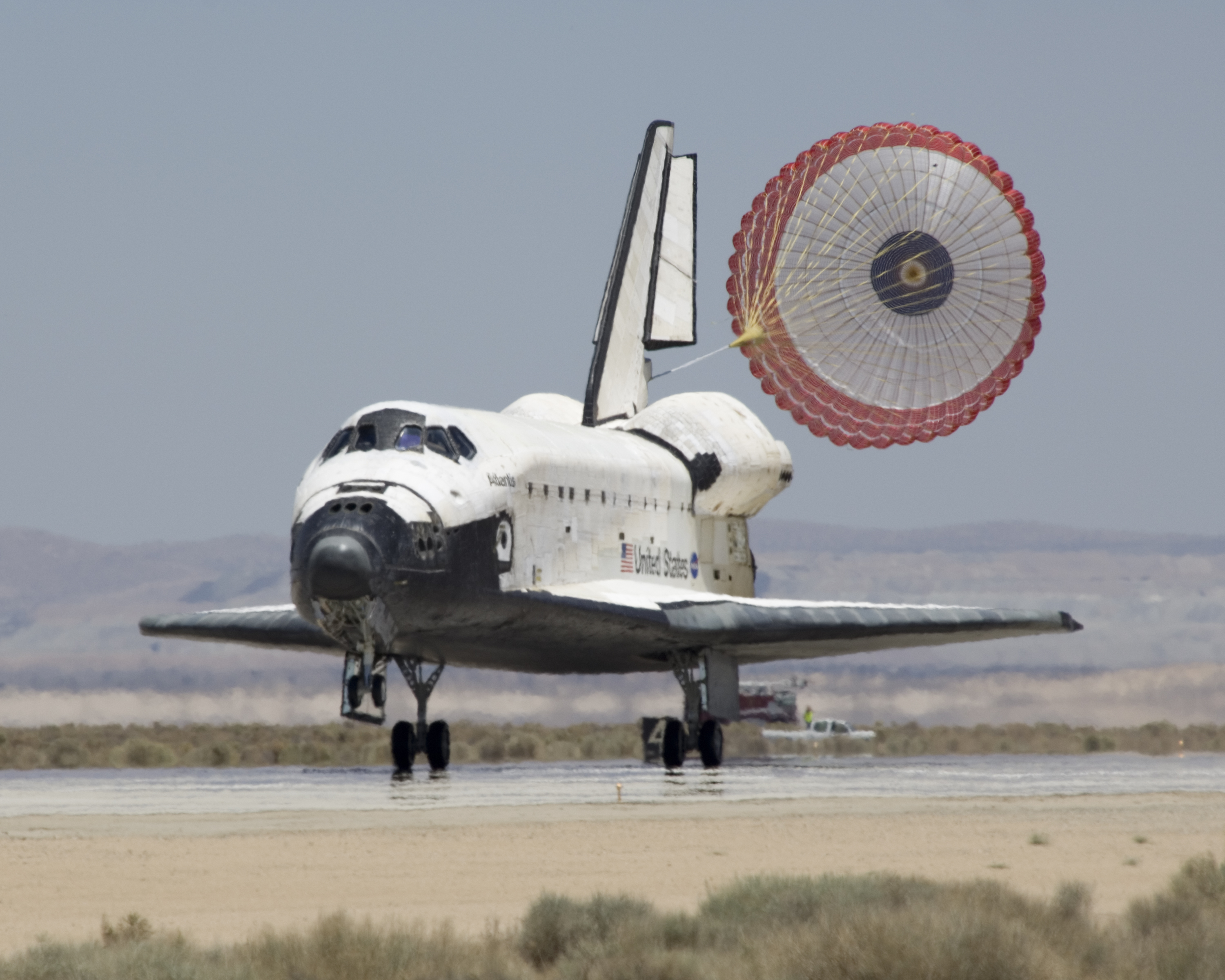
Déploiement du parachute pour réduire la distance d'arrêt (ici Atlantis).

La manœuvre qui déclenche la rentrée atmosphérique de la navette est réalisée à un point de l'orbite qui se trouve à l'opposé de la piste d'atterrissage. L'orbiteur va progressivement ralentir jusqu'à atteindre le point où la pression atmosphérique combinée à sa vitesse permettent à ses gouvernes de le diriger. Désormais l'orbiteur, qui ne dispose d'aucun système de propulsion, se comporte comme un planeur que le pilote doit ramener, dans le cas normal, sur la piste d'atterrissage située au centre spatial Kennedy,.
Pour amorcer ce processus l'orbiteur est orienté de manière que ses moteurs de correction orbitale soient tournés vers l'avant puis ceux-ci sont allumés de manière à réduire la vitesse de 60 à 150 mètres par seconde selon l'orbite de départ. L'orbiteur est ensuite replacé le nez tourné vers l'avant dans une position cabrée avec une assiette d'environ 40°. Cet angle est maintenu entre 37 et 43 degrés en utilisant si nécessaire les moteurs de contrôle d'orientation arrière car les gouvernes, en particulier celles de profondeur, n'ont aucune efficacité dans l'atmosphère ténue. Au-delà de 43°, l'échauffement serait trop important et le bouclier thermique ne pourrait pas résister. Le pilote adopte des angles de roulis plus ou moins accentués : le pilote peut ainsi à la fois ajuster la longueur de la trajectoire restante en ralentissant (en effectuant des S) ou accélérant (route rectiligne) et déporter la trajectoire vers la droite ou la gauche lorsque la piste ne se trouve pas dans le prolongement de l'orbite. Grâce à ses ailes, l'orbiteur peut ainsi se poser sur une piste située à 1 800 km sur la droite ou la gauche d'une trajectoire rectiligne,.
Lorsque la pression aérodynamique dépasse 10 kg m−2, la gouverne de profondeur peut être utilisée et à Mach 5 c'est au tour de la gouverne de direction. À Mach 1, les moteurs de contrôle d'orientation sont désactivés. La pente de la descente est diminuée progressivement jusqu'à ce qu'elle soit ramenée à 1.4° lorsque l'orbiteur est parvenu à l'altitude de 25 km. La navette a alors une vitesse de 3 148 km h−1 et se trouve à 128 km de son point d'atterrissage. L'orbiteur entame une phase (Terminal Aera Energy Management TEAM) durant laquelle il va réduire, si c'est nécessaire, sa vitesse en décrivant des S d'un rayon d'environ 5,5 km tout en suivant une trajectoire dont l'axe est tangent à l'un des deux côtés de la piste d'atterrissage. La vitesse de l'orbiteur devient subsonique alors qu'il se trouve à une altitude de 15 km et est éloigné de 56 km de la piste d'atterrissage. À environ 10 km de la piste, l'orbiteur entame la descente finale en utilisant l'autopilote avec une pente d'environ 20° (trois fois plus accentuée que celle d'un avion commercial) et en ayant recours aux aérofreins pour contrôler sa vitesse. À 500 mètres d'altitude, l'orbiteur redresse pour réduire la pente  à 1.5° et le train d'atterrissage est sorti à une altitude de 100 mètres. La piste d'atterrissage de Kennedy a une longueur de 4,5 km et une largeur de 91 mètres.
L'orbiteur touche la piste avec son train d'atterrissage principal en position fortement cabrée sa vitesse est de 472 km h−1, l'avant commence à s'abaisser lorsque la vitesse tombe sous 343 km h−1. Un parachute de 12 mètres de diamètre est alors déployé sur l'arrière de l'empennage pour réduire la distance parcourue avant son arrêt complet. Le train d'atterrissage avant touche à son tour le sol lorsque la vitesse est tombée sous 296 km h−1 et le parachute est largué lorsque la vitesse est inférieure à 56 km h−1,.
Environ 25 véhicules spécialisés et 150 spécialistes sont présents pour prendre en charge l'orbiteur et son équipage immédiatement après son atterrissage. Lorsque l'orbiteur s'immobilise, des équipes au sol en combinaison étanche vérifient l'absence d'ergols toxiques utilisés par les moteurs-fusées, d'hydrogène ou d'ammoniac à l'extérieur de l'orbiteur. Si ce n'est pas le cas, un ventilateur est utilisé pour dissiper les gaz et éviter une explosion éventuelle. Des conduites amenant de l'air conditionné sont branchées à l'arrière de l'orbiteur à la fois pour refroidir les parties de la navette qui ont été fortement échauffées durant la rentrée atmosphérique et pour purger la navette de tout gaz toxique. Ces opérations durent moins d'une heure, puis un véhicule vient se placer contre l'écoutille qui est ouverte pour laisser passer l'équipage ; celui-ci après un court examen médical est évacué pour laisser la place à une équipe chargée de préparer l'orbiteur pour les opérations suivantes. Si l'orbiteur a atterri au centre spatial Kennedy, il est tiré vers le hall de préparation (Orbiter Processing Facility OPF) où s'effectuent les opérations d'entretien. Si l'orbiteur a atterri à la base aérienne d'Edwards, il est dirigé vers la grue pour être installé sur le Boeing 747 équipé pour le ramener jusqu'au centre spatial Kennedy,.

### Les opérations d'entretien

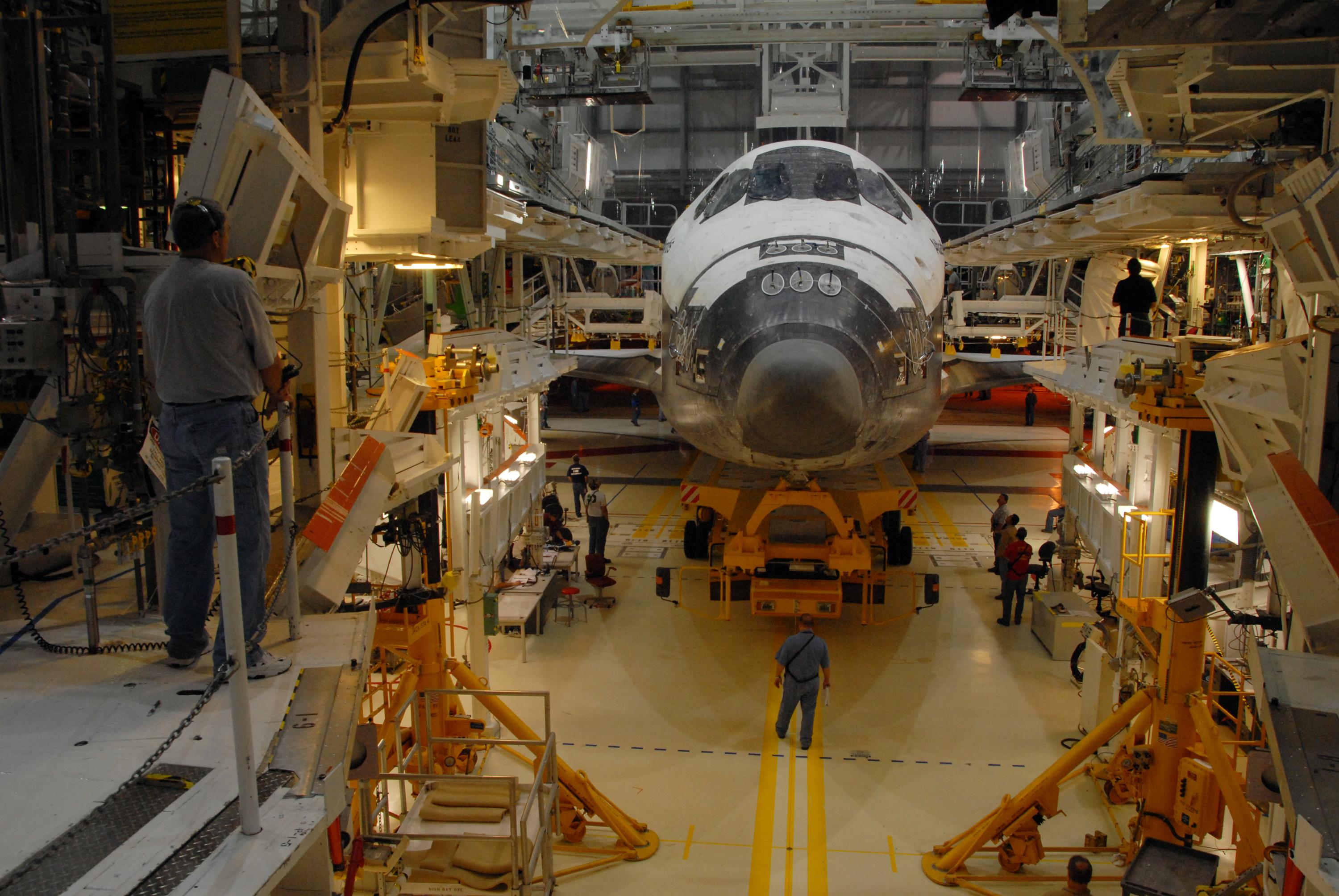
L'orbiteur Atlantis dans le hall de préparation.

L'orbiteur est tiré vers un des trois bâtiments dédiés, soit le hall de préparation (les Orbiter Processing Facility OPF), situé au centre spatial Kennedy où se déroulent les opérations d'entretien courant. L'orbiteur y est placé en position surélevée et plusieurs plateformes mobiles sont mises en position pour permettre d'accéder aux différentes parties de la navette. Après ouverture des portes de la soute, la charge utile de la mission qui vient de s'achever est retirée. Différents circuits et réservoirs sont purgés : circuits moteurs, système de support de vie, climatisation, pile à combustible, réservoirs d'eau. Les moteurs SSME sont démontés pour révision dans un bâtiment dédié (Main Engine Processing Facility). Si nécessaire, les nacelles des moteurs OMS et le bloc des moteurs d'orientation avant sont démontés pour être révisés. Le bouclier thermique est examiné tuile par tuile et celles qui sont abîmées ou qui donnent des signes de faiblesse sont remplacées. Les incidents détectés au cours de la mission écoulée sont traités. Le train d'atterrissage, certains composants de la structure et d'autres systèmes sont également inspectés. Des mises à niveau, si elles n'immobilisent pas trop longtemps l'orbiteur, peuvent être réalisées durant cette phase. Les opérations d'entretien et de configuration pour la mission suivante réalisées dans l'OPF durent normalement moins de 100 jours.

#### Les mises à niveau

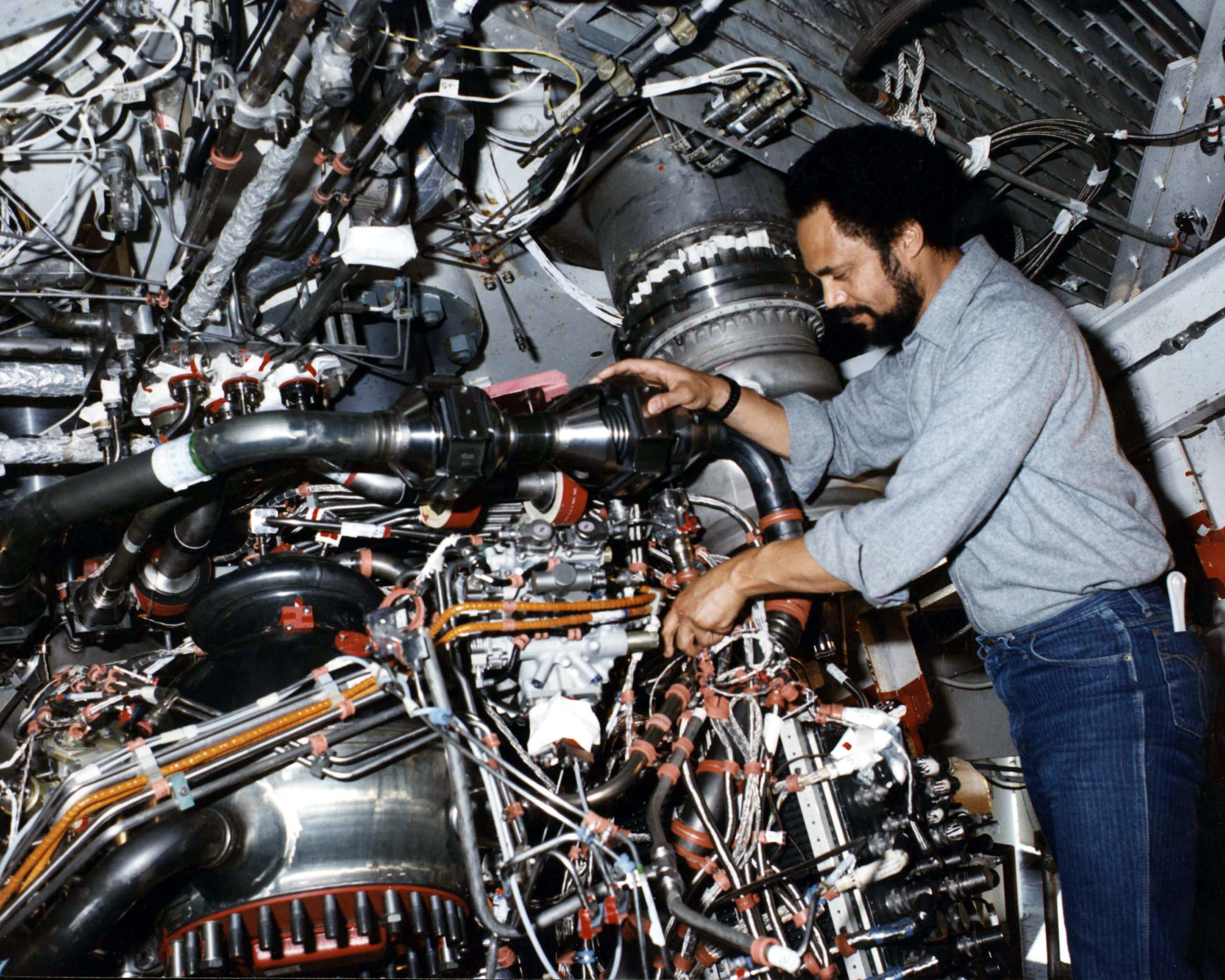
Visite d'entretien sur le moteur SSME.

Des opérations d'entretien et de mise à niveau lourdes sont réalisées périodiquement avec pour objectifs majeurs de limiter les risques tout en limitant leurs coûts. En 2000, les mises à niveau en cours avaient pour objectif de réduire le risque de perte de la navette durant la phase ascensionnelle de 50 %, durant le séjour en orbite et le retour au sol de 30 % et enfin d'améliorer les informations mises à disposition de l'équipage dans les situations critiques. Ces améliorations devaient à l'époque ramener le risque de perte de la navette de 1/248 à 1/483. Ce risque estimé à 1/78 en 1988 pour le vol STS-26 avait été abaissé à 1/248 essentiellement en intervenant sur les SSME.
Ces opérations sont réalisées au cours de périodes de révision (Orbiter maintenance down period OMDP) d'une durée de 14 mois programmées tous les 8 vols soit environ tous les 3 ans ; elles ont lieu à l'usine Boeing (ex Lockheed) de Palmdale en Californie. Parmi les modifications effectuées durant ces grandes révisions figurent :
- le renforcement des trains d'atterrissage pour permettre à la navette d'atterrir au centre spatial Kennedy,
- l'installation du sas et du système d'amarrage dans la soute pour que la navette puisse s'amarrer à la station spatiale Mir,
- la mise en place d'une planche de bord moderne utilisant des écrans à la place des indicateurs à aiguille dans le poste de pilotage.
- l'augmentation de la puissance maximale des moteurs SSME qui est passée après plusieurs modifications à 109 % de la puissance d'origine (mais 104 % utilisable seulement en régime normal).

## Les différents types de missions de la navette spatiale
La navette spatiale est, par sa conception, un véhicule d'une grande souplesse. C'est le seul qui puisse ramener plusieurs tonnes de matériel sur Terre après un séjour dans l'espace. Sa soute, très vaste, permet de placer en orbite des composants de la station spatiale qu'aucune fusée existante ne peut lancer. Ces caractéristiques uniques ainsi que l'existence de contrats avec d'autres pays partenaires constituent une des raisons de la poursuite du programme de la navette spatiale malgré son coût très élevé. Toutefois le domaine d'intervention de la navette spatiale s'est considérablement réduit, lorsqu'il est devenu évident que les promesses d'économie ne seraient pas tenues.

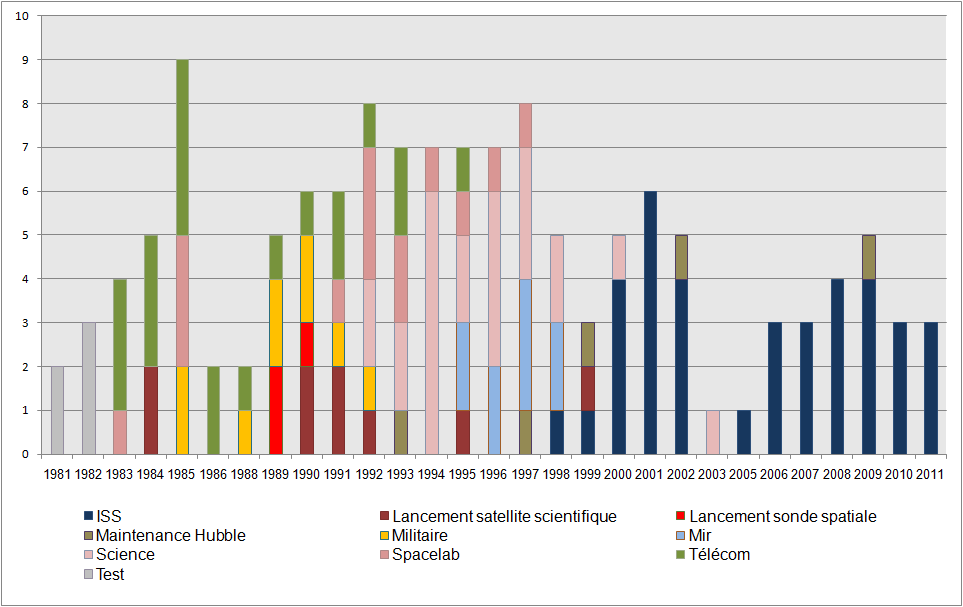
Nombre de missions par type et par année.

### L'entretien des satellites en orbite

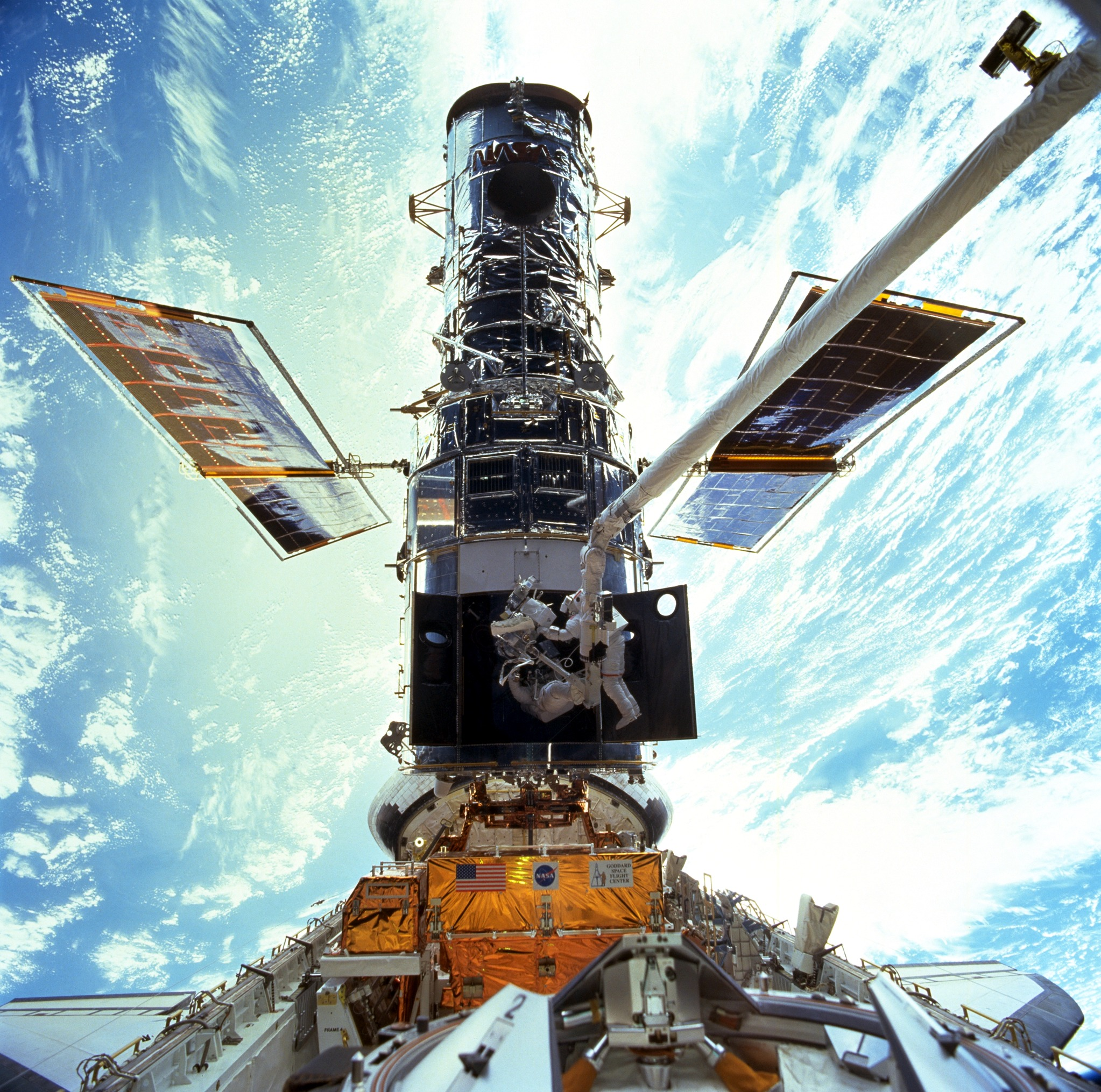
Intervention d'entretien sur le télescope spatial Hubble au cours de la mission STS-103.

La navette spatiale est le seul engin spatial capable de ramener des satellites sur Terre. La première mission de ce type est effectuée au cours de la mission STS-51-A : deux satellites restés en panne en orbite basse alors qu'ils devaient gagner l'orbite géostationnaire, sont capturés puis ramenés sur Terre dans la soute de la navette. La navette peut également réparer un satellite en panne à condition qu'il soit sur une orbite que la navette puisse atteindre. Ainsi, au cours de la mission STS-49, l'étage d'apogée du satellite Intelsat IV est remplacé. Le cas le plus connu est celui du télescope spatial Hubble qui a été conçu pour être entretenu et mis à jour grâce à des visites périodiques réalisées par la navette spatiale américaine. Cinq missions sont consacrées à des travaux d'entretien permettant à chaque fois de prolonger la durée de vie du satellite. La première mission permet de sauver le télescope spatial incapable de fonctionner à la suite d'une erreur de conception. La dernière mission STS-125 a eu lieu en 2009.

### Le lancement de satellites
Au début de la phase opérationnelle du programme de la navette spatiale, la principale mission de celle-ci est de mettre en orbite les satellites. La NASA espère ainsi abaisser les coûts de lancement grâce au caractère réutilisable de la navette. Au cours de la première mission STS-5 qui succède aux vols de qualification, Columbia largue sur l'orbite basse les satellites de télécommunications Anik C-3 et SBS-C qui gagnent ensuite l'orbite géostationnaire grâce à leur propre moteur. Les trois missions suivantes seront également destinées au lancement de satellites.
À compter de la catastrophe de Challenger en 1986, la navette ne place plus en orbite les satellites commerciaux. Seuls les satellites militaires, scientifiques ou gouvernementaux sont pris en charge. Le lancement de ces derniers très coûteux a été lui-même confié progressivement à des lanceurs classiques et la dernière mission de la navette à avoir lancé un satellite est le vol STS-93 qui place en orbite le télescope spatial Chandra au cours de l'été 1999.

Mise en orbite de satellites
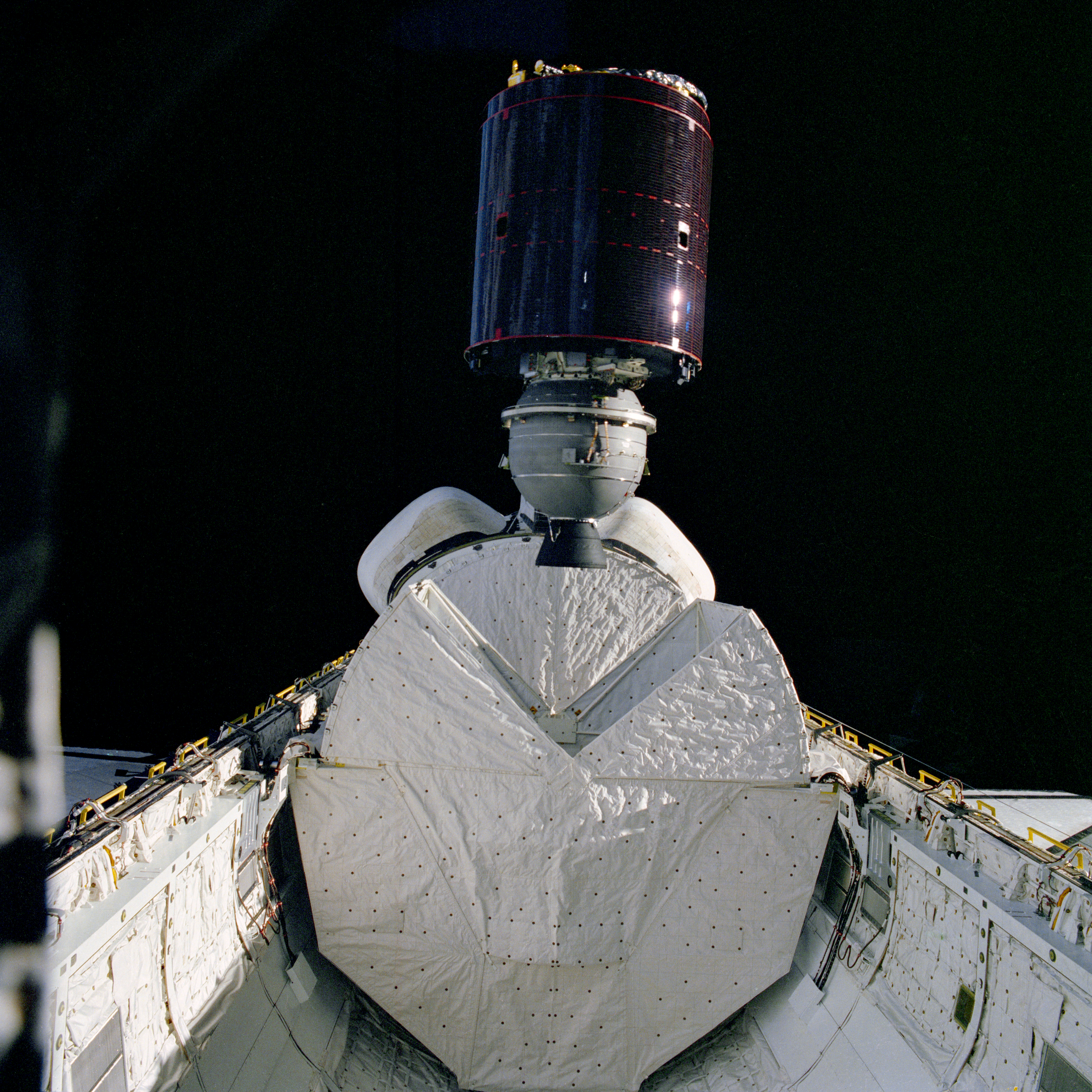
Lancement du satellite SBS-C  au cours de la mission STS-5.
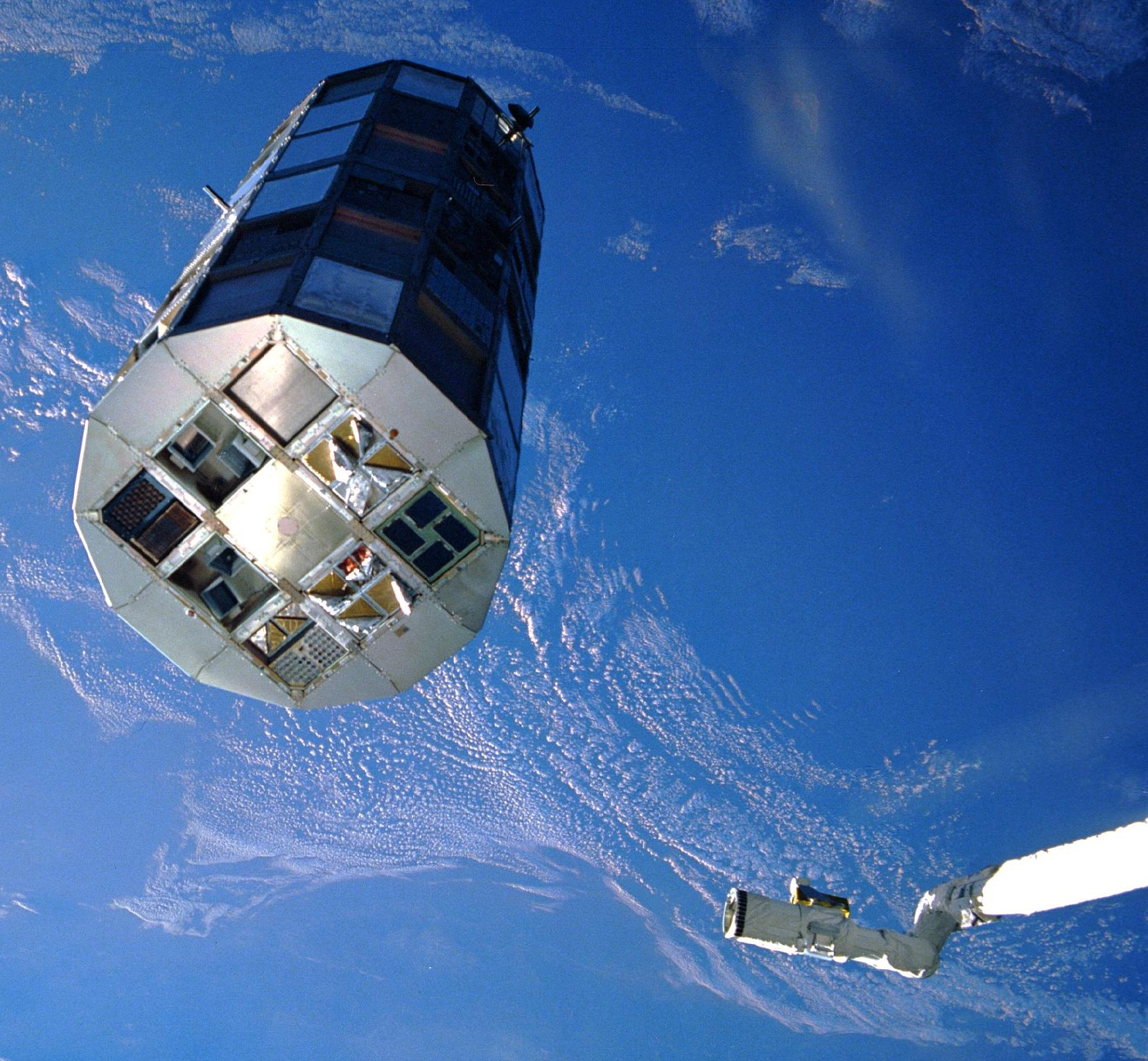
Le satellite LDEF, qui emporte 50 expériences, sera ramené sur Terre 5 ans après avoir été placé en orbite.

### La navette support d'expériences scientifiques

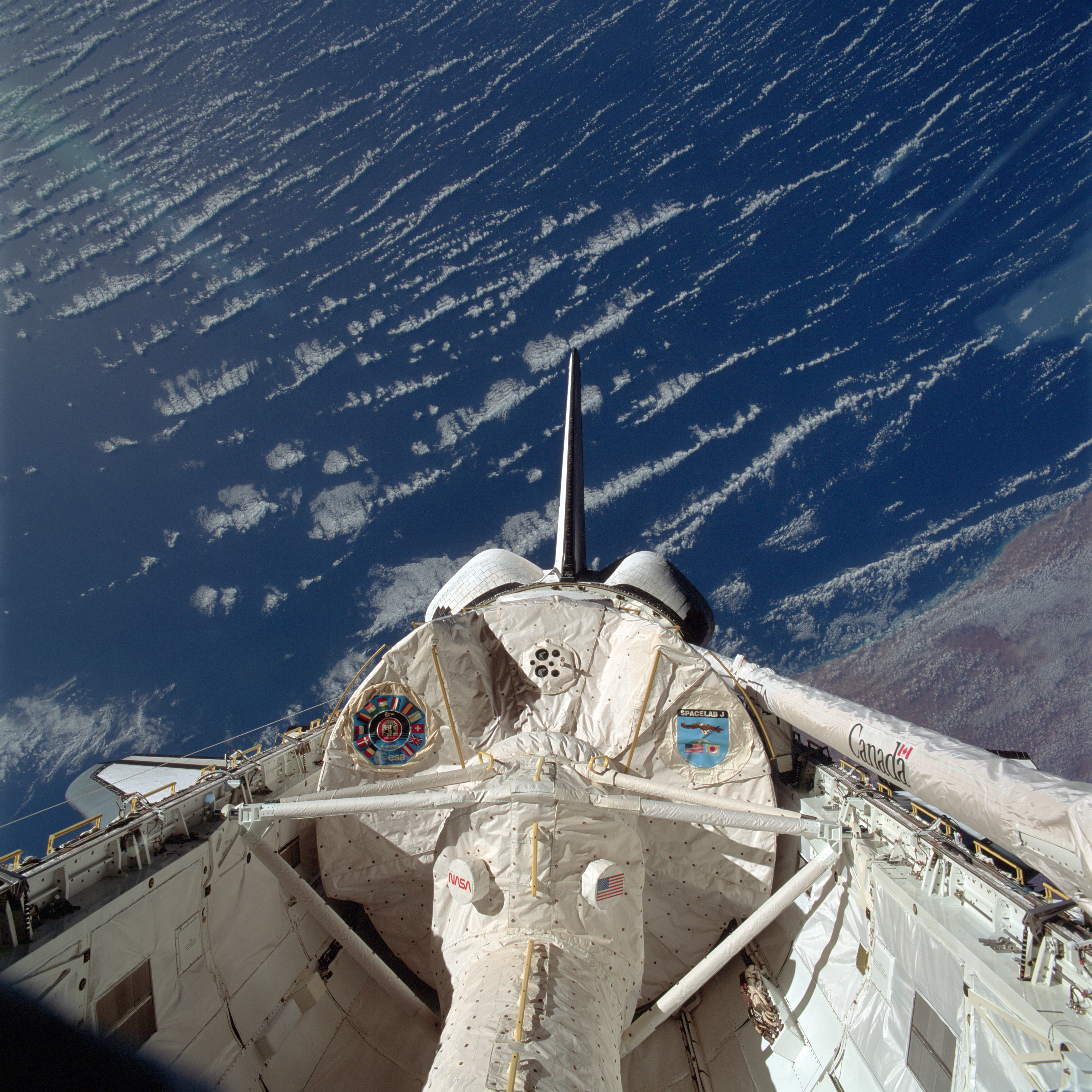
Le laboratoire Spacelab installé dans la soute.

La recherche dans le domaine de la microgravité est un autre thème important des missions de la navette. Celle-ci fournit une plateforme flexible qui permet d'effectuer des expériences de tout type. La soute peut accueillir des expériences exposées dans le vide ou bien un module pressurisé dans lequel l'équipage peut réaliser des travaux de recherche « en bras de chemise ». Le premier laboratoire de ce type est Spacelab, un laboratoire spatial développé par l'Agence spatiale européenne, dont le vol inaugural a eu lieu au cours de la mission STS-9 en novembre 1983. Spacelab a participé à 22 missions de la navette ; la dernière mission est STS-90 en 1998.
Le successeur de Spacelab est Spacehab. Beaucoup plus flexible, ce laboratoire spatial peut également être utilisé pour transporter du fret pour la station spatiale internationale comme ce fut le cas au cours de la mission STS-105. La dernière mission consacrée uniquement à la recherche est la mission STS-107 de la navette Columbia qui explosera au cours de la rentrée atmosphérique. Le dernier vol de Spacehab en tant que module logistique est réalisé dans le cadre la mission STS-118.
Parmi les autres missions scientifiques marquantes figure STS-7 qui emportait dans la soute des plateformes destinées à la recherche. Celles-ci après avoir été larguées dans l'espace au début du vol furent récupérées par le bras Canadarm en fin de vol. Par la suite, plusieurs autres plateformes scientifiques sont placées dans l'espace par la navette pour des durées de plusieurs mois ou plusieurs années avant d'être récupérées par une mission ultérieure pour l'analyse des résultats.
Même les missions de la navette qui ne sont pas destinées à la recherche emportent des expériences scientifiques. Il y a souvent dans la soute des expériences scientifiques embarquées qui s'exécutent automatiquement. L'équipage réalise également des expériences sur le pont intermédiaire de la navette au cours du séjour en orbite. C'est le cas en particulier des missions à destination de la station spatiale internationale.

### La desserte des stations spatiales

#### Mir
Dans les années 1990, la navette a effectué plusieurs vols vers la station russe Mir. Entre 1995 et 1998, la navette s'est amarrée à neuf reprises à la station. Il s'agissait à l'époque de la première collaboration entre les deux puissances spatiales depuis le projet Apollo-Soyouz en 1975.

#### Station Spatiale Internationale
Grâce à sa grande flexibilité, la navette est l'instrument idéal pour assembler une station spatiale et la ravitailler. La Station spatiale internationale fut très dépendante des vols de la navette. De nombreux composants de la station étaient d'une taille qui ne permettait pas leur lancement par d'autres fusées. D'autre part, le bras Canadarm de la navette permet d'assembler directement les nouveaux modules à la station. Les modules non russes ne disposent ni d'une propulsion autonome ni de système de contrôle d'orientation et ne peuvent donc s'amarrer eux-mêmes à la station. La navette permet également d'assurer la relève de l'équipage permanent de la station : elle peut théoriquement transporter 5 passagers par vol.
Du fait du rôle critique joué par la navette dans l'assemblage de la station, l'interdiction de vol de la flotte des navettes à la suite de la catastrophe de Columbia en février 2003 entraîne le report de l'assemblage de la station de plusieurs années. Plusieurs expériences scientifiques qui devaient être installées dans la station sont même annulées.

Opérations d'assemblage et de ravitaillement des stations spatiales
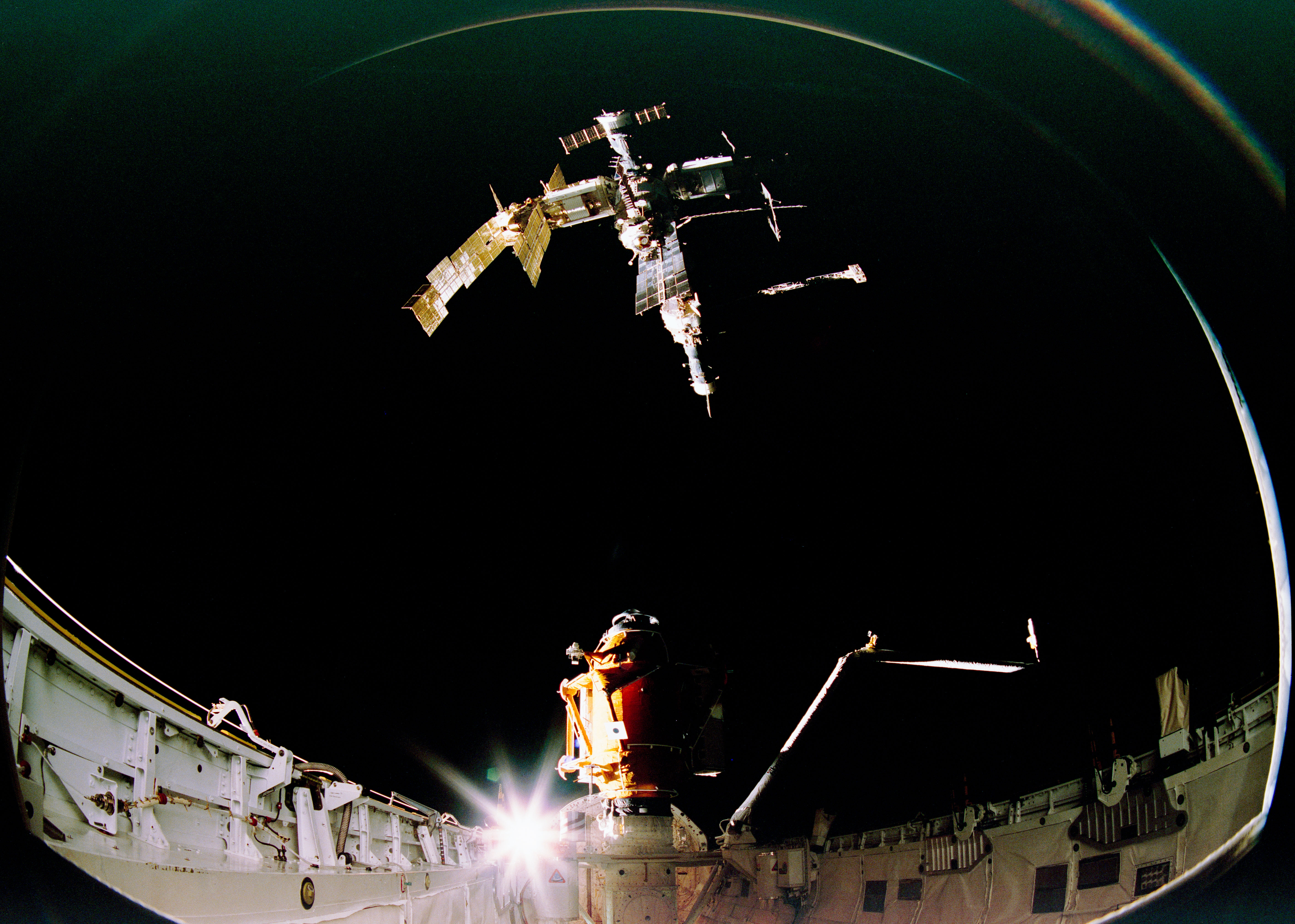
L'orbiteur Atlantis en approche de la station russe Mir lors de STS-74.
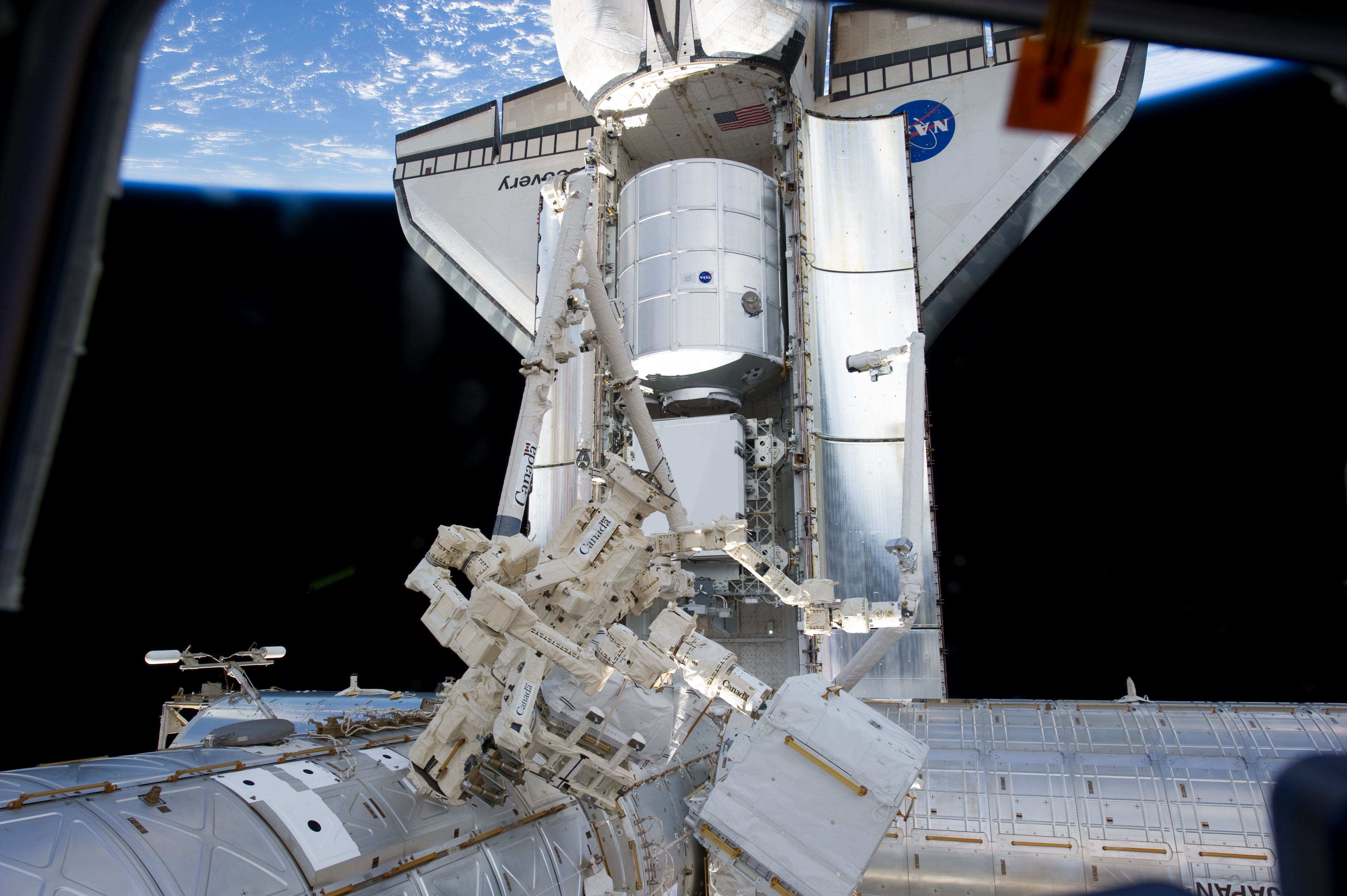
L'orbiteur Discovery amarré à la station spatiale internationale.
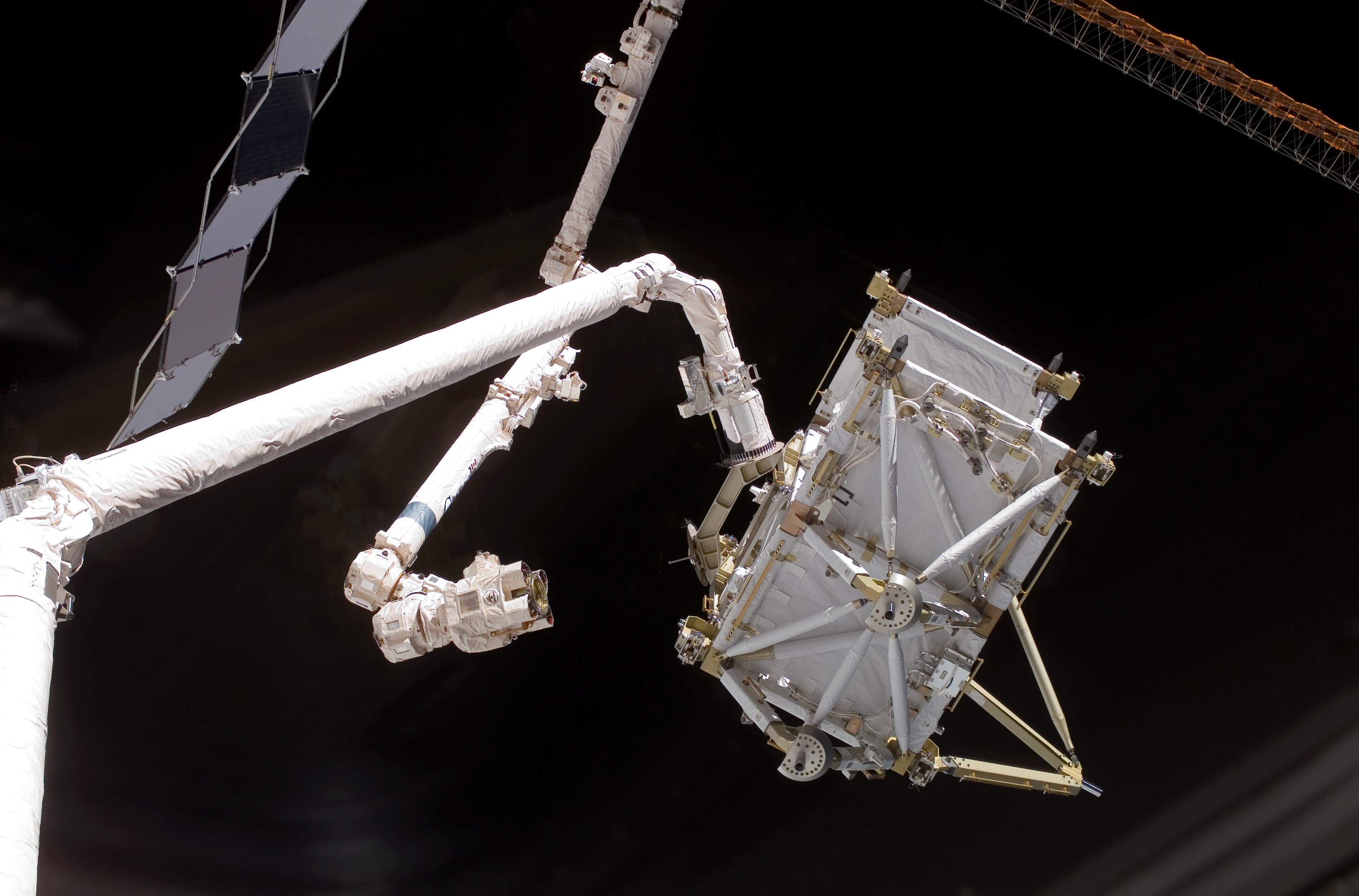
La poutre P3 de la station spatiale est extraite de la soute.

## Les orbiteurs

### La flotte
La NASA a construit cinq orbiteurs opérationnels. Chaque orbiteur présente des caractéristiques différentes :
- Columbia est le premier orbiteur mis en service opérationnel. Il effectue 28 vols entre 1981 et 2003 avant d'être détruit durant son retour dans l'atmosphère le 1er février 2003. Columbia pèse 3,6 tonnes de plus que les orbiteurs suivants[71] : les ailes et le fuselage sont plus lourds ; Columbia est équipé d'une instrumentation utilisée pour contrôler le comportement de la navette durant ses premiers vols et elle conserve le sas interne plus lourd qui, sur les autres orbiteurs, a été abandonné pour un sas externe rendu nécessaire pour la desserte des stations spatiales[72].
- Challenger (1982) est le deuxième orbiteur construit. Il vole pour la première fois en 1983 dans le cadre de la mission STS-6 avant d'être détruit durant le lancement de son dixième vol STS-51-L le 28 janvier 1986.
- Discovery effectue son premier vol en 1984 dans le cadre de la mission STS-41-D et aura accompli 39 missions. Son dernier lancement s'est déroulé le 24 février 2011. C'est l'orbiteur qui a effectué le plus grand nombre de missions.
- Atlantis effectue son premier vol en 1985 dans le cadre de la mission STS-51-J et a accompli 33 vols. Son dernier lancement a eu lieu le 8 juillet 2011.
- Endeavour effectue son premier vol en 1992 dans le cadre de la mission STS-49. Il est construit après la destruction de Challenger et aura effectué 25 vols. Son dernier vol s'est achevé le 1er juin 2011 (STS-134).

Deux autres exemplaires ont été construits pour la mise au point de la navette :
- Enterprise ou OV-101 (Orbital Vehicle-101) livrée à la NASA en 1977 est utilisée d'abord pour valider le transport de la navette sur le dos du Boeing 747 porteur. Cinq vols sans équipage et trois vols avec équipage sont effectués en 1977. La même année, la navette est lâchée à cinq reprises depuis le dos du 747 en vol et atterrit par ses propres moyens après un vol plané. Au cours des années suivantes, Entreprise est utilisée pour des tests de vibration et valider les procédures d'assemblage avant le lancement de la navette au centre spatial Kennedy. En 1985, la navette, qui n'a pas été équipée pour effectuer des missions en orbite, est remise au National Air and Space Museum à Washington, D.C. pour y être exposée[73]. En 2012, elle est transférée à New York à l'Intrepid Sea-Air-Space Museum[74].

- Pathfinder, construite en 1977 par le centre de vol spatial Marshall, est une maquette en acier dont le poids, la taille et la forme sont similaires à un orbiteur. Elle est utilisée pour valider les manutentions et le gabarit des bâtiments et des routes empruntées[75].

## Bilan
La navette spatiale américaine n'a pas révolutionné le transport spatial en abaissant comme prévu par ses concepteurs les coûts de lancement en orbite. On estimait en 2008, alors que le programme de la navette était sur le point de s'achever, que chaque vol de la navette spatiale américaine revenait à 1,5 milliard de dollars en intégrant les coûts de développement : un prix non concurrentiel par rapport à celui d'un lanceur classique. La souplesse opérationnelle n'a pas non plus été au rendez-vous : la cadence de lancement atteignait 5 % de celle prévue initialement. La navette spatiale devait abaisser le risque couru par les astronautes au même niveau que celui des passagers des avions. C'est en se basant sur cette hypothèse que la navette avait été conçue sans système de sauvetage contrairement aux lanceurs classiques. Mais la navette était un engin beaucoup plus complexe qu'un lanceur classique et donc plus susceptible de connaître une défaillance même avec des procédures de contrôle très lourdes. La décision de retrait de la navette a découlé en grande partie de ce constat. Il est acquis que les engins qui remplaceront la navette dans ses différents rôles seront des vaisseaux spatiaux « classiques » comme la capsule Apollo : la navette spatiale américaine est aujourd'hui généralement considérée comme une impasse dans le domaine du vol spatial habité.

### Les orbiteurs conservés dans les musées

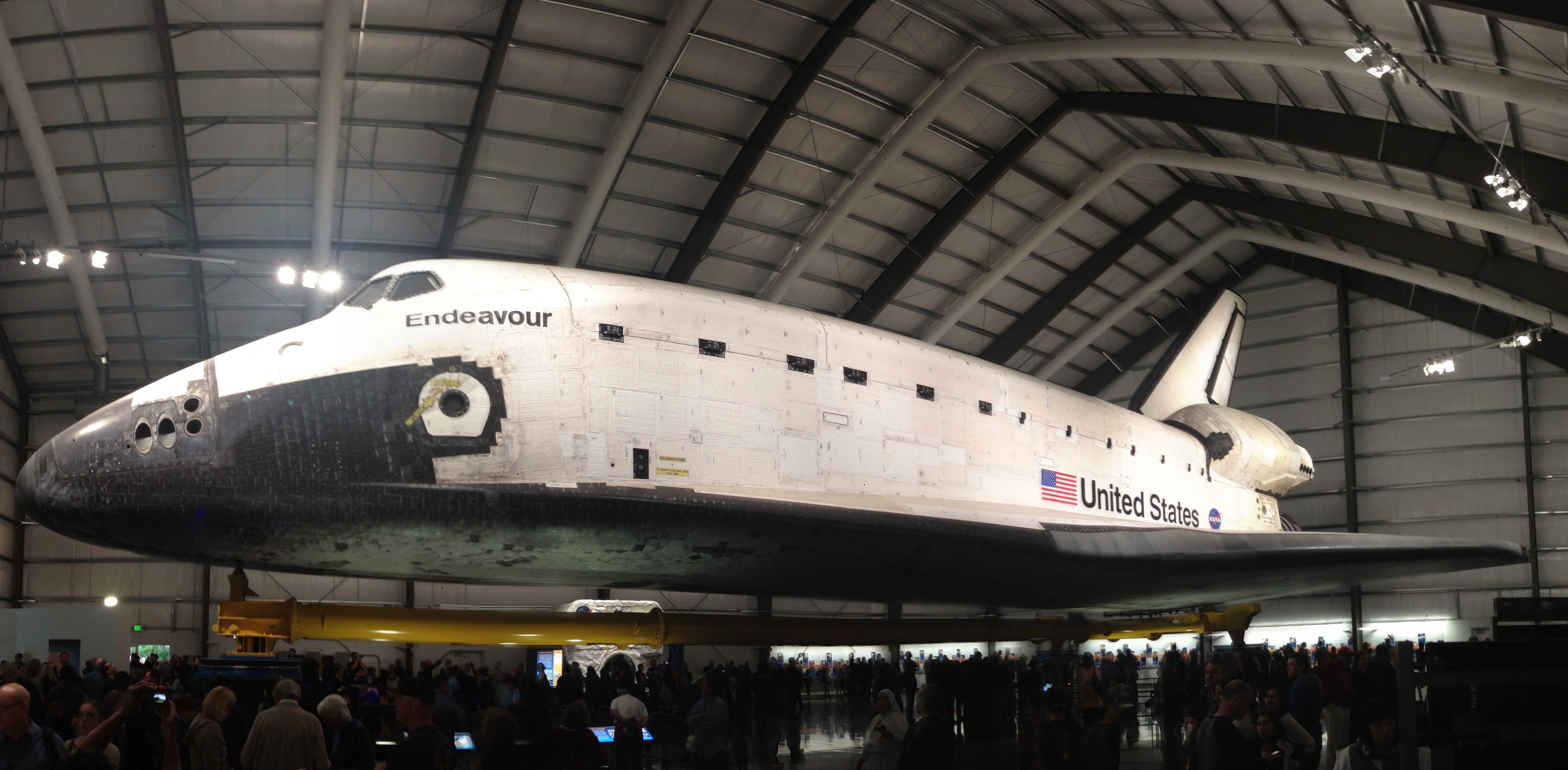
L'orbiteur Endeavour est désormais exposée au California Science Center de Los Angeles.

Les quatre orbiteurs opérationnels ayant survécu jusqu'à l'arrêt du programme sont désormais exposés dans différents musées aux États-Unis :
- Discovery est exposée au National Air and Space Museum de Washington.
- Atlantis est présentée dans la partie muséale du Centre spatial Kennedy en Floride.
- Endeavour est exposée au California Science Center de Los Angeles.
- fin 2011, Enterprise qui était exposée jusque là au Musée National de l'Air et de l'Espace à Washington est cédée à l'Intrepid Sea-Air-Space Museum de New York.

Par ailleurs, les deux laboratoires spatiaux Spacelab embarqués dans la soute au cours de nombreuses missions de la navette spatiales sont visibles respectivement à l'aéroport de Brême en Allemagne et au  National Air and Space Museum à Washington.
Une réplique de la navette Endeavour se trouve au Cosmodôme, et sert à faire des simulations de mission.

## Galerie

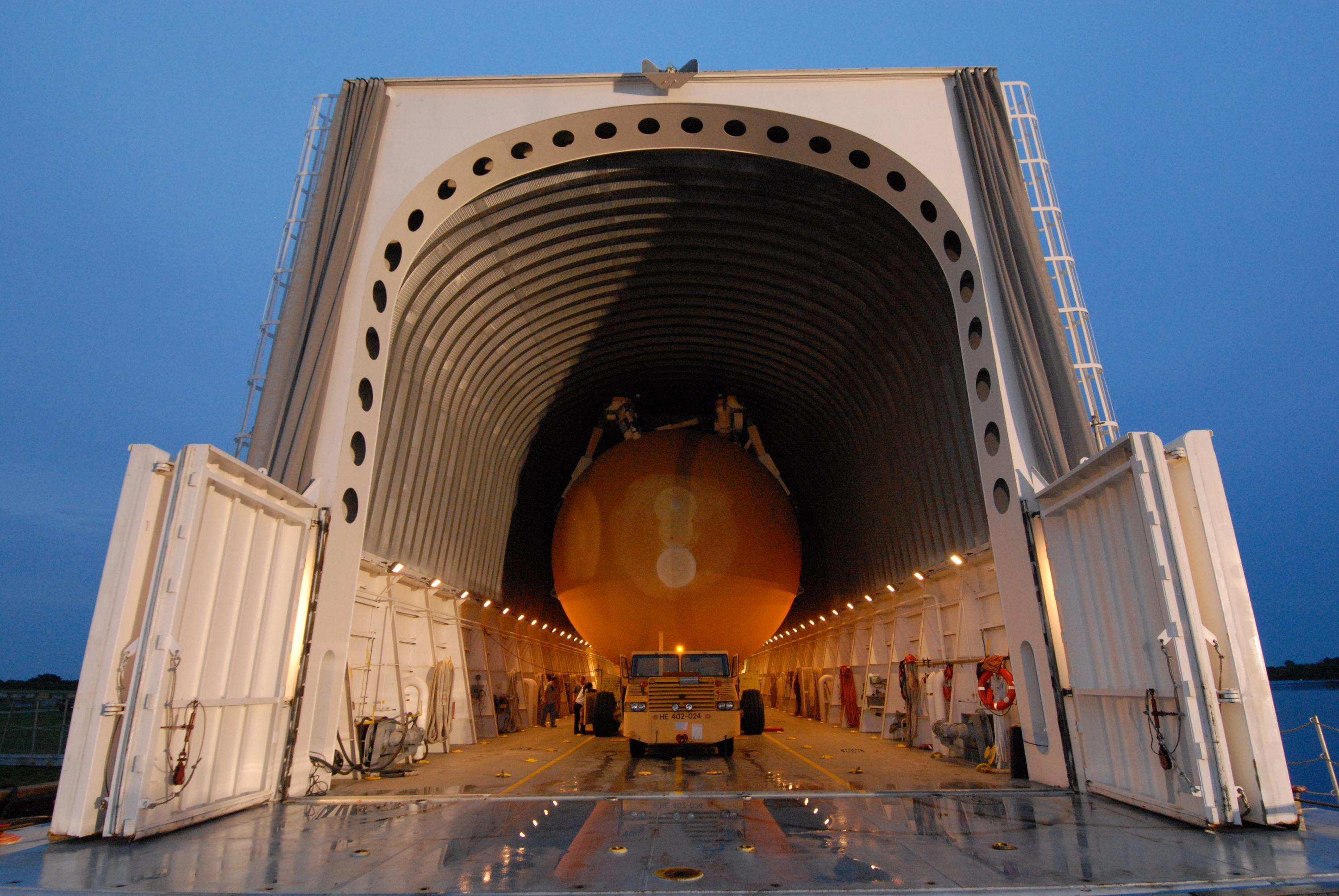
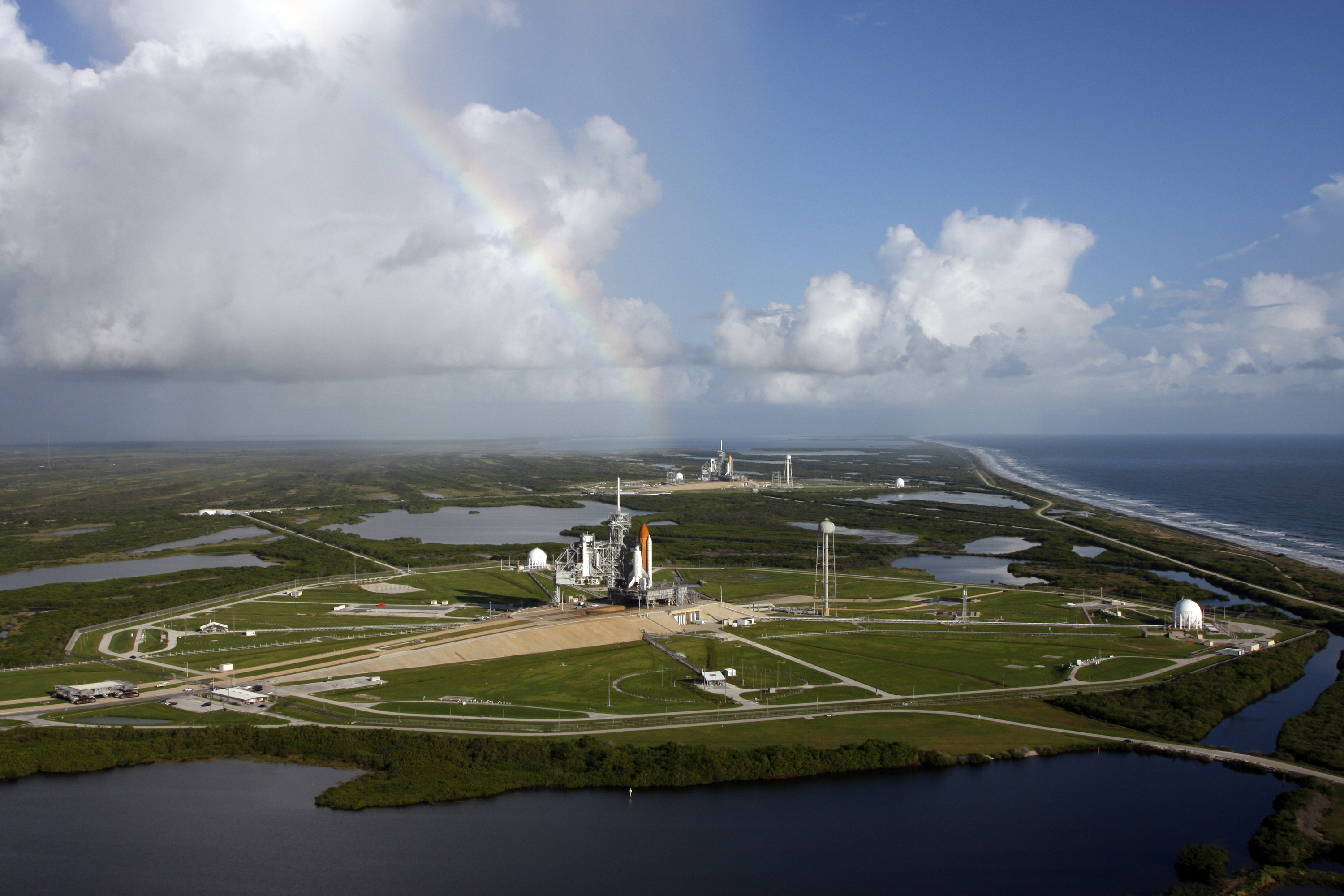
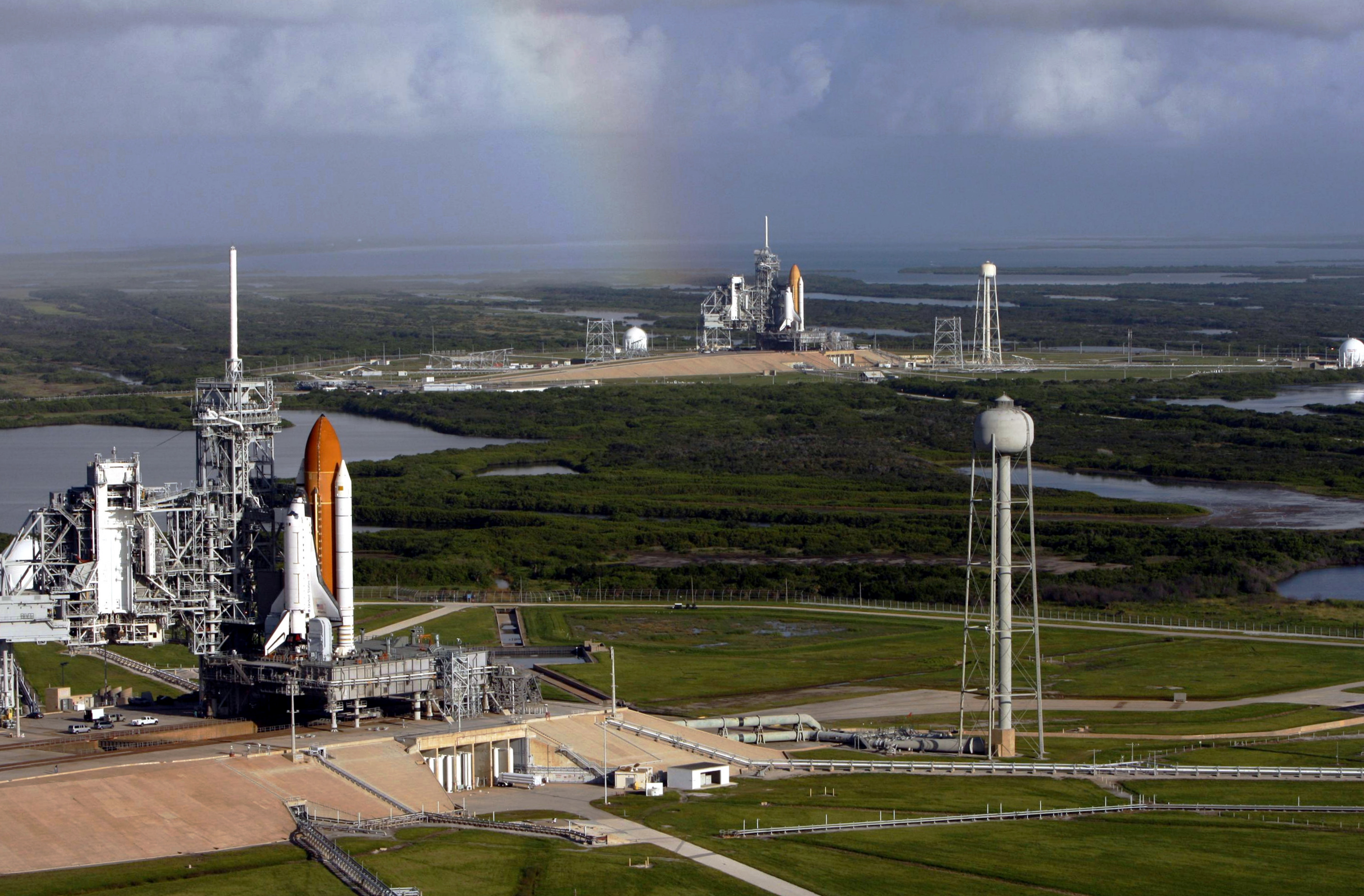
Vue d'ensemble des installations de lancement.
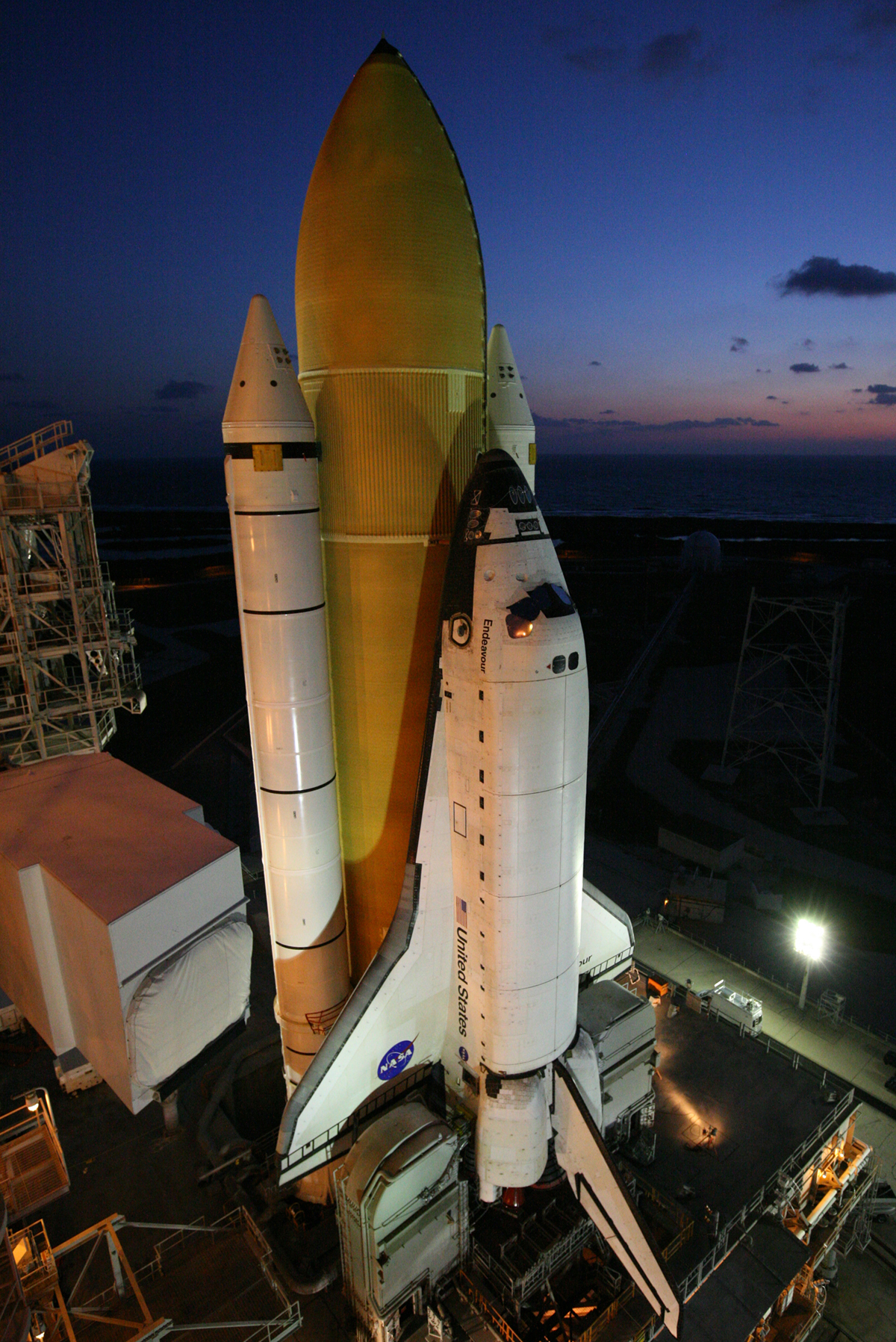
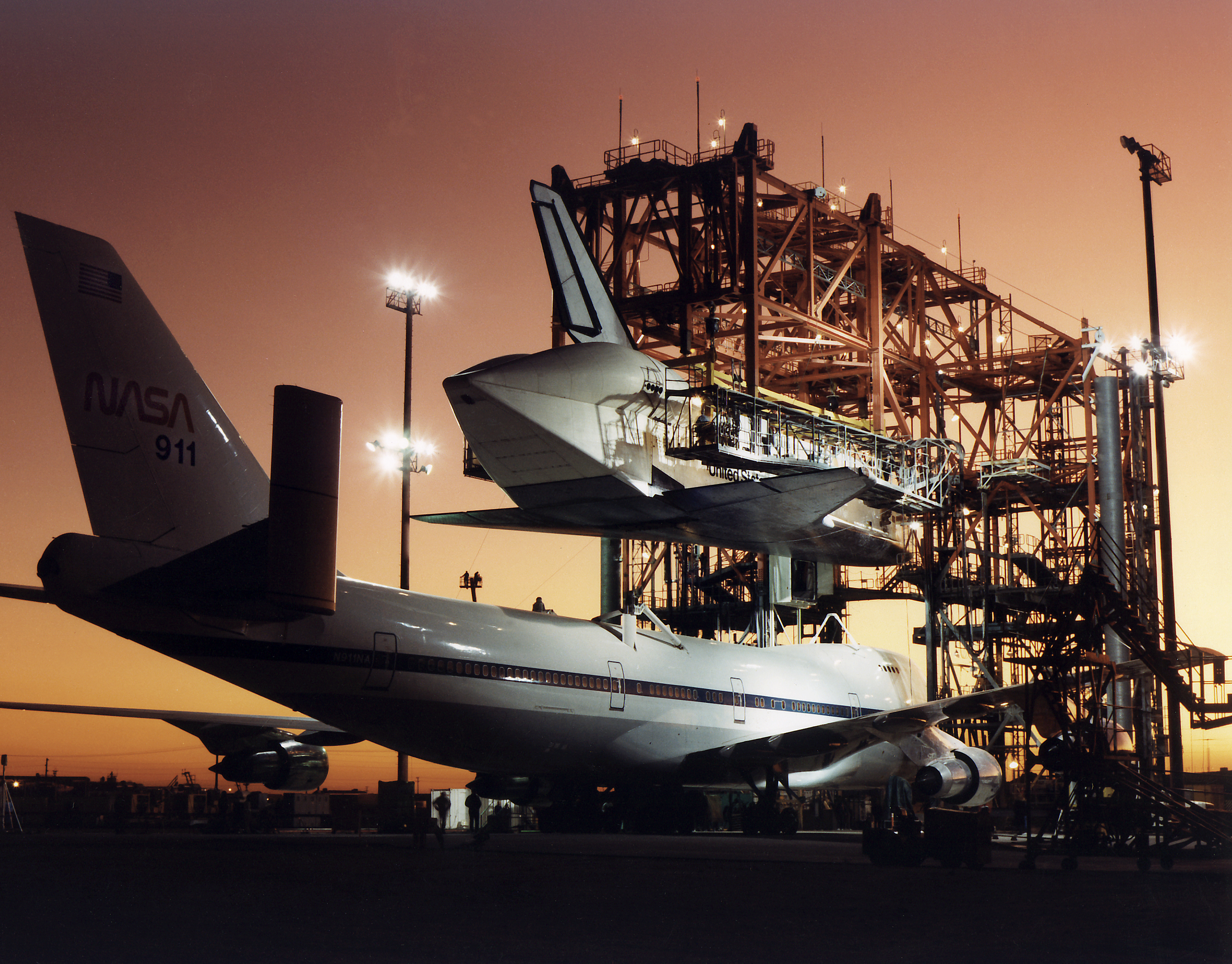